# 2023年パレスチナ・イスラエル戦争
- ハマース
- ハマス

2023年パレスチナ・イスラエル戦争（2023ねんパレスチナ・イスラエルせんそう）は、2023年10月7日に開戦した、パレスチナのガザ地区を支配するイスラム主義組織のハマース（ハマス）とイスラエルとの間の戦争である。
この戦争でイスラエル側は第四次中東戦争以来の死者数を出した。イスラエルは奇襲を受けた翌日の8日、正式にハマースに対して宣戦布告。その後、戦時内閣を発足させている。

## 概要
戦闘背景
パレスチナ側はイスラエルの建国以来、先祖代々の土地を奪われ、迫害を受けてきたと主張していた。21世紀においてはヨルダン川西岸とガザ地区に追い込まれ、その地域もイスラエルによる国際法違反とされる入植活動によって狭められてきた。イスラエル軍・警察に守られた武装入植者がパレスチナ住民を追い出し、住民の違法な殺害も行ったと報道されたことがある。。一時は融和の動きもあったが状況は改善せず、一向に動かない国際社会を見限り、選挙を通じて過激派組織ハマースがガザ地区で実権を握ることとなった。
戦闘経過
2023年10月7日、ハマースはイスラエル領内に奇襲攻撃を開始。数千発のロケット弾を撃ち込むとともに、ガザ地区近隣のイスラエル南部各軍事施設に向けて戦闘員を侵入させ、ロケット弾攻撃や戦闘により民間人を含む1139人（当初発表では1400人）のイスラエル人が殺害された（レイム音楽祭虐殺事件など）。人質とともに住家に立てこもるハマス戦闘員を出動したイスラエル戦車が砲撃した、人質を連れて車両で逃走するハマス戦闘員をイスラエル軍ヘリが攻撃したとの証言があり、イスラエル政府はこの1139人が誰によってどのように殺されたかを調査することを拒んでいる。また、事件直後、ハマス戦闘員は赤ん坊をオーブンで焼いた、首を切り落とした、女性に性暴行を行って殺害したという話が喧伝されたが、これらの残虐行為については遺体収容にあたったイスラエルの民間ボランティアグループのメンバーのデマであったことが判明している。
ハマースによる人質作戦で女性、子ども、乳児、高齢者を含む240人がガザ地区に拉致されて人質となり、2024年7月末までに約131人が解放されたか、遺体で回収された（イスラエル軍が殺害した者も含む）。その後、解放されたイスラエル人の中には、虐待された、薬物を投与されてレイプされたと証言する者もいる。また、後のイスラエル軍のガザ攻撃の中でハマス戦闘員とともにイスラエル軍攻撃の犠牲となった者、ハマスから逃亡あるいは釈放されて出て来たところを誤ってイスラエル軍に射殺された者がいたことも確認されている。イスラエル国民の多くを占めるユダヤ人にとって、これはホロコースト以来最大の大量虐殺となった。
これに対してイスラエル国防軍が反撃を開始。イスラエルは領域内のハマースを押し返した後ガザ地区を閉鎖、10月27日には大規模な空爆及び地上侵攻（ガザ侵攻 (2023年-)）を開始した。これにより戦闘は激化し、ハマース・民間人問わず、パレスチナ側に数万人規模の死傷者が出ている。特に非戦闘員である女性と子供の犠牲者が7割近くとされている。
2023年11月24日から12月1日は休戦した（2023年イスラエル・ハマース停戦協定）。また2025年1月19日にも42日間の予定で停戦が発効したが、3月18日にイスラエルはハマースが停戦延長の案を拒否したなどとしてガザ地区への再攻撃を行い、停戦は事実上崩壊し、戦闘が再開した。
パレスチナ自治政府
なお、パレスチナ自治政府は対イスラエル奇襲には関与をしておらず、パレスチナの大統領マフムード・アッバースは「ハマースはパレスチナ人の代表ではない（後にハマースへの名指しは削除）」「ハマースは人質の即時解放をすべき」「ハマースによるイスラエル南部への攻撃を非難する」と表明している。ただし欧米から要求された、テロ行為と認定しての非難は拒否しており、フランスのエマニュエル・マクロン大統領との会談で「紛争の責任はイスラエルとそれを支援する国々にある」とした。またワリード・アリ・シアム駐日パレスチナ常駐総代表部代表は8日、SNSにて「私たちは、パレスチナ人とイスラエル人の両方の民間人の生命の喪失を断固として非難します」とメッセージを投稿している。

## 呼称・表記
ハマースは、この戦闘を「アクサーの氾濫作戦」もしくは「アルアクサの洪水作戦（アラビア語: عملية طوفان الأقصى）」とした。一方でイスラエル側は「鉄の剣作戦（ヘブライ語: מבצע חרבות ברזל）」と呼んでいる。
一部メディアは第一次、第二次インティファーダに続くインティファーダとして「第三次インティファーダ」という名称を使用した。また10月に行われる、ユダヤ教の仮庵の祭りになぞらえて「仮庵戦争」（かりいおせんそう）と表現した。ほか「第2のナクバ」や「ナクバ2023」という名称表記も存在する。
ハマースによる奇襲を受けた直後、イスラエル国民はこれを「イスラエルの9.11」や「イスラエルの真珠湾攻撃」と、過去の奇襲攻撃やイスラム原理主義組織の攻撃にたとえた。また、「ホロコースト以来、これほど多くのユダヤ人が殺害されたことはない」という反応も見られた。ホロコーストのたとえは様々な人が使用しており、The Viewの元プロデューサーであるダニエラ・グリーンバウムや、イスラエル大統領イツハク・ヘルツォグの元報道官で、イスラエル政府報道官（当時）であったエイロン・レヴィ、『ザ・タイムズ・オブ・イスラエル』の記者ラザール・バーマンなどがホロコーストという言葉を使用した。第四次中東戦争（1973年）のちょうど50周年ということで「'73年の過失、'23年の過失」という言葉も一部メディアで使用された。コロンビア大統領グスタボ・ペトロはイスラエルの行いを、ガザ地区の人質家族はハマースの行いを指して「新たなホロコースト」という言葉を使った。一方、イスラエルによる過度な反撃は国際人道法違反であるとアントニオ・グテーレス国連事務総長は非難し、国連の独立専門家グループは「ジェノサイドの重大なリスク」にさらされていると指摘した。

## 背景
パレスチナ問題は「世界でもっとも解決が難しい紛争」と言われている。

### 古代 - シオニズム運動の発生
2000年以上前の時点におけるパレスチナには、先住民カナン人の諸国家ののち、そこに入植したヘブライ人国家であるイスラエル王国が成立し、諸国家により侵略され、最終的にローマ帝国のユダヤ属州となった。その後ユダヤ人はヨーロッパやアジア、アフリカの各地へ離散し（ディアスポラ）、パレスチナ地域はアラブ・東ローマ戦争などを経てイスラム教圏になり、住民のアラブ人への同化が進んだ。
但し、ローマ帝国の命令によってユダヤ人が追放されたのはアエリア・カピトリナ（エルサレム）であり、パレスチナ全土ではない。また、ユダヤ人はその後もパレスチナに存在し続け、北部ではエルサレム・タルムードの編纂がされるなど学統も栄えていた。そしてローマ帝国の征服以前から旧世界各地にユダヤ人およびユダヤ教改宗者が多くいたことにも留意する必要がある。
ユダヤ人の一部はローマ帝国征服以前・また以降に、ヨーロッパに移り住んだが、ヨーロッパでは4世紀以降キリスト教が主流の宗教であった。ユダヤ教、キリスト教、イスラム教はともにアブラハムの宗教であるが互いに対立する関係でもあり、ユダヤ教徒はヨーロッパで差別・迫害の対象となった。ユダヤ人はキリスト教で禁忌である金融業などで影響を持つようになり、パレスチナに戻って自らの国を持とうという、いわゆるシオニズム運動が19世紀頃に発生する。
一方で中東やパレスチナでは、1948年のイスラエル建国に至るまで、ヨーロッパと比べるとユダヤ教、キリスト教、イスラム教は一部の地位・時代の対立関係はありつつも、全体的には共存関係にあったことが知られている。

### 第一次世界大戦 - 戦間期
シオニズム運動の最中に第一次世界大戦が勃発。連合国側のイギリスは、ロスチャイルド財閥から金銭を引き出すため、パレスチナにユダヤ人の"国民的郷土"を建設することを支持することをバルフォア宣言で約束した（ただし、"国民的郷土"の定義はなく、パレスチナ人の権利を害さないことは明記されている。）。さらに、敵対する中央同盟国であるオスマン帝国を打倒するため、アラブ人に対しても、オスマン帝国に反旗を翻せばオスマン帝国の領域にアラブ諸国を建設することを約束する協定を結んだ（フサイン＝マクマホン協定）。そしてフランスとも中東分割を約した（サイクス・ピコ協定）。この「三枚舌外交」と言われる外交政策により事態は混迷を極める。
第一次世界大戦終結時点では中東はフランスらにより分割され、パレスチナ地域はイギリスの委任統治となった。ユダヤ人などからすると裏切られたというような立場となるものの、バルフォア宣言に基づきパレスチナへの入植者が増えた。当初は共存していたが、人口増加と経済問題により摩擦が増大していった。

### 第二次世界大戦 - 冷戦
第二次世界大戦中、ナチス・ドイツによるホロコーストで多くのユダヤ人が殺害される。一部のユダヤ人はパレスチナに逃げるもパレスチナに住むアラブ人は猛反発。これにより各地で戦闘が起きる。
戦後1947年に国際連合総会でパレスチナ分割決議が採択され、これ1948年にイスラエルが建国。ユダヤ人からするとついにユダヤ人国家の建設となったが、アラブ人からすると領土が奪われた形となり、実際にデイル・ヤシーン事件に代表されるパレスチナ人虐殺・追放事件が多数起こった。これを受けて第一次中東戦争が勃発。当時のイスラエルは被害者として欧米世論から支持されていた。しかし、第三次中東戦争（1967年）においては国際法を超えた範囲でアラブ人側の領土を支配し始め、一部から加害者側になったと非難を浴びる。この国際法違反のパレスチナ領占領をイスラエルは継続中である。
1964年にはパレスチナ解放機構（PLO）が結成された。その後、インティファーダという民衆蜂起が行われ、多くの戦闘が起き、規模は拡大していく。その後湾岸戦争で、イラクのサッダーム・フセイン政権がパレスチナを解放すると称してイスラエルを攻撃、国際社会は「パレスチナ問題を解決しないと何が起きるかわからないのではないだろうか」という反応となり、1993年のオスロ合意により暫定自治政府が認められる。

### 冷戦後

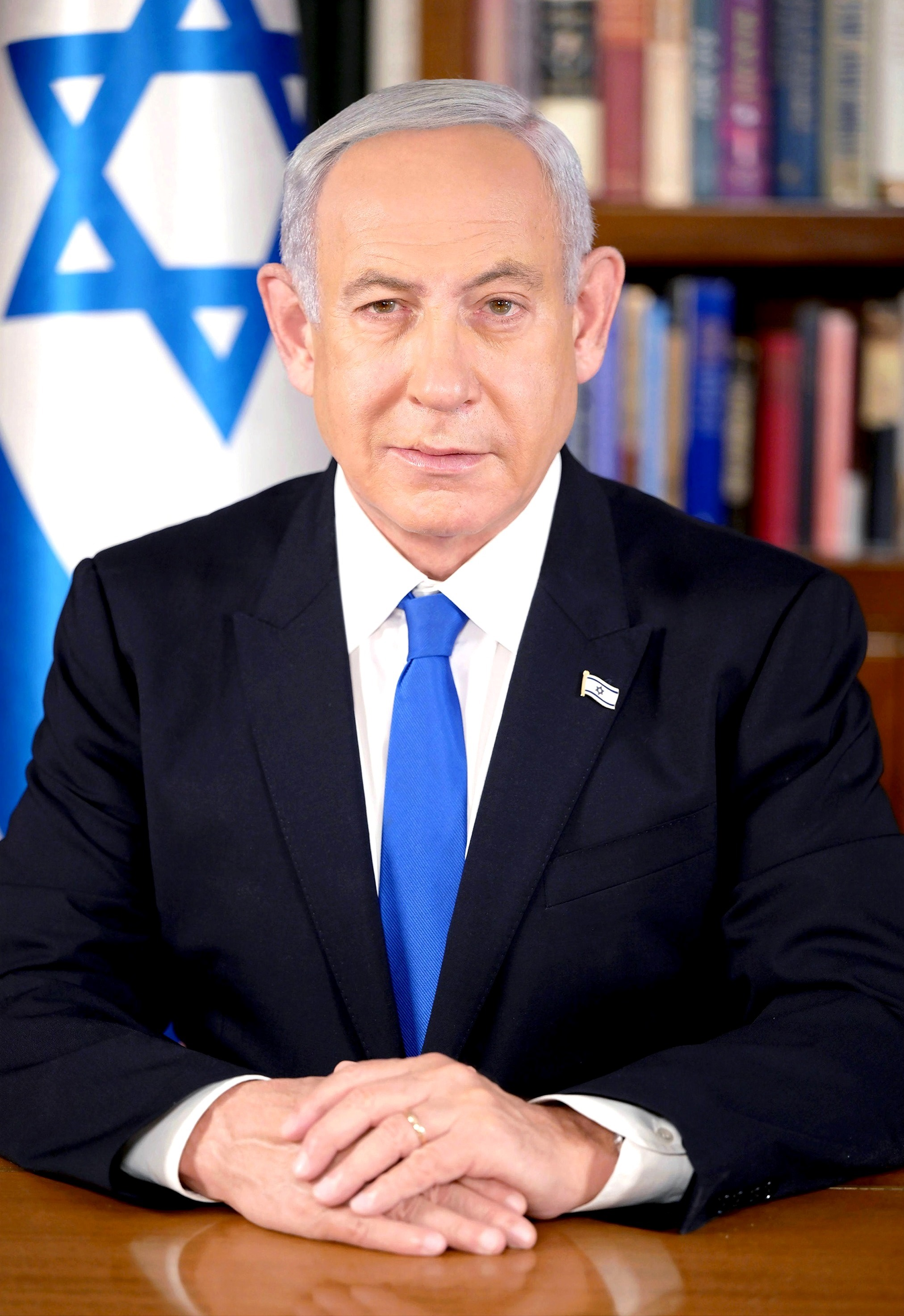
ネタニヤフ首相

合意から2000年頃までは楽観論が広がり、双方が和解すると世論は考えていった。一方でオスロ合意を進めたイスラエルの首相イツハク・ラビンがイスラエル人の過激派に暗殺され、1996年にベンヤミン・ネタニヤフが首相になると、オスロ合意プロセスは事実上頓挫した。2000年に首相だったアリエル・シャロンが、ユダヤ教の聖地「嘆きの壁」のすぐ近くに位置するイスラム教の聖地「岩のドーム」に足を踏み入れ、「私は平和の使者だ」と述べたことによりイスラム教徒の反感を買い、7年間続いた平和は正式に終焉した（第2次インティファーダ）。2006年のパレスチナ国議会選挙でハマースに敗北すると、PLOの主政党であるファタハはハマースをヨルダン川西岸地区から追い出し、統治を続けた。一方、ハマースもガザからファタハを追い出し、パレスチナは分裂状態になり、これを理由としてイスラエル側は和平交渉を困難と主張した。また、ヨルダン川西岸地区の分離壁がユダヤ人入植地を守るため建設され、2008年から2009年までのガザ紛争などでいくつかの戦闘が行われた。
2014年、イスラエル軍がガザ地区に地上侵攻を行い、空爆作戦でハマースの幹部の自宅や軍事施設を爆撃するとともに、予備役の兵士の招集を進め、ガザ地区との境界線近くに地上部隊を着々と集結させるなどし、捕らえられた兵士やその周辺の民間人への危険に配慮せずに集中砲火で攻撃することができる「ハンニバル指令」が実行された。これによりイスラエル軍は少なくとも135名のパレスチナの民間人を殺害した。この2014年のガザ地区侵攻が「イスラエル軍による最後の地上侵攻」であるとされていた。2014年以降、和平交渉は途切れる。
2021年にはシェイク・ジャラー地区に関する領有権問題が発端となり、多くの被害者を出す2021年イスラエル・パレスチナ危機が発生した。
ユダヤ系の人々が一律にイスラエルの建国やシオニズムを支持していた訳ではなく、ユダヤ教の最右派であるユダヤ教超正統派はイスラエルの建国に関して旧約聖書の「汝、殺すなかれ、盗むなかれ」に違反しているとし、「メシア（救世主）が現れないと真のユダヤ国家は実現できない、しかし、まだメシアは現れていない、だから現在のイスラエル国家は偽物であり、認められない」「メシアが現れるまで建国は待つべきだ」という立場をとっている。また「ユダヤ人はイスラエルの残虐行為を糾弾する」と主張するデモや「イスラエルをパレスチナへ返還すべきである」として反シオニズム活動を行っている。
近年のイスラエルにおいては、ポスト・シオニズム（シオニズムは終焉しており、アラブ人やパレスチナとの友好を推進すべきという思想）のユダヤ人の人々に対抗すべく誕生したネオ・シオニズム（イスラエル人によるイスラム教徒や反ユダヤに対する報復や抑圧によって平和が到来するという思想）が政治的影響力を持つとされている。
両国間の緊張状態に加え、イスラエルと、アラブ世界の大国であるサウジアラビアが関係正常化に向けて動き出していることにより「パレスチナ問題、さらにはハマースそのものが見捨てられてしまう」というハマースの危機感が発生。またイスラエルは「司法制度改革問題」により大混乱していたため、ハマースからすると恰好のチャンスとなった。また、パレスチナ市民の若年層は度重なる戦争により失業率が60％を超え、経済も非常に悪い状態であり、加えて封鎖以降の世代は物心ついた時には壁に囲まれ分断という状況であり、イスラエルに対する恨みも強かったと思われている。

### 奇襲直前の情勢

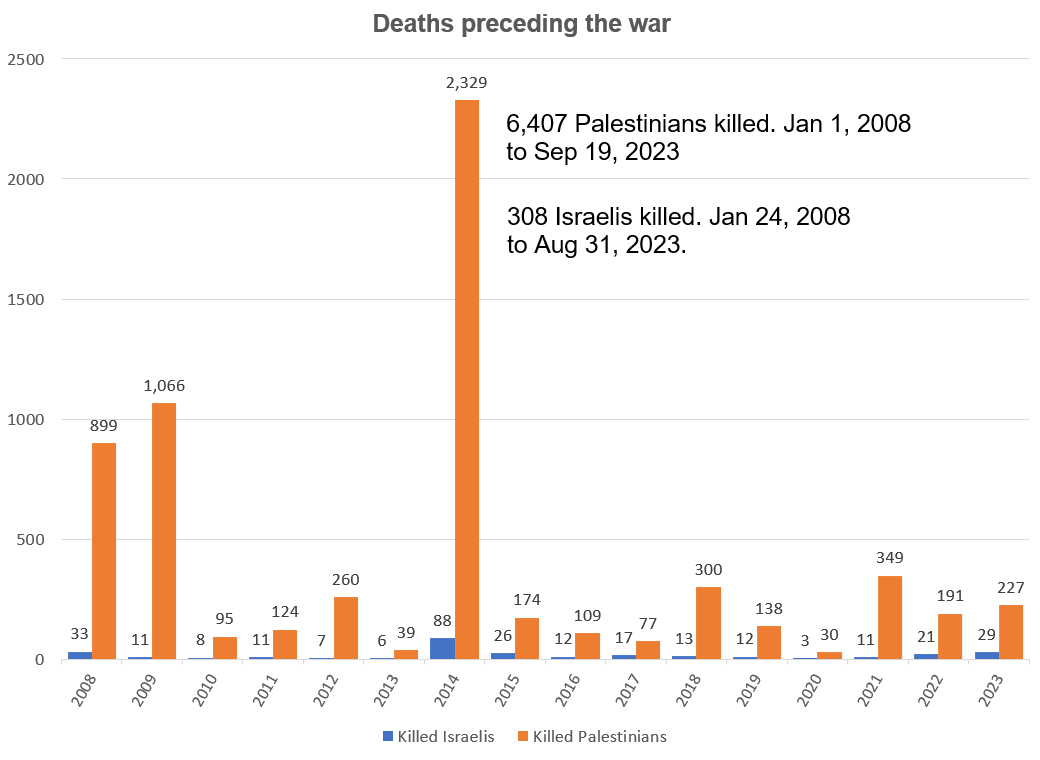
2008年から2023年までのパレスチナ紛争によるイスラエル人とパレスチナ人の死者。

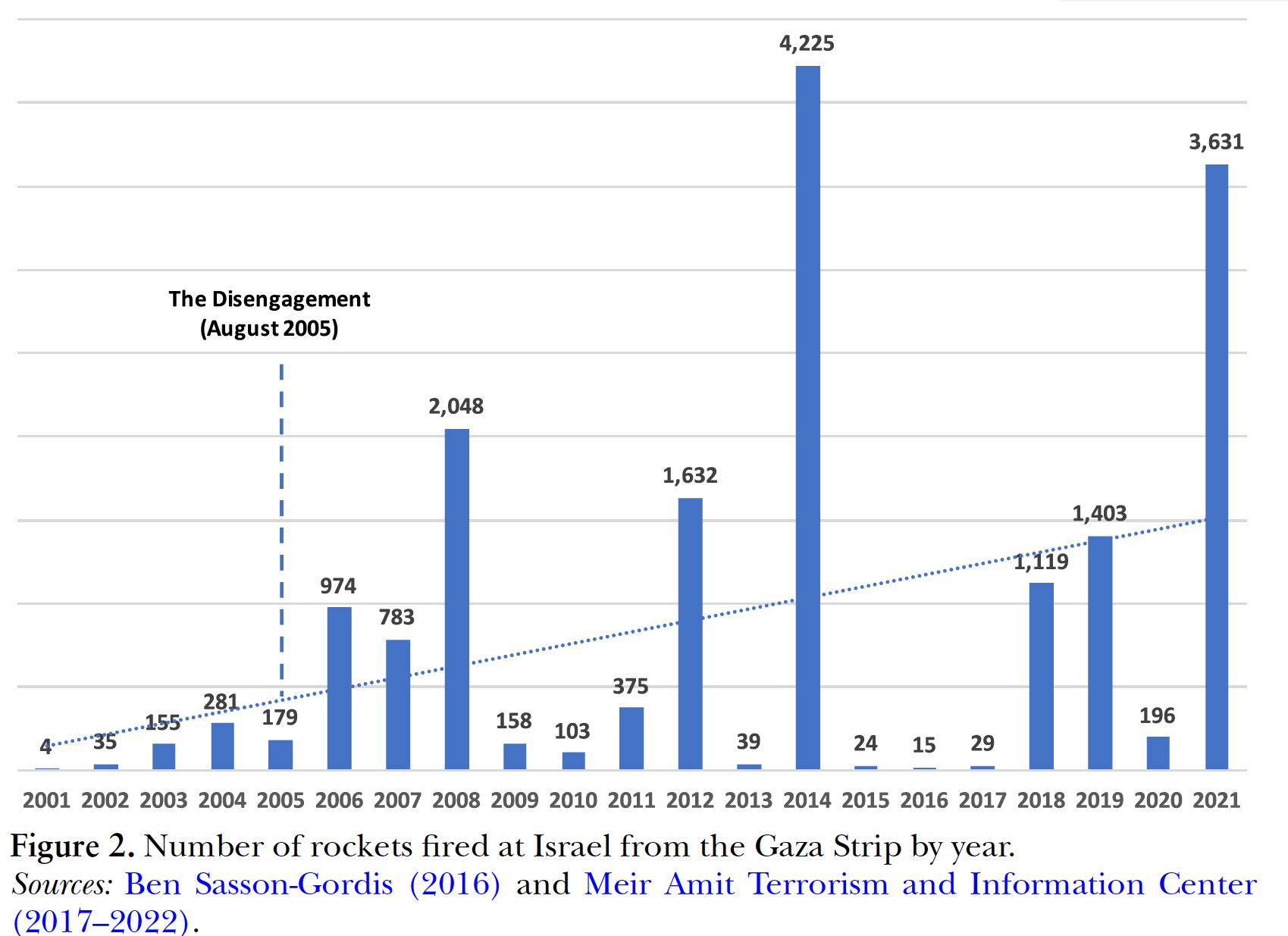
2001年から2021年にかけてガザ地区からイスラエルに向けて発射されたロケット砲撃の回数。

2023年は、いくつかパレスチナ問題が原因となった暴力的な騒動が発生した。2023年10月7日の奇襲前の時点で、2023年の範囲内だけで双方の戦闘員と民間人を含め、少なくとも247人のパレスチナ人がイスラエル軍によって殺害され、32人のイスラエル人と2人の外国人がパレスチナ人の攻撃によって殺害されていた。また、入植者による攻撃が増加し、何百人ものパレスチナ人が避難した。エルサレムの聖地であるアル＝アクサー・モスク周辺では激しい衝突があった。これらの衝突は国際法の認めるグリーンライン (イスラエル)を越境したパレスチナ領の範囲で行われた。
イスラエルとハマースの緊張は2023年9月頃に高まり、アメリカ合衆国（米国）の新聞『ワシントン・ポスト』は両者を「戦争の瀬戸際にある」と表現した。イスラエルはジーンズの積荷に隠された爆発物を発見し、ガザからの全ての輸出を停止した。これに対し、ハマースは厳戒態勢を敷き、イスラエルの入植地を襲撃する練習を公然と行ったり、他の組織と軍事演習を行ったりした。またハマースは、パレスチナ人によるイスラエル・ガザ間の分離壁（鉄の壁）への抗議活動の再開を許可した。9月13日、5人のパレスチナ人が国境で殺害された。9月29日、カタール、国連、ガザ地区と国境を接するエジプトの仲介により、イスラエルとガザ地区のハマス当局者の間で、閉鎖されていた検問所を再開し、緊張を緩和するという合意がなされた。
攻撃の数日前、エジプトはイスラエルに対して「事態の爆発（我慢の限界を超える）が近づいている、それも非常に近いうちに、そしてそれは大きなものになるだろう」と警告したという。イスラエルはそのような警告を受けたことを否定したが、エジプトの主張は、攻撃の3日前に警告がなされたとするアメリカ合衆国下院外交委員会の委員長マイケル・マッコールによって裏付けられた。
そして攻撃は、ユダヤ教の祝日で安息日であるシムハット・トーラーの日で、同じく奇襲攻撃から始まった第四次中東戦争開戦50年の翌日である10月7日に行われた。

## 経過

### ハマースによるイスラエル攻撃
ユダヤ教の祝日シムハット・トーラーにあたる2023年10月7日現地時間午前6時30分（UTC 3時30分）、パレスチナのガザ地区を支配するハマースのイッズッディーン・アル＝カッサーム旅団によるイスラエルへのミサイル攻撃が宣戦布告抜きに開始された。また同時に海上を水上艇が、陸上では歩兵による国境検問所であるケレム・シャローム検問所やエレズ検問所への攻撃や白いピックアップトラックによる7つの検問所を突破しての越境も開始された。ミサイルの本数についてはハマースが5000発以上、イスラエルが2200発以上としている。この出来事により、イスラエル側で少なくとも1,300人以上が死亡し、パレスチナ側で1,100人が死亡した。テルアビブ、レホヴォト、リション・レジオン、パルマヒム空軍基地などではサイレンが鳴り響いたという。スデロットでは戦争としては初期の戦闘が勃発し、警察署などを制圧された。他いくつものキブツへの攻撃も確認され、人口1000人ほどのベエリでは人口の10分の1にあたる約100人が死亡、ガザ近郊のネティヴ・ハアサラでは15人が射殺、南部のナハル・オズでも被害が確認された（ナハル・オズの戦い）。ジキムでは同日4時40分（GMT）に海上からの侵攻が確認された（ジキムの戦い）。
同日、イスラエルのベンヤミン・ネタニヤフ首相は「戦争状態にある」とする声明を出した。ハマース軍事部門のトップであるモハメド・デイフ司令官は同日を「地上最後の占領を終わらせるための、偉大な戦いの日」と述べた後「私たちは敵に対し、アル＝アクサー・モスクに対する侵略を続けないよう警告した......敵が無反応で侵略を続ける時代は終わった。私は、ヨルダン川西岸地区とグリーンライン（イスラエル領）内のパレスチナ人に対し、自制することなく攻撃を開始するよう呼びかける。すべての通り道に出て行け。私は、あらゆるイスラム教徒に対し、攻撃を開始するよう呼びかける」としてパレスチナ人に軍事行動への参加を呼びかけた。この攻撃にはイラン革命防衛隊の関与も疑われている。また、祝日に戦争が起きるのは第4次中東戦争も同様である。
合計で、少なくとも2,200発のロケット弾がガザから発射され、数百人のイスラエル人が犠牲になり、イスラエル政府は緊急事態を宣言した。イスラエルは攻撃開始後の全国演説で「戦争中」であると述べている。イスラエルに潜入したパレスチナ過激派はキブツに侵入、またスデロットを含むガザ地区とイスラエルの都市を取り囲んでいる。パレスチナとイスラエルの両方のメディア情報筋が、イスラエルの兵士と民間人が人質に取られたと報告している。夜、イスラエル国営の電力会社が、電力の80％をイスラエルから供給しているガザ地区への電力供給を停止した。イスラエルの首都テルアビブはロックダウン状態に陥った。
これらの攻撃に対してヨルダン川西岸の都市ナーブルスのパレスチナ人の一部が祝っている写真が撮影されている。
攻撃の映像はドローンによる撮影がされ保存されており、ABCニュースが映像の一部を公開した。
ロシア連邦の通信社スプートニクはこの奇襲が成功した原因を以下の二つとしている。
- ハマースの指揮官が、ハッキングすることが難しい中国ファーウェイ製のスマートフォンを使用しており、さらにハマース内でイスラエル側との接触が疑われた者がハマースから追放されていたため、イスラエルの情報機関モサドが事前に察知しづらかった。
- ガザ地区とイスラエルの国境沿いの分離壁に対してイスラエルが自信を持っていたことから警備体制が薄く、ハマースの障壁突破の演習や爆弾を開発に対して対応できなかった。

また、同じくスプートニクはこの奇襲に対して「ドイツ国防軍の戦術マニュアルを読んで応用したかと思うほどドイツ式電撃作戦に酷似していた」とした。
また7日から数日経ってイスラエル軍スポークスマンのリチャード・ヘクトが開いた記者会見にて、ハマースが占領した町を奪還するのに2日かかったと述べ、これに対し東海大学国際学部教授アルモーメン・アブドーラは「「無敵の軍隊」としてのメンツが打ち砕かれる異例の事態となった。」とした。
7日時点で『フォーリン・アフェアーズ』は、イスラエルのネタニヤフがとれる選択は3つだと述べた。それは
- パレスチナ人の抵抗勢力に立ち向かい阻止すること
- ハマースや他の勢力のさらなる侵入を阻止すること
- ガザ地区から発射されるロケット弾や砲弾を何としても止めること

であるとしたが、同誌はこれらの目標の実行は至難の業だとしている。
また、モサドがこの作戦を予知できなかったということを、一部のモサド出身者が「信じられない」と述べていた。日本カウンターインテリジェンス協会の稲村悠代表理事は東洋経済オンラインの記事で、モサドが奇襲を察知できなかった理由を、モサドが人的情報収集を軽視し、デジタルにおける情報収集に重きを置いたため、ハマースがアナログな方法を駆使したことによりデジタルで情報を収集できなかったからだと述べている。
米国紙『ニューヨーク・タイムズ』も10月29日に奇襲の成功理由について見解を示す記事を載せ、「イスラエルは過信と、ハマスの脅威は抑え込んでいるという誤った思い込みから、今回の攻撃を過小評価しただけでなく、情報収集に完全に失敗していた」とした。
詳細に述べると：
- イスラエルの情報機関はハマスによる無線交信の傍受を時間の無駄だとみなして1年ほど前にやめていて、ハマスの戦闘員はイスラエル側に気づかれることなく大規模な訓練を行っていたほか、イスラエル軍の基地や住民が暮らす集落の場所に関する詳細な情報を持っていた。
- イスラエルでは過去数年にわたる失敗の連鎖があった。
- イスラエルの国内政治の混乱が安全保障を弱体化させたこと。
- ネタニヤフとイスラエル当局は、イランとイランが支援するレバノンのイスラム教シーア派組織ヒズボラがイスラエルにとっての最大の脅威と捉え、ハマスへの対応に十分注意を払っていなかったこと。
- イスラエル国防軍（IDF）は「ガザ地区の境界に設置されたフェンスや壁に加えてカメラやセンサーなど遠隔の監視システムと機関銃システムによって、イスラエル側への侵入はほぼ不可能となり、多数の兵士を基地に常駐させる必要性は減る」と考えていた。これによりハマースの軍用ドローンによるシステム破壊に対応できなかった。

なお攻撃により、ネタニヤフなどイスラエルに「被害をなぜ防げなかったのか」と批判が集まった。これに対して10月29日にネタニヤフは「いかなる状況下、どの段階であってもハマスの襲撃について忠告を受けていなかった。情報機関のトップもハマスを抑止できていると信じていて、襲撃が起きるまで軍関係者の評価は変わらなかった」と述べながら謝罪している。
10月8日、レバノン南部からイスラエル北部へロケット攻撃が発生。同日、レバノンのイスラム教シーア派組織ヒズボラが、イスラエルへの攻撃を実行したとの声明を出した（2023年イスラエルとヒズボラの紛争）。同日、イスラエルはハマースに対して、7日にイスラエルの基本法第40条によって正式に宣戦布告を決定し、軍事活動を解禁すると発表した。イスラエルが正式に宣戦布告を決定するのは、1973年の第四次中東戦争以来である。
他にもイスラエル側がエジプトに対してハマースとの交渉の仲介役となるように依頼した他、米国は東地中海への原子力空母「ジェラルド・R・フォード」を中核とする第12空母打撃群を派遣することを決定した。打撃群は空母の他、ミサイル巡洋艦やミサイル駆逐艦からなり、中東地域のアメリカ空軍部隊をF-35などで増強するという方針も出した。同日、バイデンはネタニヤフと会談し、防空兵器アイアンドームの補充、弾薬供与、ヒズボラなどの軍事行動をめぐる機密情報協力をイスラエル側がアメリカに対し求めた。
アメリカ合衆国国務長官のアントニー・ブリンケンはこの日、CNNテレビに出演し、ハマースによるイスラエル攻撃について「イランが直接関与したという証拠は確認していない」と述べた一方で、長年ハマースや他のテロ組織を支援してきたとしてイランを批判した。またアメリカ合衆国国防長官のロイド・オースティンは、「イスラエルの軍や国民に対する米国の断固たる支援を強調する」として空母打撃群をイスラエル沖の東地中海に派遣すると発表。地中海に展開中の「ジェラルド・フォード」を基幹とする空母打撃群を東へ移動させるという。また同時に、中東地域でのステルス戦闘機F35やF15戦闘機、F16戦闘機、A-10攻撃機の部隊を増強する方針も明らかにした。
同日には国連安全保障理事会が緊急の非公開会合を開いて対応を協議した。会合に先立ってはイスラエルとパレスチナの代表がそれぞれ記者団を前に声明を読み上げ、相手を糾弾するとともに自らを正当化する一幕があり、イスラエルのギラド・エルダン国連大使は被害を伝える写真を掲げながら「われわれが目撃しているのは野蛮な戦争犯罪だ」とハマースを非難し、「野蛮な者たちを説得する時代は終わった。このような恐ろしい事態を決して再び引き起こすことがないよう、ハマースによるテロ行為のインフラを消滅させる時が来た」「イスラエルが（ハマースとの戦いに）負ければ世界がその代償を払うことになる」として、国際社会はハマース壊滅に向けたイスラエルの活動を「全面的に支援しなければならない」と強調した。一方で、パレスチナのリヤド・マンスール国連大使は「イスラエルはガザの封鎖やガザへの度重なる攻撃はハマースの軍事力を破壊し安全を確保するためだと言い続けているが、どちらも成し遂げていない」と指摘し、「イスラエルは今、同じ誤った前提で、新たな攻撃を正当化しようとしている。誰もこの道を歩むことを助長するような言動をしてはならない」と述べたほか、過去にパレスチナ人が殺害されても国際社会は行動を起こしてこなかったと不満を示した。また、同会合では、ハマースが連れ去った人質の即時解放についても話し合われたが、非難声明や決議案をはじめとする具体的な対応に関しては議論されなかったという。
また前日夜から9日にかけて、イスラエル軍はガザの約500カ所を空爆した。イスラエル軍は、ハマース戦闘員が侵入したガザ近くの全ての集落を掌握したと発表した。戦闘は継続され、一連の死者も1,300人を突破した。このほか、イスラエル軍の報道官がハマースのガザ地区指導者でもあるヤヒヤ・シンワルが死亡したことを発表したとイスラエルのメディアが報じた。同日、イスラエル国防相のヨアブ・ガラントはイスラエル軍にガザ地区を完全に包囲するように命令したと発表、「私たちは人間の姿をした獣と戦っており、それに応じて行動しています」とも付け加えた。イスラエル軍の報道官ダニエル・ハガリは予備役30万人を招集したと発表した。
ハマースの拠点であるとしてガザ中心部のビル「パレスチナ・タワー」をイスラエルの手により破壊した。わかっている範囲では、パレスチナ・タワーの屋上にはハマースのラジオ局があった。なお、イスラエル側もモサドが危険を察知できなかったことで被害を受けた。
10月9日、米国、イギリス、ドイツ、フランス、イタリアはイスラエル側につくとした共同声明を出した。一方、中華人民共和国（中国）はイスラエル、パレスチナ双方に対して仲裁に入り中立的な立場を見せた。カタールも中立的な立場を取り、双方の拘束された民間人の引き換えなどの交渉に入った。交渉については、10日時点では「前向きに動いている」と関係者がロイター通信に語っている。
戦闘では、パレスチナ・タワーの破壊などの他にイスラエル軍が戦車などを展開して侵入を防ぐといった戦術を見せた。また負傷者のための献血を7日に呼びかけ、9日に献血がエルサレムで開始されると1,000人ものイスラエル人が献血を行った。イスラエル銀行は、通貨シェケルの大幅な下落を防ぐため為替市場へ初介入した。欧州連合（EU）はパレスチナへの資金支払いを即時停止した。EUの行動とは真逆に、ロシアとアラブ連盟は、イスラエルおよびそれを支援する欧米諸国を批判した。
イギリス内ではイギリス政府がイスラエルへの全面的支援を表明し、首都ロンドンでは、#人道上の問題節のようなイスラエルによるパレスチナに対する人道上問題がある行動に対し怒りを見せた人々により、デモが行われた。似たような事例で同日、米国ニューヨークのイスラエル総領事館近くで道路を挟み南北に分かれ、北にイスラエル派100人、南にパレスチナ派300人ほどが集まり大騒動と化した。
ロシアの首都モスクワでは、ロシア外相のセルゲイ・ラブロフとアラブ連盟（21カ国・1機構）事務局長のアハマド・アブルゲイトが会談し、民間人の殺害や誘拐は「容認できない」という立場を確認するとともにハマースとイスラエルの双方に即時停戦を要請した。また会談冒頭でアブルゲイト事務局長は「パレスチナ問題の政治解決の見通しや試みがなければ、こうした事態は今後も起こり得る」と指摘している。
10月10日、ハマースが460発以上のロケット砲を発射した。また、カバティヤではパレスチナ人2人に発砲されたとしてイスラエル軍が2人を殺害した。また後述の#人道上の問題節にもあるようなイスラエルによるガザ包囲が正式に行われ、イスラエル側は「テロリストのインフラを完全に破壊した。何千もの標的を攻撃し、何百トンもの爆弾を投下してきた。最大限の被害を与え続けている」や「ガザ地区への電力供給は終わる。燃料の備蓄がなければ数日以内に地区の電力はなくなり、井戸水も1週間以内にくみ上げられなくなるだろう」との発言を行った。10日時点では医療物資の枯渇や、空爆などによりガザ全体で安全な場所がほとんどないなどといった状況が発生した。
また国境なき医師団はガザ地区内の病院もイスラエル軍の攻撃の被害にあったとし、「医療施設は尊重されるべきで攻撃の対象になってはならない」と訴えた。ハッジタワーというガザ内のタワーへの空爆により、ジャーナリスト3人の死亡などの被害も確認されている。
これらの裏でイスラエル軍はハマースの幹部2人の殺害を発表した。ニューヨークではイスラエル支持派による1万人規模のデモが発生した。
10月11日、イスラーム聖戦の幹部であるアリ・ハッサン・ガリ司令官が死亡した。国際連合人道問題調整事務所は123,000人以上がガザで国内避難民になっていることを公表した。米国ハーバード大学の学生らはイスラエル側を非難したものの、その結果、幾つもの大企業より、そうした学生は採用しないという宣告を受けた。これに対しハーバード大学内の31の学生サークルが共同声明を発表し批判、ユダヤ人団体である名誉毀損防止同盟はこの声明を反ユダヤ主義的であるとした。
同日、米政府高官が匿名で、イランがハマースのイスラエル攻撃を予測していた可能性があると述べた。一方9日にイラン外務省は関与を否定している。
また同日には、イスラエル首相のネタニヤフは自身の連立内閣枠組みに国家団結を加えた挙国一致内閣の戦時内閣を通常の内閣とは別個に発足させ、以降は戦争の遂行に関係ない法案や政府決定は一切凍結されることなったため、第6次ネタニヤフ内閣は事実上の機能停止状態となった。戦時内閣はネタニヤフ、国防相のヨアブ・ガラント、前国防相のベニー・ガンツの3人のみからなり、このほか元国防軍参謀総長のガディ・エイゼンコット議員、戦略担当相のロン・ダーマーがオブサーバーとして参加することとなったが、戦争開始初期から挙国一致内閣に前向きだったヤイル・ラピド率いるイェシュ・アティッドは右派政党の排除要望が聞き入れられなかったこともあり、最終的には挙国一致内閣に参加しなかった。戦時内閣樹立の声明発表後、ネタニヤフら3人はテレビ出演を行い、ガラントはハマースを地球上から消し去ると警告した。
国際赤十字・赤新月社連盟（IFRC）はガザ地区でスタッフ4人が活動中に救急車両に対する攻撃より死亡したと発表した。IFRCは「国際法に従って、民間人や医療従事者、医療施設は常に尊重され、守られなければならない」と発言した。同様に国際連合パレスチナ難民救済事業機関 （UNRWA）もガザ地区での活動中にイスラエルによる攻撃によりスタッフ11人が死亡、UNRWAは「国連の職員と民間人は常に守られなければならない。より多くの民間人の命が失われないよう、戦闘の終結を求める」として戦闘の終結を求めた。
アメリカは前述の空母打撃群に加えドワイト・D・アイゼンハワーを主力とする空母打撃群を地中海に派遣していることを発表した。またオースティンはベルギーにて、イスラエルにアイアンドーム防空システムを供与したとした。
同じく、元アメリカ大統領ドナルド・トランプは一連の戦闘を、バイデン政権の外交の失敗であるとし、自身が大統領になれば「私のリーダーシップのもとでイスラエルを全面的に支持し、テログループであるハマースを打ち破って永久的に破壊する」とした。
10月12日、ブリンケンがイスラエル入りした。米国とイスラエルの協力関係を強くさせる為と思われており、13日にはアッバス自治政府議長と会談する予定。また、中国の中東問題特使である翟雋がイスラエル政府高官と電話会談を行った。フランスはパレスチナを支持するデモを禁止することを発表し、「片方を禁止して片方を認めるなんて不公平だ」といった非難が集まった。
ハマースの人質の家族2人がロンドンで会見を行い、「ホロコーストの生存者がハマースによる新たなホロコーストに直面している」と語り、即時解放を訴えた。
イラン外相のアミラブドラヒアンがパレスチナ人に対する戦争犯罪が継続されれば「抵抗の枢軸」からの報復を受けることになると発言。「抵抗の枢軸」が指すものについては明確には判明していないがパレスチナ側の勢力のことであると考えられている。
コロンビア大統領の大統領グスタボ・ペトロはガザ地区に対する包囲攻撃と全面封鎖を命じた、イスラエルのガラント国防相に関する記事を掲示した後、「これはナチスがユダヤ人に対して言ったことと同じだ」と指摘。「民主主義市民はナチズムが国際政治舞台に再び登場することを許すことはできない」とし、「（ガラントのように）憎しみ発言が続くなら、ホロコーストだけをもたらしてしまう」と主張した。
またシリア国営のシリア・アラブ通信によると、イスラエルがシリア首都ダマスカスとアレッポの空港に対しミサイル攻撃を行い滑走路が損害を受け、両空港は使用不能となった。
イスラエル軍が当初は否定していたものの、実際には国際法上禁止されている白リン弾を使用していたことがヒューマン・ライツ・ウオッチ（HRW）により発覚、アムネスティも確認した。使用していたのは10日から11日の間に使用された都市、HRWは「人口過密なガザでの使用は民間人被害の危険性を増大させ、国際人道法に違反する」と述べ懸念を示した。2008年12月においてもイスラエル軍は白リン弾を使用したとされているが政府は「戦時国際法には違反しない」と発言していた。
また、EUはX（旧Twitter）やFacebookを運営するMetaに対して嘘の情報や暴力的な映像が流れていることに対してデジタルサービス法に基づく初めての調査を行おうとした。これに対してXは11日に、Metaは13日に対応を行ったと報告した。

### 情勢の悪化
イスラム教徒は戦争開始後初の金曜日となる10月13日、イスラム教の礼拝の時間が始まった。マレーシアの首都クアラルンプールではイスラム教徒1,000人が祈りの後に集まり、イスラエルの旗がかかった像を破壊する等のデモや暴動を起こした。
国連はイスラエル軍からガザ地区北部の住民が同地区南部（正確にはガザ渓谷以南）に退避する必要があるとの通知を受け取ったことを発表した。国際連合パレスチナ難民救済事業機関のフィリップ・ラザリーニ事務局長は、この退避通知について、「ガザ地区の北部に住む100万人以上の市民を24時間以内に移動させるというイスラエル軍の通告は恐ろしい。前例のないレベルの悲惨さをもたらし、ガザの人たちをさらなる奈落の底に突き落とすだけだ」と強く批判している。また13日に、国連は安全保障理事会の緊急会合を行っている。
元イスラエル首相のナフタリ・ベネットは、英国スカイニュースの司会者から「イスラエルがガザ地区の電力供給を止める事で生命維持装置の民間人や病院で育てられている赤ん坊の被害が出るのではないか」と質問され、「我々はナチスと戦っている。敵に餌を与えるつもりはない」と述べた。
12日の確認に続き、アムネスティ・インターナショナルはガザ地区の港と、イスラエルとヨルダン川西岸地区の国境において白リン弾が確認されたと公表した。中東・北アフリカ局長ラマ・ファキは白リン弾について「白リンが混雑した民間人居住区で使用された場合、耐え難い火傷を負い、生涯にわたって苦しむことになる危険性が高い」と懸念を示している。
イギリス政府は2隻のイギリス海軍艦船と観測機が東地中海に配備する予定であることを発表した。米国のオースティン国防長官はテルアビブでの会見において「（ハマースの行動は）ISISを思い出させる行動である」と話した。
パレスチナ暫定自治区内であるヨルダン川西岸地区でもベツレヘムを中心に大規模なデモが行われた。デモ内で一部のデモ隊がタイヤを燃やして抗議したほか、治安当局もデモ隊に対して催涙ガスで応戦するなどといった騒ぎとなっていた。
ヒズボラのナイム・カセム副議長は、戦争に参加しないようにという声に動じないと述べ、「（戦闘に貢献する）完全な準備ができている」と語った。
イスラエル軍の激しい空爆で負傷者が急増する中、救急医療などを担うパレスチナ赤新月社は、「患者を見殺しにはできない」として避難を拒否すると表明した。
14日、13日にイスラエル側が通知した退避勧告から24時間経過した。24時間経過時点では「局地的な急襲」をイスラエル側が行ったことは判明しているものの、大規模な攻撃は確認されなかった。勧告は地上侵攻を示唆しているのではないかという分析も出た。
国際連合安全保障理事会の緊急会合が開かれ、ロシアは、即時停戦を求める決議案を各国に提案したが、ハマースは非難しなかった。このことについてネベンジャ国連大使は「これは人道決議であり非難決議ではない」と述べた。一方この会合の後、10月の議長国であるブラジルはハマースを非難する決議案を各国に示した。なお、ロシアの決議案は16日に否決された。
韓国外務省は韓国人を退避させるための輸送機に韓国人162人、日本人51人、シンガポール人8人が搭乗していることを明かした。座席に余裕があったため、日本側に人道支援を提案し、協力が実現した。この輸送機は、14日23時頃にソウル近郊に到着した。
イスラエル軍は、7日の奇襲にかかわったとされるハマース指揮官のアリ・カディと同じくハマース軍幹部のムラド・アブ・ムラドも、空爆によって殺害したと発表した。
イスラエル軍はマルガリオット近郊での無人機による空爆でレバノンからの侵入者（ヒズボラ戦闘員）3人を殺害したと発表した。午後になると、ヒズボラは占領地シェバー・ファームズのイスラエル軍前哨基地5カ所を砲撃した。
15日、シリアの国営通信は、北部アレッポの国際空港がイスラエル軍による攻撃を受け、施設などに被害が出たと報じた。なお、15日時点でけが人は確認されていない。
ガザ地区の保健当局は15日、イスラエル軍とハマースとの衝突で、これまでにガザ地区で2,329人が死亡したと発表した。こうした中、イスラエル軍は15日朝にかけて、ガザ地区にある指揮所や発射台など100以上の軍事施設を攻撃したとしたほか、ハマースの幹部1人を殺害したと発表した。
ガザ地区から10kmほどのイスラエル南部のアシュケロン郊外に、イスラエル軍の軍用車などが集まり、近く行われるとみられる地上侵攻へ態勢を整えていると報じられた。それに合わせスデロトなどでは政府主導で市民の避難が行われた。
ハマースを支援しているイラン外相のホセイン・アミールアブドッラーヒヤーンはドーハを訪れ、ハマースの最高幹部のイスマーイール・ハニーヤと会談した。イラン外務省の声明によると、外相のアミールアブドッラーヒヤーンは「イスラエルの戦争犯罪からガザ地区の人々を守るため、われわれは努力を続ける」と述べ、今後も協力を続けることを確認した。そのうえで、「イスラエルがガザで戦争犯罪を続けるなら、この地域で何が起きてもおかしくない」と、イスラエルを牽制した。これに対しハニーヤは「イスラエルによる残虐な殺人や家の破壊などにもかかわらず、パレスチナの抵抗勢力は強さを保っている」と述べ、徹底抗戦を続ける姿勢を強調した。
パレスチナ自治政府の大統領であるマフムード・アッバースは、「ハマースはパレスチナ人の代表ではない」「ハマースは人質の即時解放をすべき」「ハマースによるイスラエル南部への攻撃を非難する」と声明を出した。
米国は正式にドワイト・D・アイゼンハワーを主力とする空母打撃群をジェラルド・R・フォードを主力とする空母打撃群と合流させようとしていることを発表し、「このような事態をエスカレートさせようとする国家や非国家勢力を抑止する決意を、我々は持っている」とオースティン国防長官は述べた。『THE TIMES OF ISRAEL』は「国家」がイラン、「非国家勢力」がヒズボラを指していると分析している。
米国イリノイ州では本戦争を受けて男性が「イスラム教徒は死ななければならない」と叫びながら、イスラム教徒の親子を襲撃し、6歳の少年を鋸歯状の刃を持つ軍用ナイフで26回刺し殺し、32歳の母親に重傷を負わせた。その後イリノイ州の男性はヘイトクライムで起訴された。刑事によると、本紛争に腹を立てており、そこでイスラム教徒である被害者家族を標的にした。これに対してアメリカ・イスラム関係評議会 (CAIR) シカゴ支部の事務局長は「誰に対しても憎しみの余地はない」と本事件を非難した。
また、イスラエル側が避難勧告において南部へ避難するよう促していながら、ハーンユーニス病院などの南部地域にイスラエル側が攻撃を行っていることが判明した。他、ガザ地区外であるヨルダン川西岸地区に対してイスラエル軍が一晩に数十回ものペースで夜間襲撃を行っていることが発表された。
イスラエル大統領府がハマースの戦闘員が所持していた『戦闘員ガイド・ジハード（聖戦）編」』というタイトルの指示書を公開した。7日に同国に侵入した戦闘員を殺害した際の押収物から見つかった。指示書では戦闘員に対して、人質に電気ショックを与えたり、人質を「人間の盾」として使い、戦闘員に刃向かった場合は処刑したりするよう求めていた。また、ヘルツォグは指示書の公開に合わせ「悪を根絶することが、より良い地域と世界を作る方法だ」と述べた。
パレスチナ解放運動などを支援している米国のモデルであるジジ・ハディッドが、Instagramにおいて「パレスチナ支援が反ユダヤ主義やハマス支援だと誤解されている」と投稿し物議を醸した件について、イスラエル政府が直々に「ジジ、ここ1週間、寝ていたの？それとも、ユダヤ人の赤ちゃんが自宅で切り殺されているのを見て見ぬふりをしていいと思っているの？あなたの沈黙は、あなたの立ち位置を明確に示している」と名指しで批判した。
国際連合レバノン暫定駐留軍は、レバノン南部に所在する本部がミサイルにより攻撃されたと発表した。
ヒズボラは、イスラエル北部に向けて対戦車ミサイル5発を発射し、シュトゥラで民間人1人が死亡、3人が負傷した。また、アミタイ・グラノット中尉（イスラエル軍ゴラ二旅団第75大隊長、ラビ・タミール・グラノットの息子）は、レバノンと国境を接するイスラエル軍駐屯地へのミサイル攻撃で死亡した。
中東を訪問中のアントニー・ブリンケン米国務長官は、16日に再びイスラエルを訪れることが決まった。
10月16日、イスラエルの緊急内閣の閣僚会議が初めて開かれ、ネタニヤフは 「怪物を根絶やしにする準備はできている」と述べた。地上侵攻を示唆していると見られる。
国連パレスチナ難民救済事業機関（UNRWA）はガザ地区でこの1週間で少なくとも100万人が退避を余儀なくされていると発表した。また世界保健機関（WHO）はガザ地区北部の4つの病院がイスラエル軍による攻撃で標的となり、稼働できなくなっているなど、人道的な問題も発生している。
米国のジョー・バイデン大統領はCBSテレビの取材に対して再び紛争に対して発言し、イスラエルが戦時国際法を守っているかについて「確信している」と述べ、同テレビの『60ミニッツ』のインタビューではハマースは完全に排除されなければならないという一方で、パレスチナ国家までの道のりは残さなければならないという考えを示した。
交渉により、エジプト、イスラエル、米国はガザ南部の停戦で合意した。このことからガザ地区とエジプトの国境沿いに位置し、本戦争で事実上封鎖状態となっていたラファ検問所の期限付きでの解放も行われた。また、双方の死者が4200人を超えた。
国連安全保障理事会がロシアの提出した決議案を否決した。中国など5か国が賛成、日米英仏が反対、残り6か国が棄権し、採択に必要な9か国以上の賛成に達しなかった。内容は民間人への暴力とテロ行為を非難し人道支援の提供を求めるもので、人道的停戦を呼び掛けていたが、ハマースには言及していない。米国のリンダ・トマス＝グリーンフィールド国連大使は反対理由を「ハマスを非難しないことで、ロシアはテロリストを擁護している」と説明した。この結果に対しロシアのネベンジャ国連大使は「世界は安保理が血で血を洗う事態に終止符を打つことを期待していたが、西側諸国がそれを裏切った」として欧米を批判した。これに対し米国のトーマスグリーンフィールド国連大使は「ハマスによるテロはホロコースト以来最悪のユダヤ人虐殺だった。ハマスは無実の人たちを人質にとり、その残虐行為はガザ地区の人たちの人道危機にもつながっている。ハマスを非難しないことはテロリストを擁護することになり、言語道断だ」としてロシアに反論した。
ハマースのカッサム旅団は人質だとする21歳の女性の映像を公開した。女性は「土曜日の夜明けにガザ地区に近いスデロットでのパーティーから戻っていたところで連れ去られました。手に重傷を負い、3時間におよぶ手術や手当をして薬をもらいました。私は大丈夫ですが、早く家に帰りたいです。家族へ、お父さん、お母さん、きょうだいへ、早くここから出してください。ありがとう」と映像内で話した。
フランスは「10月12日」節のようなパレスチナを支持するデモを禁止する法律に基づき「反ユダヤ主義的」として102人を拘束したことを発表した。102人の中にはフランス人以外の人々27人もいるとされている。地方メディアによるとフランスには50万人ほどの大規模なユダヤ人コミュニティがあり、政府は、ユダヤ教の礼拝所（シナゴーグ）の警備を強化するなどの対策を行っている。
イギリスは「パレスチナの人たちもハマスの被害者だ」としてパレスチナに1000万ポンドの追加支援を行うことを発表した。ロシアもウラジーミル・プーチン大統領が、イスラエルのネタニヤフ首相、パレスチナ暫定自治政府のアッバス議長、イランのライシ大統領、シリアのアサド大統領、エジプトのシシ大統領と、複数の中東首脳と電話会談を行ったことが判明した。
ヒズボラはテレビ番組で「イスラエルに先制攻撃を仕掛ける準備ができている」と述べた。

### バイデン大統領によるイスラエル訪問
17日には米国のブリンケン国務長官は訪問先のエルサレムで、18日にバイデン米国大統領がイスラエルを訪問することを発表した。またドイツの首相オラフ・ショルツは訪問先のアルバニアで、イスラエルを訪れることを明らかにした。日程はわかっていない。また、アメリカ中央軍司令官のマイケル・エリック・クリラが、イスラエル軍幹部と会談するためテルアビブに到着した。
午後にはUNRWAが運営する避難所として運用されていたガザ地区中部の国連学校に攻撃があり、6名の死亡が確認された。
17日夜、ガザ市のアル・アハリ病院で爆発があり（アル・アハリ病院爆破事件）、ハマースはイスラエルの攻撃であるとした。一方イスラエルはハマース以外の武装勢力のミサイルの失敗によるものとしている。この爆発により約500人が死亡した。これに対してアッバス議長は「おぞましい戦争の虐殺」「イスラエルはすべてのレッドライン（越えてはならない一線）を越えた」と述べ、ハマースのイスマイル・ハニヤは襲われた責任はアメリカにあると主張した。
この攻撃に世界保健機関（WHO）は「医療活動（を行う施設や人々）は優先的に保護されなければならないし、攻撃対象としてはならない」として非難し、アントニオ・グテーレス国連事務総長や、ヴォルカー・ターク国連人権高等弁務官も「全く受け入れられない」と述べた。ユニセフのキャサリン・ラッセル事務局長も声明を出し、「攻撃は容認できず、即時停戦求める」と批判した。トルコのエルドアン大統領は「女性や子どもたち、罪なき市民がいる病院を攻撃することは、イスラエルによる人間の尊厳を欠く攻撃の最新の事例だ」とSNSで述べた。
またバイデン米国大統領のヨルダン訪問はこの攻撃により中止となった。
イギリスの首相リシ・スナクは、サウジアラビアのムハンマド皇太子と電話会談を行い、その後カタールのタミム首長とも電話会談を行った。
レバノンとイスラエルの国境に沿って衝突が発生し、5人のヒズボラの戦闘機が損失した。またその戦闘内でレバノン領から発射された対戦車ミサイルがイスラエル北部のメトゥラに直撃し、3人が負傷した。またその後イフタを目標として2発の対戦車ミサイルが発射されるも、負傷者は出なかった。イスラエル軍は報復としてレバノン領に砲撃を行った。ヒズボラは殺害された14人のパイロットをマフムード・バエズ、フッシェン・ファサイ、フセイン・アル・タウィル、マハディ・アトウィ、イブラヒム・アル・ドゥブクと特定したが、彼らの死に対する詳細は明らかにしなかった。またイスラエル軍スポークスマンは、イスラエルの防空システムがレバノンから国境に近づくドローンを迎撃したと述べた。トルコ外相のフィダンは「（本戦争は）より大きな戦争につながる可能性がある」として「戦争が他国に広がらないように、私たちはできる限りのことをする」とした。またこの戦闘中に越境を行おうとした4人のヒズボラ戦闘員は殺害された。
この日にはイスラエル軍によるガザ地区中部への空爆で幹部の最高司令官アイマン・ノファルが殺害されたことが発表され、このことはイスラエルとハマースの双方が確認している。
バイデンは大統領専用機で首都ワシントンD.C近郊の空軍基地を出発し、18日にイスラエルのテルアビブに到着。ネタニヤフと会談し、「アメリカはイスラエルとともにある」と述べ、イスラエルへの連帯を示し、ハマースについては「テロリストの集団だ」として非難した。またガザ地区に隣国であるエジプトから人道支援物資が入ることを条件付きで認めるとする声明を発表した。
また17日の病院爆破に対して18日には日本の上川陽子外務大臣が「罪のない一般市民に多大な被害が発生し、強い憤りを覚える」とする談話を発表した。
イスラエル国外の超正統派のラビ（ユダヤ教の宗教指導者）が「私たちはパレスチナの隣人たちと平和に暮らしたいのです。」と声明を出し、イスラエルに対する抗議活動を行った。
アメリカ合衆国議会の建物内にデモ隊が侵入して即時停戦を訴え、これにより300人が逮捕される事件が起きた。
国連安保理ではブラジルが提出した即時停戦案に対して15か国のうち日本を含む12か国が賛成したものの、アメリカが拒否権を発動したことで否決された。アメリカはトーマスグリーンフィールド国連大使が「決議案にはイスラエルの自衛権が言及されておらず失望している」と述べ、それに対しロシアの国連大使ネベンジャは「われわれはアメリカの偽善とダブルスタンダードを目の当たりにした。アメリカは解決策を見つけることを望んでいなかった」してアメリカを非難した。中国の国連大使である張軍も「決議案が採択されなかったことに驚き、失望している。」とコメントをした。楽天ニュースは拒否権の発動を「拒否権を発動したことによりイスラエルによる空爆が続くこととなれば「反イスラエル・反アメリカ感情」がアラブ人に芽生え、第二の9.11が起きても仕方がない」とした。
イランのライシ大統領は演説で、「誰がこんな恐ろしい犯罪を受け入れられるだろうか」とイスラエル側が戦争の原因だとして批判し、アメリカに対しては「世界の人々があなたたちをイスラエルの共犯者だとみなしており、その憎しみを目の当たりにするだろう」と警告を行った。またイスラム協力機構（OIC）もイスラエル側に責任があるとして非難した。
バイデンとシシはエジプトとの境界のラファ検問所からトラック20台をガザ地区に通過させることを合意し、20日にも物資が搬入されるとの見通しを示した。
ドイツのベルリン中心部ミッテ区にあるシナゴーグに火炎瓶2発が投げ込まれた。これにより1人が逮捕された。
避難所として使用されていたガザ市のギリシャ正教会聖ポルフィリウス教会の敷地内にイスラエルによる空爆が起き（聖ポルフィリウス教会空爆）、教会のエリアス神父は「これは宗教に対する攻撃であり、卑劣な行為であるだけでなく、人間性に対する攻撃でもある。」と反発した。教会のファサードが損傷し、隣接する建物が倒壊したことが確認されており、エルサレム正教会総主教庁も、教会堂への攻撃を「最も強く非難する」と表明した。
18日のロイターの調査によると、アメリカの高齢者ではイスラエル支持・アメリカのパレスチナ政策に対する支持が多いが、Z世代においてはパレスチナ支持者やアメリカのパレスチナ政策に懐疑的な人が多かった。
10月19日、WHOはガザ地区において戦闘中に26の医療機関が被害にあったことを報告し、国連人口基金（UNFPA）はガザ内で現在妊娠している5万人の内、来月に出産を予定している5500人は安全な出産をするための環境が整っていないことを公表、ユニセフも数百人のガザの子供が死亡し、30万人以上が家を追われているとした。
イギリス政府はスナク首相がイスラエルを19日訪問し、ネタニヤフと戦闘の拡大防止などに向けて会談することを明らかにし、スナクは20日にかけてイスラエルや周辺国を訪れ、戦闘の拡大防止やガザ地区への人道支援の早期実現に向けて話し合うとしている。スナクは声明で、大勢の民間人が犠牲になったガザ地区の病院の爆発について「世界中の指導者が戦闘の拡大を防ぐため、結束する分岐点にするべきだ」と強調した。
ガザ地区南部ハンユニスでは空爆が発生し、10人以上が死亡し、40人が負傷した。ガザ中心部のアパートなどでも空爆が発生した。
イスラエル軍はハマースにより拉致被害者は203人に上ると発表。イスラエル・テルアビブではハマースによる拉致被害者の親族がビラを配るなどし、早期解放を訴えた。またSNSでも解放を呼び掛ける声が発信されている。
フランスではパレスチナ支持のデモは禁止されていながらもパレスチナの旗や、「沈黙はガザの人を殺す」などと書かれたプラカードを掲げ、デモが行われた。18日にはフランスの国務院が「一律に禁止するのではなく個別に審議すべきだ」という見解を発表している。
イスラエルによってヨルダン川西岸一帯への襲撃が行われ、60人以上のハマースのメンバーが逮捕され、その中にはヨルダン川西岸地区におけるハマースのスポークスマンであるハッサン・ユセフも含まれていた。
アメリカ国防総省はアーレイ・バーク級ミサイル駆逐艦カーニーが、紅海上空を北上していた巡航ミサイル3発とドローン8機を撃墜したと発表した。ミサイルはイエメンの武装組織フーシ派が発射したもので、イスラエルに目標があり、それに対して向かっていた可能性があると分析している。
レバノン南部のヒズボラの基地に対してイスラエルは攻撃したことを発表した。またイスラエルの日刊紙『Maariv』によって行われた世論調査では、イスラエル国民の65%がガザ地区での地上攻撃を支持し、21%が反対していることが判明した。一方、イスラエル国民の80％が、ネタニヤフは10月7日のハマス攻撃につながった国の失敗の責任を取るべきだと考えていることが示唆された。ネタニヤフに責任がないと考えている人は、一般国民のわずか8％に過ぎないことがわかった。

### 戦闘激化
ラファ検問所にグテーレス国連事務総長が到着し「この壁の向こうでは200万人の人々が水も食料も、医薬品も燃料もなく、戦火の中で苦しんでいる。なるべく早くできるだけ多くのトラックを動かさなければならない」と発言した。また国連については「すべての当事者と搬入に向けた条件を詰めている」とした。
ハマースは「人道的な理由から」としてアメリカ国籍の母親と娘を解放し、イスラエルはガザ地区の境界で保護したと報告した。ハマースやメディアは解放の理由をカタールによる仲介によるものとしている。これに対しバイデンは「2人はひどい試練に耐えてきた」と解放を歓迎した。残ったアメリカ国籍の約10人の人質の解放についてブリンケンは全人質の解放を求めた。
バイデンはホワイトハウスから、ガザ地区への人道支援物資の搬入について「イスラエル側とエジプトのシシ大統領から確約を得ている。道路を舗装し直さなければならず、非常にひどい状態だ。これから24時間から48時間以内に最初の20台のトラックが通過するだろう」と発言した。
国際連合人道問題調整事務所の広報官は20日にスイスで行われた記者会見で「人道支援物資の搬入は21日以降の見通しである」と発言した。
エジプト外務省の広報官はSNSにて「西洋のメディアはエジプトに検問所閉鎖の責任を押しつけようとしているが、検問所を4回も攻撃し、物資の搬入を拒んでいるのはイスラエルだ。さらに外国人の出国を阻んでいるのもエジプトではない」と投稿した。
パレスチナ暫定自治区では、ガザ地区への連帯を示し、イスラエルに抗議するデモが各地で行われた。特にベツレヘムでは、金曜礼拝のあと大規模な抗議デモが行われた。
アメリカ国防総省報道官のパトリック・ライダー（アメリカ空軍准将）は紅海北部で同国の軍艦カーニーによって、フーシ派が発射した巡航ミサイル3発とドローン数機の迎撃に成功したと発表した。
イスラエル軍の報道官ハガリは21日、記者会見で「ガザ地区の南部の住民に水と食料と医薬品が届けられた」として支援物資がガザ地区に入ったことを明らかにし、軍事目的で使用される可能性のあるガソリンなどの燃料については、引き続きガザ地区への搬入を認めない考えを示した。また、ハガリは、これまでにガザ地区の住民およそ70万人が南部へと向かったとした上で、「戦争の次の段階に向けてガザ地区北部にあるハマースの拠点への攻撃を強化する」と述べ、ガザ地区の住民に対して南部へ向かうよう改めて呼びかけた。一方、ハマースについては「ガザ地区から発射されたロケット弾の5分の1にあたる550発以上がガザ地区内に落下し、誤爆によって罪のない市民を殺している」と主張している。このほか、ハガリは、これまでに210人の人質が確認されたと明らかにした。
複数メディアでラファ検問所の開放が報道され、現地時間午前10時半に開放が確認、30分後に本戦争開始後としては初の支援物資の供給が行われ。
カイロ平和サミットがエジプトの首都カイロで開催され、約30の国・地域、国際機関の代表が参加し、日本からは上川陽子外務大臣が出席し、本戦争についての話し合いも行われた。
ヨルダン川西岸地区では、ガザを支援する抗議デモが発生した。ファタハやロシアの国旗を掲げ、ロシアのプーチン大統領や北朝鮮の最高指導者金正恩の肖像画を掲げる映像もあった。
アメリカのオースティン国防長官は、USSドワイト・D・アイゼンハワー空母打撃群のアメリカ中央軍担当地域への配備を命じ、地中海東部のUSSジェラルド・R・フォード空母打撃群と合流することを発表した。
イラン司令官のエスマイル・カーニがシリアに訪問したという情報も流れた。
イスラエル軍の報道官は22日、ガザ地区への空爆を強化していると明らかにするとともに「政治レベルでの決定に従い、軍にとって最良の状態で次の段階へ移行するだろう」と述べ、地上侵攻を含む大規模な軍事作戦への準備は整っていると強調した。
イスラエル軍はガザ地区で高い建物やトンネルなどハマースの拠点を狙ったとする激しい空爆を続けていて、地元メディアは21日夜から22日にかけて少なくとも50人が死亡したと伝えている。
またガザ地区の周辺ではイスラエル軍が戦車部隊などを展開していて、22日にはガザ地区との境界線のフェンス近くでハマースの戦闘員2人を殺害したと発表した。
イスラエル軍はヨルダン川西岸でも22日、空爆を行った。軍の発表によると空爆されたのはハマースや他の武装組織の拠点として使われていたとするモスクで「最近、テロ攻撃を計画しているという情報を入手した」と主張している。
ラファ検問所に支援物資輸送の第二陣が到着、トラック17台で燃料を積んだものもあった。
イスラエル軍機がシリアのアレッポ空港とダマスカス空港を再び攻撃し、両空港を機能停止に追い込んだ。また攻撃によりダマスカス空港を拠点とするシリア気象局の職員2人が死亡した。
他、イスラエル軍はジェニンのアル・アンサル・モスクを攻撃し、内部で攻撃を計画していたハマースとイスラーム聖戦の「テロ工作員」数名を殺害したと発表した。
フランスの首都パリではパレスチナ支持派のデモは禁止されているが約1万5000人規模のデモが発生し、これは認められた。
イスラエル軍はエジプトとの国境付近でイスラエル軍の戦車がエジプト側の監視塔を誤って砲撃したと発表し、謝罪したのちに原因を調査中とした。これに対しエジプトは「イスラエル軍の誤射によって、エジプト兵数人が軽傷を負った。イスラエル側は誤射について即時に謝罪した」とSNS上で投稿した。
アメリカのオースティン国防長官はイスラエル軍のガザ侵攻計画に対し「市街地での戦闘は非常に難しい。ゆっくりとしたペースで進んでいくものだ」とし、その上で2016年から2017年にかけてイラク軍がイスラミックステート（IS）に対する軍事作戦によって、イラク北部のモスールを解放するのに9か月かかったことを挙げて「今回の戦闘はハマスが地下トンネル網を築き、戦闘準備に長い時間をかけてきたことからもう少し難しいかもしれない」と述べて、難しい作戦になるという認識を示した。
イスラエル軍は23日朝、この24時間でガザ地区で320か所以上の標的を空爆したと発表した。空爆ではハマースによって使われていた地下トンネルや作戦指揮所、監視ポストなどを破壊したとしている。この空爆でガザ地区では多数の死傷者が出ていて、地元メディアはおよそ400人が死亡したと伝えた。こうしたなかイスラエル軍の報道官は23日、地上部隊の作戦開始が政治的な決定で遅れているのかという質問に対して「われわれは作戦への脅威を減らし、与えられた時間を利用して最善の形で作戦を実行できるよう準備を整えていく」と答え、軍としては準備ができていると強調した。
イスラエル軍により、レバノン南部で軍機による夜間攻撃も実施された。
ハマースはイスラエル国籍を持つ、85歳と79歳の高齢の女性を2人解放した。その後ラファ検問所を経由してエジプト側に退避したあと、健康状態を確認するためテルアビブの医療機関に搬送された。一方、人質50人の解放の交渉はハマースの燃料の要求に反対したことから却下された。
EUが外相会議を開催し、ガザ地区で人道支援を行うための一時的な停戦について協議した。
また23日も支援物資がラファ検問所を通りガザへ行き、日本からの支援物資を積んだ日本国旗を掲げたトラックも見られた。
イスラエル軍はハマースによる残虐行為だとする映像を公開した。

### 国連の対応
フランスのマクロン大統領は、24日朝にイスラエルの空港に到着し、ハマスに捕らえられている人質の家族らと面会した。その後ヘルツォグと会談し、冒頭、マクロンは「まずはフランスとして支援と連帯を示したい。私たちが最初に目指すべきなのはすべての人質の解放だ」と強調した。
アメリカ海兵隊のグリン中将などをイスラエルに派遣したことを発表した。報道官は「彼らは助言しているだけで指示はしていない」とし、「イラクのような密集した市街地での戦闘経験があれば、民間人の犠牲を少なくするためにできる限りのことを行う重要性などの教訓を共有できる」とも述べた。
国連安全保障理事会は閣僚級の公開会合を開いて対応を協議した。その中でイスラエルとパレスチナ双方から外相が出席し、パレスチナ外相は「一般市民を標的にしたもので、非人道的で不法な無差別攻撃だ。これは国際法違反の集団的懲罰にあたる。一般市民の殺害はイスラエル人もパレスチナ人もいっさい正当化できない」とし、イスラエル外相は「この虐殺は歴史に刻まれる。ハマスは新たなナチスだ。文明世界がナチスを打ち負かすために団結したように、ハマスを打ち負かすために、世界は団結しなければならない。イスラエルにとってハマスを破壊することは権利ではなく義務だ」とし、互いを激しく非難する事態となった。
アメリカのバイデン大統領は、サウジアラビアの事実上の最高権力者であるムハンマド皇太子と電話会談し、ホワイトハウスは両首脳は「地域全体の安定を維持し、紛争の拡大を防ぐため」に、より広範な外交努力を追求することで合意。今後一定期間にわたり両首脳は直接、あるいは両首脳のチームを通じて緊密な連携を維持するとした。また、ガザへの支援物資搬入を双方が歓迎。人質奪還に向けた各国の取り組みを評価しつつ、ハマースには残りの人質の即時解放を求めたということである。
10月24日、シリアから2発のロケット弾が発射された後、イスラエルの空爆によりダルアー県でシリア兵8人が死亡、7人が負傷した。
25日夜、ガザ地区北部に限定的な侵攻を開始するも引き揚げ、イスラエル軍は「次の戦闘の段階に向けた準備だ」とした。また同日にはネタニヤフが演説でガザ地区への地上侵攻について「我々は準備しているが、いつ始めるかなど詳細を説明するつもりはない。タイミングは戦時内閣と軍の幹部たちと決定する」と述べている。
イスラエルのメディア『ハアレツ』はイスラエルなどの関係者の話として「多くの人質の解放が数日以内に実現するかもしれない」とした。一方『ニューヨーク・タイムズ』はアメリカ政府がイスラエルに地上侵攻を遅らせるよう要望しているとした上で、その理由について中東に展開するアメリカ軍を守るための防空ミサイルシステムの配備や人質解放に向けた交渉に時間が必要なためなどと報じた。『ウォール・ストリート・ジャーナル』（WSJ）もアメリカとイスラエルの政府当局者の話として、イスラエルがアメリカからの要請に応じて、ガザ地区への地上侵攻を遅らせることで合意したと伝えた。またWSJはハマースの戦闘員らがイスラエルへの大規模な奇襲攻撃を前にイランで訓練を受けていたと伝え、これに対しイラン側は否定した。
フランスは病院を支援するため、フランス海軍の艦船を派遣するほか、医療物資を積んだ航空機をエジプトに派遣することを明らかにした。派遣される艦船は、多くのベッドや手術室を備え、病院としての機能も持ち合わせていると政府は説明している。またイギリスも21トンの支援物資を送ることを決め、物資を乗せた飛行機が25日、エジプトに到着した。
ロシアのプーチン大統領は「今月7日のテロで殺されたイスラエル人などの遺族に哀悼の意を表したい」と述べた一方で「罪のない人々が他者による犯罪の責任を負うべきでない」と述べ、イスラエルによるガザ地区への地上侵攻の可能性に懸念を示した。その後アメリカを念頭に「特定の勢力がさらなる事態の悪化を誘発し、利己的な利益のために多くの国や民族を巻き込み、中東地域を越えて混乱と憎悪の波を起こそうとしている」などと、批判を展開、「世界中でナショナリズムや宗教的な不寛容をあおる西側勢力は、ロシアに対しても敵対的な目標を追求している」とも述べた。
アメリカのバイデン大統領は、オーストラリアの首相アンソニー・アルバニージーとの首脳会談後に行われた共同記者会見で、イスラエルが自国を防衛するために必要な支援をすると述べる一方で「困難であろうともできるかぎりのことをして罪のない市民を守らなければならない」と述べて、ガザ地区の住民の犠牲を最小限にすべきだと改めて強調した。
東京都目黒区のペットサロンで、ホームページが改ざんされ、英語で「われわれは常にパレスチナのイスラム教徒の同胞に寄り添っている」などといった主張が書かれる事件が発生、「IRoX Team」というハッカー集団が「自分たちがやった」とSNS上で主張した。その他世界でもハクティビストによるサイバー攻撃が行われている。

### 停戦案の否決
「戦闘の一時的な停止」などを求めるアメリカが提出した決議案の採決が行われ、15か国のうち10か国が賛成したが、ロシアと中国が拒否権を行使して否決された。これに対し中国の毛寧報道官は「中国側の立場は事実と正義に基づいており、国際社会、特にアラブ諸国の強い声に応えている」と述べ、アメリカの決議案に対して拒否権を行使した中国の立場を強調した。
アメリカのオースティン国防長官は、声明を発表し、イランの革命防衛隊やイランが支援する勢力が使用しているシリア東部の2つの施設を攻撃したと明らかにし、「イランの支援を受けたこれらの攻撃は容認できず、止めなければならない。攻撃が続くようであれば、われわれは自国民を防衛するため、さらに必要な措置をとることをいとわない」と強調し、攻撃の理由を「自衛のため」とした。
ガザ地区の保健当局はイスラエルの空爆などにより死亡した6800人分の名前や年齢、性別などをまとめた資料を公表した。
イスラエル軍はハマースが司令部などを置いているとみられる地下トンネルへの対応を専門とする「ヤハロム」という特殊部隊の映像を公開した。また、ハマースの情報部門ナンバー2であるシャディ・バルードを空爆で殺害したと発表している。
ハマース幹部アブマルズーク率いる代表団がロシアの首都モスクワを訪問し、外務次官のボグダノフと会談を行ったことをロシア連邦外務省が公表した。会談についてSNSでハマースは「イスラエルによるガザ地区への攻撃や、アメリカや西側諸国が支援しているイスラエルの犯罪を阻止するための戦略に焦点が当てられた。代表団はプーチンの姿勢を評価し、ロシア外交の積極的な役割を確認した。」とした。
イランの国営通信はアメリカから自制を求めるメッセージを戦争勃発以降複数回受け取っていたことを発表、国営通信はそれを踏まえて「イランはイスラエルの戦争犯罪が地域の国々の怒りを招き、新たな戦端を開くと警告してきた。イラクやシリア、レバノン、イエメンで起きていることがそれを示している。戦争の拡大を望まないというアメリカの主張が本当なら、ガザ地区で人々を殺すのを止めるべきだ」とした。
国連総会の緊急特別会合も開催され、ヨルダンが決議案を提出した。

### 全面侵攻に発展

国際連合総会決議ES-10/21
賛成
反対
棄権
欠席
非加盟

10月27日、国連総会にて120ヵ国の賛成で「即時かつ持続的な人道的休戦」を求める決議案が採択された。またハマースにより拉致された人質の数は229人であると発表された。
イスラエル軍はガザへの空爆を激化させ、さらに「地上軍の活動を拡大している」とした。またアル・シファ病院やインドネシア病院などにも攻撃は行われた。一方ハマースもロケット弾による攻撃を行い、テルアヴィヴなどに着弾した。
またイスラエル側は地上侵攻について「あらゆる前線で激しい作戦を展開している」と発表し、北東部ベイト・ハヌーンと中部ブレイジに対し地上侵攻を開始（「ベイト・ハヌーンの戦い」も参照）、ハマースも「イスラエル軍が侵入し、激しい衝突が起きている」とこれらの戦闘を認めた。
2機の無人偵察機が紅海南部から北方向にイスラエルを目標として発射され、2機のドローンのうち、1機は墜落し、エジプトのタバにある病院に隣接するビルに命中し、6人が負傷した。もう1機は、エジプトのヌウェイバの町に近い砂漠地帯にある発電所の近くで、破片とともに撃墜された。フーシ派の高官はその後、ドローンがタバに墜落した後、X（旧Twitter）に一言投稿し、近くにあるイスラエルの町エイラートについて言及した。
またガザ地区の携帯電話による通信とインターネットアクセスは遮断され、被害の全容や人々の安否がわからなくなる事態となった。
10月28日、イスラエル軍は「ガザ地区で活動するジャーナリストの安全を保証できない」とする書簡を、ロイター通信などに送った。また「ハマスは意図的にジャーナリストや市民の周辺で軍事行動を展開している。このような状況のもとで、われわれはあなたたちのスタッフの安全を保証することはできない」とも書かれており、これに対しロイター通信は声明を発表し、「現地の状況は悲惨だ。イスラエル軍がわれわれのスタッフの安全を保証しないことは、戦闘のニュースを伝える力を脅かすことにつながる」として強い懸念を示し、AFP通信の幹部は「非常に危険な状況の中で働いている大勢のジャーナリストのチームがいることを、世界に理解してもらうことが重要だ」と述べた。
ネタニヤフは「昨夜、さらに多くの地上部隊がガザ地区に入った。これは戦争の第2段階だ」と地上侵攻について発言、CNNも28日「ガザ地区との境界に待機していた数百台の戦車や装甲車、それにブルドーザーがいなくなっている」と伝えた。またイスラエルは、前夜ガザ内に配備された部隊がまだ地上に残っており、イスラエルによるガザ地区侵攻が始まったと発表した。
ハマースは「イスラエルの刑務所に収監されているすべてのパレスチナ人受刑者の釈放を条件に、直ちにすべての人質を解放する用意がある」と人質の解放について述べた。
国連レバノン暫定軍本部には砲弾1発が着弾、被害者は出なかったものの、「いま活動している場所がぜい弱で、緊迫していて、極めて不安定な状況に置かれていることを示すものだ」とSNSで国連レバノン暫定軍は発信した。
2024年アメリカ合衆国大統領選挙で返り咲きを狙うドナルド・トランプは、自らが所属する共和党を支持するユダヤ系の団体の会合で演説し「私がホワイトハウスに戻ったら、100％イスラエルの味方になる。残虐な行為への報復を行いハマスを壊滅させるため全面的に支援する」とアピール、「バイデン大統領のようにすり寄るのではなく、テロ資金を調達する能力が完全になくなるまで制裁を加える」「この戦争はイランとの関係修復を模索するなどしたバイデン政権の「弱腰」な外交がもたらしたものだ」と発言した。
イーロン・マスクは自身がCEOを務めるスペースXの衛星通信網「スターリンク」のサービスをガザ地区に提供すると発表した。一方、スターリンクを利用するには専用のアンテナなどが必要で、ガザ地区への物資の搬入が極めて厳しく管理されるなかイスラエルが機器の搬入を認めるかは不透明である。
10月29日、イスラエル軍の報道官はガザ地区に追加の部隊を派遣したことを明らかにするとともに「われわれは計画に従って戦争の段階を進めており、地上での軍事行動を徐々に拡大させていく」と述べ今後、地上戦の規模が大きくなるという認識を示した。
米大統領補佐官のジェイク・サリバンは29日、ABCテレビのインタビューでガザ地区への軍事行動を拡大させているイスラエルについて「イスラエルには自国をテロから防衛する権利と義務があるが、同時にテロリストと一般の民間人を区別する責任がある」と述べて民間人の保護に力を尽くす必要があると強調し、イスラエル側に働きかけを続ける考えを示した。
イスラエルと敵対するイランの外相であるアミールアブドッラーヒヤーンは、サウジアラビア外相のファイサルや、カタール外相のムハンマドと会談を行った。
国際刑事裁判所（ICC）は「イスラム組織ハマースが今月7日にイスラエルを襲撃した際に行ったとされる犯罪とイスラエルがパレスチナで行ったとされる犯罪、双方について捜査を行っている」と発表した。加えて「悲惨な人道状況が広がっている」と述べた上でイスラエルを名指しこそしなかったものの「子ども、女性、男性、民間人への人道支援が妨げられることがあってはならない。彼らに罪はなく、国際人道法のもとでの権利がある。こうした権利が奪われれば、刑事責任すら生じる」と述べ、支援物資の搬入を加速させるよう求めた。
バル・イラン大学のジョエル・ロスキンはハマースの地下トンネルについて解析を進め、トンネルの深さは20階建てのビルに相当する70メートル余りに達するとして、長さも300キロメートルから500キロメートルに及ぶとした。そのうえでロスキンは「地下トンネルを軍事やテロのために活用するハマスの手口は非常に巧妙だ。指令やロケット弾の発射、人質の収容にとどまらず、ゲリラ作戦にも使われていて、これほどまで多岐にわたる使い方をしているのはほかに類を見ない」と日本放送協会（NHK）の取材に答えた。
また10月27日以降に遮断されていたガザの通信サービスが徐々に復旧されていることが確認された。また水を供給するパイプラインのうち3本中2本が復旧したことも確認された。

### アメリカの対応
アメリカ国務省の報道官ミラーはアメリカがイスラエルに対し、電話やインターネットの通信サービスの復旧を要請していたことを明らかにした上で「イスラエルが復旧に向けた措置をとったことを歓迎する」と述べた。また「通信サービスを確保することは、重要な情報を伝達し、人道支援を継続させ、家族が連絡を取り合うために重要だ」ともした。
国連安保理が開かれ、10月27日に国連総会で人道目的での休戦などを求める決議が採択されたことを受けて、各国からイスラエルに対し、ガザ地区の住民の保護を求める意見が相次いだ。ガボンの国連大使ミシェル・グザヴィエ・ビアンは「イスラエルの激しい空爆と地上作戦がこの戦争の死傷者を悲劇的に増加させている」と述べ、決議が求めた休戦に応じるよう訴えた。アメリカの国連大使トーマスグリーンフィールドは「イスラエルにはテロから自国を守る権利はあるが、国際人道法を順守しなければならない」と述べる一方、先の国連総会の決議については「ハマスの行動が非難されていないのは不合理だ」として、改めてイスラエルを擁護する姿勢を見せ、ロシアの国連大使ネベンジャは、総会決議の翌日にイスラエル軍が地上作戦を拡大したと非難したうえで「アメリカはイスラエルによる大規模な報復を支持しているのか」と詰め寄りアメリカも非難した。
ハマースは3人の女性の人質の映像を公開した。また、レイム音楽祭虐殺事件で拉致された23歳のドイツ系のイスラエル人が死亡した。この人質の死亡についてイスラエル外務省は「ハマスによって音楽イベントから誘拐され、拷問され、見せもののようにガザ地区で連れ回され、計り知れない恐怖を経験させられた」と追悼の意を表した。
ガザ地区保健当局は北部にあるトルコ・パレスチナ友好病院が攻撃を受けたと発表した。これに対し病院の建設に携わったトルコの外務省は「ここはガザ地区における唯一のがん治療のための病院だ。病院の位置情報をイスラエル当局に事前に提供したにもかかわらず、攻撃があったことは説明がつかない」「ガザ地区の封鎖や、非人道的な攻撃は明らかに国際法に違反している」とした。
イスラエル軍は「イスラエルに対しロケット弾を発射したシリアの地点に対してイスラエル軍の戦闘機が攻撃した。また、レバノンのヒズボラの関連施設も攻撃した」と公表、シリアの国営通信は30日、軍関係者の話として「イスラエルは30日未明、シリア南部ダラア郊外にある軍事施設2か所に空爆を行った。ある程度の物的被害が出ている」と伝えた。

### 人道危機
軍事施設など1日で約300か所攻撃とイスラエル軍が発表した。ガザ地区北部のジャバリア難民キャンプに大規模攻撃が行われ、外国籍3人を含む7人の人質が死亡した。ジャバリア難民キャンプ付近は古いコンクリートの建物が密集し人口密度が特に高くなっていたことから、ジャバリア難民キャンプの映像では地面に爆発によるものとみられる巨大な穴が複数あり、広い範囲が完全に崩れ落ちてがれきと化していた。この難民キャンプへの攻撃に対し国連難民高等弁務官事務所の難民高等弁務官グランディは31日、米国ニューヨークにある国際連合本部で記者団に対し「われわれがこれまで見てきたなかで最悪の事件だ」と述べた。またイラン外務省報道官は「戦争犯罪のリストに加わることになる」と警告、カタール外務省も声明で「多くの罪のない人たちを死傷させたイスラエルの爆撃を、無防備な人々の虐殺だとみなす」と強いことばで非難しイスラエルによる民間施設に対する攻撃の拡大は仲介と緊張緩和の努力を損なうことになる」として、人質解放に向けた交渉にも支障が出るおそれがあると指摘した。
イスラエル軍は「ガザ地区北部でハマスの拠点の一つとなっている建物に大規模な攻撃を行い、10月7日の襲撃で重要な役割を果たした指揮官を多くの戦闘員とともに殺害した」とSNSで投稿した。殺害された指揮官はガザ地区北部でのイスラエル軍に対する作戦を指揮していたとしていて、地下にあるハマスの軍事施設も破壊したとみられる。この攻撃により付近の病院などが被害を受け、病院の担当者は少なくとも50人以上が死亡したとした。
また再び電話とインターネット通信が一時、完全に遮断された。
イエメンのフーシ派は、ガザ地区への軍事作戦を続けるイスラエルに対して弾道ミサイルなどを発射し、ハマス側に加勢すると表明した。
ハマスの軍事部門カッサム旅団の報道官は31日「拘束している何人もの外国人を向こう数日のうちに解放すると仲介者に伝えた」と人質解放に向けた交渉が続いていることを伺わせた。
南米にあるボリビアのプラダ大統領府相（暫定外相を兼務）は、ガザ地区攻撃での民間人被害を「人道に対する罪」として非難し、イスラエルと外交関係断絶を表明した。ボリビアとともにイスラエルを非難してきた同じ南米のコロンビアとチリも協議のため駐イスラエル大使を呼び戻した。
米国務長官のブリンケンなどが出席して開かれたイスラエルへの支援について議論する公聴会では、「イスラエルへの支援はもうやめて」「ガザでの停戦を」と書いたプラカードを掲げたり、「アメリカはガザでの虐殺を支援している」「アメリカ国民は悲惨な戦争への支援を望まない」と叫ぶなど傍聴していた人たちが停戦を訴えたりする騒動が発生し、退席させられた。
エジプトの首相モスタファ・マドブーリーは会見で「われわれの目的は人道危機に対処することだ。国内外からの支援をガザ地区の人々に届けることに最善を尽くしている」と述べガザ地区への支援急ぐ姿勢を強調した。

### 難民キャンプへの攻撃
イスラエル軍は、ジャバリア難民キャンプに対して2日連続で攻撃を行った。この攻撃により195人が死亡し、およそ120人ががれきの下敷きになるなどして行方不明であるとガザ保健相は発表した。
イスラエル軍のハガリ報道官は1日、難民キャンプへの攻撃でハマスの対戦車砲部隊のトップを空爆で殺害したと発表し、「地上作戦は事前の計画と具体的なインテリジェンスに基づき、陸と海、そして空からの合同作戦を遂行している」と説明した。
ジャバリア難民キャンプへの2日連続の攻撃に対して、フランス外務省は「パレスチナの住民が多くの犠牲を強いられたことを深く憂慮する。民間人の保護はあらゆる者に課せられた国際法上の義務だ」と懸念を示したほか、アルゼンチン外務省は1日、声明で、イスラエルの自衛権を認めるとしながらも、「国際人道法の違反は正当化できない。数百人を死傷させたイスラエル軍によるジャバリア難民キャンプへの攻撃を非難する」として、病院や民間のインフラ施設への攻撃を停止するよう訴えた。ヨルダン外務省も1日、「前例のない人道上の大惨事だ」として、イスラエルから大使の召還を決定したと発表した。
また、難民キャンプへの攻撃に対しての避難は国家だけでなく、国際機関にも広がっている。1日には国連人権高等弁務官事務所が、「民間人の多大な犠牲と破壊の規模を考えると、これは戦争犯罪にも該当しうる過度な攻撃だと懸念する」とSNSに投稿し、強く非難している。
ハマースは「イスラエル軍はジャバリア難民キャンプで24時間以内に2度目の犯罪を行った。権威主義的で無法な組織の行動に終止符を打つべく、私たちは国際社会のメンバーなどに対し、政治的・道徳的責任を果たすよう、緊急に呼びかける」としてイスラエル軍を強く非難した。
アメリカのバイデン大統領は演説を行い、演説の中で、外国国籍を持つ人々などの退避は今後、数日間、続くという見通しを示した。バイデンは退避に向けて、イスラエルのネタニヤフ首相、エジプトのシシ大統領などと協議を重ねたほか、カタールからも協力を得たとし、「これはアメリカによる集中的な外交の成果だ」と強調した。
前日に参戦を表明したフーシ派の報道官ナセルディン・アメルがオンラインでのNHKのインタビューに応じ、イスラエルに対して行われた攻撃はすべてイエメン本土から発射されたものだとした上で、「攻撃は始まったばかりだ。今後、これまでとは比べものにならない強力な攻撃をイスラエルに仕掛ける」と述べ、今後も弾道ミサイルなどを使ってイスラエルを攻撃すると明らかにし、「イスラエルが反撃することは想定内だ。それに対する準備も整っている。私たちは4年も5年も前からイスラエルへの攻撃を想定して準備を進めてきた。私たちとイスラエルとでは力の差は大きいが、それでも大きな打撃を与えることができる」と主張した。一方で、フーシ派がイスラエルと敵対するイランの支援を受けていることについては「イランからの支援には感謝している。私たちはイランだけではなく、ハマスやヒズボラなど多くの勢力と協力している」として、イランが中東各地で支援する「抵抗の枢軸」と呼ばれるネットワークの一員として、イスラエルに抵抗し続けると強調した。
10月31日から11月2日にかけての3日連続でジャバリア難民キャンプの大勢の住民が避難する国連機関が運営する学校で爆発が起き、保健当局は27人が死亡したと発表した。また、同じガザ地区北部のシャーティ難民キャンプでも学校の校庭に砲弾が着弾したほか、地元当局はガザ地区中部のブレイジ難民キャンプでも空爆があり、少なくとも15人が死亡したとした。ハマスの報道官は現地のテレビ局に、「イスラエル軍によって南北をつなぐ道路が分断され、避難する人のための安全な道路が失われた」と述べ、けが人を南部に運ぶことができないと訴えた。
イスラエルから退避した日本人20人と韓国人やベトナム人など合わせて46人を乗せた航空自衛隊の輸送機が羽田空港に到着した。
CNNは、シリアのアサド政権がヒズボラに対して、ロシア製の防空システム（パーンツィリ-S1）を供与することに同意したことを報道した。
アメリカ合衆国議会下院で共和党がイスラエルに対する支援としておよそ140億ドルを提供する予算案を出し、議会は賛成多数でこれを可決した。同日にはカービー戦略広報調整官が2日の記者会見で、「バイデン大統領はすべてが国の安全保障にとって緊急で重要だと考えている」と述べた。
ブリンケン米国務長官が首都ワシントン近郊の空軍基地を出発し中東訪問が開始された。出発前にブリンケンは「イスラエルには自国を防衛し、このようなことが二度と起きないよう措置を講じる権利と義務がある。ただイスラエルがどのように行うかが重要だ」と述べ、民間人の被害を最小限に抑える方策について議論する考えを示した。
米戦略広報調整官のカービーは、ヒズボラの動きについて、「イスラエル北部でイスラエル軍への攻撃が続いていることを懸念している。しかし、ヒズボラが総攻撃をしかける準備ができているという具体的な兆候はまだ見られない」「もし、ヒズボラがこの戦闘を拡大し、エスカレートさせようと考えているのであればそうすべきではない。ここはわれわれの国家安全保障上、重要な場所で、これまでも守り抜いてきたし、今後もそうするだろう」と指摘・牽制した。
ガザ地区内のAFP通信の事務所がイスラエル軍の攻撃にさらされ破壊されたものの、中にいた8名は全員無事だった。AFP通信は声明で攻撃について「今回の攻撃を可能なかぎり最も強いことばで非難する。事務所は誰でも知っている場所にある。ガザ地区で活動するジャーナリストが保護され、取材活動は尊重されなければならない」とした。

### ブリンケン国務長官のイスラエル訪問
ブリンケン米国務長官は、イスラエルを訪問してネタニヤフ首相やヘルツォグ大統領などと会談した。その後、会見を行い「イスラエルには自衛する権利や義務があるが、どのように行うかが重要だ」と述べ、国際人道法を順守し、ガザ地区の民間人の犠牲を最小限に抑えることや、人道目的での「戦闘の一時停止」を働きかけたことを明らかにした。また、「戦闘の一時停止をどのように人質の解放につなげるかや、ハマスがそれを悪用しないためにはどうすればよいのかは早急に話を詰める必要がある。この問題についてアメリカはイスラエル側と具体的な解決策を見つけるため、議論を続けることで合意した」や「ハマスが燃料を必要とする病院などへの供給を拒んでいる。皮肉にもほどがある。アメリカは国連とともに支援が行き渡るよう話し合いを続ける」とも述べた。
ヒズボラの最高指導者ナスララ師は戦闘後初の会見を開き、この中で、ナスララ師は、最初にハマスが実行した奇襲攻撃「アルアクサの洪水」など一連のイスラエルとの戦闘について、「アルアクサの洪水の戦闘は複数の戦線に拡大した」と述べ、イスラエルとの戦いにはその後、ヒズボラや、イエメンの反政府勢力フーシ派も参戦したと明言し、「イスラエルはガザ地区で虐殺をすることによって成果をあげることはできない」と指摘した。この会見を巨大スクリーンで映していたテヘランでは「イスラエルに死を、アメリカに死を」とヒズボラの旗を振る人々が見られた。
日本の上川陽子外相はイスラエルを訪問してイスラエル外相のコーヘンと40分間会談を行い、上川が「イスラエルの方々との連帯の意を伝えるために訪問した。ハマスの攻撃はテロであり、赤ちゃんから子ども、女性や高齢者も含めて、一般の市民に対する攻撃と誘拐はどのような理由であれ正当化できず、断固非難する。犠牲者に心から哀悼の意を表するとともにハマスによって誘拐された人たちの一刻も早い解放を心から祈っている」、コーヘン外相が「10月7日はユダヤ人にとってホロコースト以来の最悪の日だった。日本のイスラエルに対する支援と連帯に感謝する」述べた。
米政府高官は、記者団に対しハマス側に拘束されている人質を解放しガザ地区から脱出させるには戦闘の一時停止が必要だという認識を示し、すべての人質の解放に向けてあらゆる取り組みが行われているとした上で「人質は200人以上かもしれない。それだけの人質をガザから脱出させるにはかなり大幅な戦闘の一時停止が必要になる。非常に真剣で活発な議論が行われているが合意はまだない」と述べた。
アメリカは人質の解放に向けた支援の一環としてガザ地区上空にアメリカ軍が無人機を飛行させていることを明らかにし、アメリカ海軍は空母ジェラルド・フォードとアイゼンハワーを中心とする空母打撃群が東地中海で3日間にわたって1万1千人以上が参加する合同演習を行ったと発表した。
イスラエルは、トンネル戦などに長けた特殊部隊「ヤハロム」によりガザ地区内でハマスが構築した地下トンネルを破壊する様子を動画で公開した。これに対してハマースのカッサム旅団も、地下トンネルの中を進み、茂みの中からイスラエル軍を攻撃する様子や、住宅地で行われている市街戦の様子を撮影した動画を公開して、対抗した。
ガザ北部のシファ病院近くでは2台の救急車がミサイルによる攻撃を受けたと明らかになり、WHOなどから非難が相次いだ。これに対してイスラエル軍は「ハマスが使っていた救急車1台を特定し、攻撃した」と主張した。アルジャジーラは、他の病院近くで撮影されたとする映像を放送し、映像では、地面に大きな穴があき、炎が上がる様子や、多くの人が集まり、けが人を運ぶ様子が確認できる。
マガジ難民キャンプがイスラエル軍により攻撃され、40人以上が死亡した。ジャバリア難民キャンプで爆発があり、15人が死亡し70人が怪我をした。
カッサム旅団はSNSを通じて、戦闘員がガザ地区北部でイスラエル軍と衝突し、車両10両を破壊したとする映像を公開した。11月2日から3日かけて撮影されたとする映像には、ハマスの戦闘員が、複数の場所でイスラエル軍の戦車などに対戦車砲を発射する様子が写っており、いずれも市街地で撮影されたものとみられ、戦闘員が物陰や鉄柵のすき間から狙いを定める姿や、車両のすぐ近くまで近寄って攻撃し、爆発で辺りが煙に包まれる様子が確認できる。また、戦闘員がイスラエル軍の車両によじ登り、火をつけたあと、緑色のハマスの旗をとりつけて立ち去る様子も写っている。
イスラエル軍はハレビ参謀総長がガザ地区に入り地上部隊を視察している様子だとする映像を公開し、集まった将校らを前に「あなたがたのことを誇りに思う」などと激励した。
ブリンケン米国務長官はヨルダンで、エジプトやサウジアラビア、カタールなどアラブ諸国の外相らと会談した。会談後、ブリンケンは、ヨルダンのサファディ外相やエジプト外相のサーメハ・シュクリとともに記者会見を行い、会談で人道支援や戦闘の拡大を防ぐ手だてなどをめぐって、意見を交わしたことを明らかにした。会見でサファディやシュクリが民間人の犠牲を防ぐため即時停戦が必要だと述べたのに対し、ブリンケンはイスラエルの自衛の権利を支持する立場を改めて示した上で「いま停戦を行うと、ハマスがとどまり、再編成し、10月7日の行いが繰り返されるだけだ」と述べ、停戦はハマスを利するだけだと主張し「ガザ地区の民間人の窮状を深く懸念している。だからこそ、人道目的での『戦闘の一時的な停止』が必要だ」と述べ、引き続きイスラエルに対し、ガザ地区への必要な物資の搬入や民間人の避難などのために「戦闘の一時的な停止」を求めていく考えを強調した。

### イスラエルの核攻撃発言
ガザ地区全域で大規模な通信遮断が発生した。
イスラエルのエルサレム問題・遺産相のアミハイ・エリヤフが地元ラジオのインタビューで、ハマスが実効支配するガザでの核兵器使用を容認する考えを示し、これに対し人質の家族らでつくる団体は「ユダヤ人とイスラエルの倫理に反する衝撃的発言だ」と解任を要求した。ネタニヤフも「現実離れしている」と発言した。日本においても非難は相次ぎ、全国の被爆者団体で作る日本被団協の箕牧智之代表委員は「発言がおどしなのか本気なのかは分からないが、『核』と聞いただけで寒気がした。ロシアによるウクライナ侵攻など世界中で争いが起き、いつ核兵器が使われてもおかしくないような状況だが、世界の指導者は核兵器が使われないために動くべきで、こうした発言は慎んでほしい」と非難した。
イスラエル軍は地上侵攻以降2500か所以上のハマス拠点を攻撃したと報告した。また、午前10時から午後2時までの4時間、ガザ地区を南北に貫くサラハディン通りを開放すると2日連続で発表し、住民に南部への退避を呼びかけていて、住民の犠牲を減らす姿勢をアピールした。
ブリンケン米国務長官はキプロスを訪問し、フリストドゥリディス大統領と会談を行った。「キプロスからガザ地区へ人道支援物資を海上輸送する計画についても詳細に話し合った」とされる。またイラクを訪問しイラクとシリアに駐留するアメリカ軍の部隊に対し、無人機やロケット弾による攻撃が相次いでいることに対してはブリンケン米国防長官は「イランと連携する武装勢力からの攻撃や脅迫は、決して容認できない」とけん制した。
イランの最高指導者であるハメネイ師は、ハマースの最高幹部ハニーヤがイランを訪れたことを明らかにした。そのうえで「ハニーヤ氏はガザ地区の情勢などを説明し、これに対してハメネイ師はガザ地区の人々の辛抱強さをたたえるとともに、アメリカなどの直接的な支援を受けたイスラエルの犯罪を強く非難した」としている。

### インドネシア病院
トルコの首都アンカラで、同国のフィダン外相とブリンケンが会談に臨んだ。会談後、ブリンケンは「ガザ地区への人道支援物資は今後数日で、拡大できるだろう」と述べ、ガザ地区への人道支援物資の搬入の状況が改善されることに期待を示した。
国連人道問題調整事務所などの国連機関や国際NGOの代表、18人が連名で声明を発表し、「30日がたった。もう十分だ」として即時の人道的な停戦などを求めた。
IDFはSNSでガザ地区北部にあるインドネシア病院が、ハマスの地下の指令拠点の隠れみのになっていると主張した。インドネシア病院はインドネシアの人道支援団体が資金援助を行い建設され、パレスチナが運営する病院である。団体側は6日、ジャカルタで会見してイスラエル軍の主張を否定するとともに、「イスラエルの非難は、インドネシア病院を攻撃する前提条件になりかねない」と懸念を示した。その上で「国際社会に対し、法律で明確に保護されている機関や施設、病院を保護するよう強く求める」と訴えた。また、インドネシア外務省も7日に声明を発表し、「インドネシア病院は完全に人道的な目的でパレスチナ人の医療ニーズにこたえるために建設された」と述べIDFの主張を否定した。
ホワイトハウスはバイデン大統領がイスラエルのネタニヤフ首相と電話で会談し、人道支援を目的とした「戦術的な戦闘の一時停止」について協議したと明らかにした。
パレスチナ人が多く住む東エルサレムにある警察署の近くで6日、イスラエルの警察官2人がパレスチナ人の16歳の少年に刃物で刺され、その内20歳の女性の警察官は病院に運ばれたがその後、死亡が確認され、もう1人は軽いけがをした。少年はすぐに射殺されイスラエルの治安部隊は事件に関与したとして複数の容疑者を逮捕した。
戦闘開始から一カ月が経過し、経過時点でイスラエル軍が投下した航空爆弾の量がアフガニスタン戦争において2019年の1年間においてアメリカが投下した爆弾量を超えたことが判明した。午前5時すぎから対応を協議する安保理の緊急会合が開かれた。非公開の会合は日本時間の7日午前7時すぎに終了し議論の詳しい内容は明らかになっていないが、会合の開催を要請した中国やアラブ首長国連邦（UAE）などは「即時停戦」を求める安保理決議が必要だと呼びかけたとみられている。一方、イスラエルを擁護するアメリカはこれまで、人道目的の「戦闘の一時的な停止」を行うべきだとする一方、「停戦」については「ハマスを利することになる」と否定的な姿勢を示している。
緊急会合の後、今回の会合を要請した中国の国連大使・張軍とUAEの国連大使ヌサイベがそろって会見し、ガザ地区の民間人を保護するための「人道的な停戦」が必要だと述べた。一方、アメリカのウッド国連次席大使は記者団に対し、「人道的な戦闘の一時停止について協議した。その点を追求することに関心をもっているが、各国の間で意見の相違がある」と述べ、「停戦」を求めるか「戦闘の一時停止」を求めるかで対立があることを明らかにした。

### シファ病院での戦闘
イスラエル軍は、ガザ地区最大のアル・シファ病院での「ハマースに対する標的を絞った作戦」を実行。戦車6台と特殊部隊員約100人が夜間に病院に入った。イスラエル軍が病院を「完全に支配」（病院内のジャーナリスト）した。ハマースの武器や装備を発見したとし、映像を公開したが、ハマースは「ばかげており無価値」。イスラエル軍が「武器を持ち込んで置いた」可能性があるとしたことに触れ、病院地下にはイスラエルが主張するような活動拠点はないとしている。エルサレムで取材中のBBCのオーラ・ゲリン記者は、これらの映像からは、病院内での作戦によってイスラエル軍が主要な武器庫を発見したとは確認できないとした。ガザ地区保健当局は、病院内では「抵抗する人も拘束された人もいない」ので「一発の銃弾も」発射されていないと、語った。アル・シファ病院の外科部長のマルワン・アブ・サアダ医師は、イスラエル軍の襲撃で放射線科が大きく破壊された。イスラエル軍は男性らの手を縛って一つの部屋に隔離し、CTスキャナーやMRI機器などを壊し、メンテナンス担当の職員2人が拘束されたと話した。この時点では、イスラエルの報復攻撃で1万1000人以上が殺害され、うち4500人以上が子どもであった。イスラエル軍による病院内の作戦の是非は、世界で激しい議論になった。
11月15日、安保理はガザ地区の人道のための（戦闘の）一時停止と人道回廊設置を求める決議を採択した（ロシア、イギリス、アメリカ合衆国が棄権）。

### フーシ派の日本船舶拿捕事件
イスラエル軍は11月19日、紅海南部のイエメン沖で船舶が拿捕されたと発表した。日本の国土交通省は、日本郵船から日本時間同日午後10時すぎ、同社運航の自動車運搬船「ギャラクシー・リーダー」が「拿捕されたようだ」との連絡を受けたと明らかにした。船にはウクライナやフィリピン、メキシコなど多国籍の船員25人が乗船。貨物は積まれていない。乗組員に日本人はいない。フーシ派は19日、「イスラエルの船」をイエメンの沿岸へ連行したと発表。「抑圧され、イスラエルの恐ろしい爆撃下にあるパレスチナ人への人道的、道徳的責任に基づく作戦だ」と主張した。船はトルコからインドに向けて航行していた。イスラエル人は乗船していない。
20日に行われた閣議の後、松野博一官房長官はイエメンの親イラン武装組織フーシによる日本郵船が運航する自動車輸送船「ギャラクシー・リーダー」の拿捕に関し「断固非難する」と発言した。また「関係省庁が情報収集を進め、関係国と連携しながら船舶および船員の早期解放のため取り組んでいる」「イスラエルとも意思疎通を図り、当事者のフーシ派への直接の働きかけに加え、サウジアラビア、オマーン、イランなどの関係国に船舶および船員の早期釈放をフーシ派に強く求めるよう働きかけている」と説明した。

### 戦闘休止
11月23日、イスラエルとハマースが50人の人質の解放と引き換えに4日間の停戦に合意したと発表。
実際にガザでの戦闘休止に入ったのは、24日午前7時（現地時間）から4日間であった。この合意では、ハマース側が女性と子供計50人を解放し、イスラエル側はパレスチナ人の女性と子供計150人を釈放。また、ハマースが追加で人質10人を解放するごとに戦闘休止期間が1日延びるというものである。
ハマースに拘束されていた人質24人が解放されたと発表された。内訳はイスラエル人の子供4人、30～50歳代3人、70歳代以上6人とタイ人10人、フィリピン人1人。解放された人質は、ガザから赤十字国際委員会の付き添いでエジプト側境界のラファ検問所に出た後、イスラエルの病院に搬送された。また、人質解放の引き換えとしてハマースが要求したパレスチナ人収監者39人が釈放されたと発表された。内訳は未成年者15人と女性24人で、28人はヨルダン川西岸に、11人は東エルサレムに送還された。この際、釈放される人を迎えようと集まった家族らが警備のイスラエル軍と衝突し、軍の発砲でパレスチナ人31人が負傷した。バイデンは人質解放について、「人質が救出され、愛する人と再会できたことに感謝しなければならない」と歓迎し、「始まったばかりだが、今のところは順調だ」「あすにはさらに多くの人質が解放され、その後も続くだろう」との見方を示した。
戦闘休止期間2日目を迎えた25日、ハマースが「イスラエルがガザへの援助物資搬入などを巡り合意を守っていない」と主張し、人質の解放を遅らせると発表したが、カタールやエジプトの仲介により解消され、人質17人が解放された。内訳はイスラエル人の女性5人、子供8人とタイ人4人。また、イスラエル側もパレスチナ人39人を釈放した。
戦闘休止期間3日目の26日、ハマースが人質17人を解放し、イスラエルもパレスチナ人39人を釈放した。解放された人質の内訳は子供9人を含むイスラエル人14人とタイ人3人。またネタニヤフが10月7日の戦争開始以降初めて、ガザを訪れた。
翌日に期限切れとなる4日間の戦闘休止について、ハマースが「延長を求めている」とする声明を発表し、ネタニヤフも延長する用意があると述べた。
戦闘休止期間4日目の11月27日、ハマースが人質11人を解放し、イスラエルもパレスチナ人33人を釈放した。解放された人質は全員が二重国籍のイスラエル人で、内訳はフランス国籍3人、ドイツ国籍2人、アルゼンチン国籍6人。
27日は当初の合意での最終日であったが、イスラエルとハマースがガザでの戦闘休止を2日間延長することで合意した。
戦闘休止期間5日目の28日、ハマースが人質12人を解放し、イスラエルもパレスチナ人30人を釈放した。解放された人質の内訳は未成年者と女性のイスラエル人10人と、タイ人2人。イスラエルとハマースの間で、戦闘休止の合意に違反する小規模な衝突があった。
戦闘休止期間6日目の29日、ハマースが人質16人を解放し、イスラエルもパレスチナ人30人を釈放した。解放された人質の内訳はイスラエル人12人、タイ人4人。
戦闘休止期間7日目の30日、1度目の延長合意ではこの日の午前7時で期限が切れた。その後、イスラエルとハマースが戦闘休止を少なくとも1日延長することに合意した。ハマースは、イスラエルが戦闘休止延長に向けた人質解放案を拒否したと述べていたが、その後戦闘休止期間終了の数分前になって、イスラエル軍が戦闘休止を継続すると表明した。
戦闘休止の延長の発表直後に、エルサレムで2人のパレスチナ人が発砲し、3人が死亡し、8人が負傷した。イスラエルは容疑者2人がハマースに関係していると主張している。イスラエル軍によるガザ南部への侵攻が開始された。これに伴いガザ南部の都市・ハンユニスへの攻撃が開始された。

### 戦闘再開
イスラエル軍はハマースが軍事目的に使っていると見られるトンネルを800か所以上発見し、このうちおよそ500か所を破壊したと発表した。
また、フーシ派はバーブルマンデブ海峡でイスラエルの船舶2隻に対する攻撃を行ったと発表。1隻についてはミサイルで、もう1隻については無人機での攻撃を行ったとしていて、「イスラエルがガザ地区への侵攻をやめないかぎり、イスラエルの船舶による紅海などでの航行を阻止し続ける」などと声明を出した。これに対しイスラエル側も声明を発表し「きょう、イスラエルとは関係のない商船2隻にミサイルが発射された。1隻は重大な損傷を受け、沈没の危険にさらされており、もう1隻は軽度の損傷を受けた」とし、船舶はイスラエルとは関係ないとした。このような攻撃に対してアメリカは、国防総省の報道担当者は、「紅海でのアメリカ軍のミサイル駆逐艦『カーニー』と複数の商業船への攻撃に関する情報は把握している」として、何者かによる駆逐艦などへの攻撃があったと明らかにした。
そのほか、アメリカ中央軍は紅海南部の国際水域を航行していた商船3隻が4回にわたって攻撃を受け、アメリカ海軍のミサイル駆逐艦が無人機を撃ち落とすなど対応したとし、フーシ派による別の攻撃があったと述べた。「カーニー」が午前9時すぎ、フーシ派の支配地域からイギリスの会社が所有・運航するバハマ船籍の貨物船に向かって弾道ミサイルが発射され、近くに着弾したのを確認、午後3時半、別のイギリスなどの会社が所有・運航するパナマ船籍の商船は、フーシ派の支配地域からミサイル攻撃を受けて損傷したほか、午後4時半にはパナマ船籍の貨物船で、8か国の船員が乗り組む別の船舶もミサイル攻撃を受けたということである。
12月26日、イスラエル軍の報道官は記者会見で、ハマースの掃討を目指した地上作戦をパレスチナ自治区ガザ中部にある複数の難民キャンプに拡大したことを明らかにした。加えて、イスラエル軍は中部ブレイジの難民キャンプで見つかった地下トンネルの入り口や軍事訓練施設だとする写真や映像を公表した。地元紙『タイムズ・オブ・イスラエル』によると、ガザ北部のガザ市付近に展開していた部隊がブレイジに転戦したという。ヘルジ・ハレヴィ参謀総長は「ガザ北部のハマス部隊の解体完了が近づいている」との見方を示し、「現在は南部のハンユニスや中部の難民キャンプでの活動に集中している」と述べた。一方ヒズボラからの攻撃も相次ぎ、イスラエル北部の国境近くにあるキリスト教の教会に対戦車ミサイル1発が命中し、住民1人が負傷した。それに対応するようにイスラエル軍もヒズボラ側を砲撃したことが報告されている。

### 2024年の情勢
元ヨルダン川西岸地区責任者で、同地区における軍事部門設立を担当した政治局副局長（/副議長/副代表）でハマース指導部のナンバー2に相当する幹部サーリフ・アル＝アールーリー（صالح العاروري, Ṣāliḥ al-ʿĀrūrī、口語（現地方言）発音：サーレフ・アル＝アールーリー, サーレフ・アル＝アルーリ等、英字表記例：Saleh al-Arouri）が2024年1月2日にレバノンの南ベイルートにあるハマース事務所で起こった爆発事件により死亡。イスラエルのドローン爆撃が原因であり、建物破壊が発生、イッズッディーン・アル＝カッサーム旅団の指導部メンバーだったアッザーム・アル＝アクラア（عزام الأقرع, Azzām al-Aqraʿ）とサミール・ファンディー（سمير فندي, Samīr Fandī）も同時に暗殺され、ハマースもこの3人の死亡を正式に認め、その他4名のハマースメンバーらの死亡を発表した。
なお、イスラエルのチャンネル12はハマース要人で政治局メンバーであるハリール・アル＝ハイヤ（خليل الحية, Khalīl al-Ḥayya ないしは Khalīl al-Ḥayyah）も同じく暗殺されたと報じたが、レバノン国外におり生存しているとしてハマース側はこれを否定、アラブの各メディアでも報じられた。

#### 2024年の戦闘詳細

##### ベイト・ハヌーン
1月15日、アル・クッズ旅団がベイト・ハヌーンからイスラエル南部に向けてロケット弾を発射した。同日、イスラエル国防軍が支配していたガザ北部に対してパレスチナ武装勢力が奪還作戦を実行していたため、その支援と考えられている。しかしその後3月9日にイスラエル国防軍は再度ベイト・ハヌーンに侵攻。4月4日には、ハマース側の中隊長が死亡した。
同日、7カ月と4日戦闘が続いていた激戦地ベイト・ハヌーンからイスラエル国防軍は撤退。ベイト・ハヌーンの戦いはハマースの実質的勝利で終結した。

##### 2024年5月のアル＝マワシ難民キャンプ襲撃事件
5月28日、ラファフ西方のアル＝マワシの難民キャンプに4発の戦車砲弾が落下、少なくとも21人（うち少なくとも12人は女性）が死亡、64人（うち10人が重体）が負傷した。

##### 2024年6月のアル＝マワシ難民キャンプ襲撃事件
6月21日、アル＝マワシの難民キャンプに空爆と砲撃が行われ、25人が死亡し、50人が負傷した。

##### 2024年6月のガザ北部空爆
6月22日、アル＝シャティ難民キャンプとタッファに対して空爆が行われ、43人以上が死亡、35人以上が負傷した。ハマースは「空爆は意図的に民間人を狙ったものだ」と非難、UNRWAも「IDFは人道法の露骨に違反している。IDFの無差別攻撃によってガザのどの地域も安全でなくなった」と批判した。

##### アル＝シャティ難民キャンプ空爆事件
10月9日と同12日に、イスラエル航空宇宙軍によりアル＝シャティ難民キャンプに対して空爆が実施された。結果4つのモスクが全壊、15人以上が死亡した。

##### 2024年12月のアル＝マワシ空爆
12月4日、アル＝マワシに対して空爆が行われ、20人以上が死亡、その他大勢が負傷した。

### イスラエルによるイラン攻撃とその報復
4月1日、イスラエルはシリアの首都ダマスカスにあるイラン大使館を攻撃。イランは13日にその報復攻撃を行い、イスラエルも19日にイランを攻撃した。

### イスラエルによるレバノン南部侵攻
10月1日未明、イスラエル軍は地上部隊をレバノン南部に侵攻させたと発表した。イスラエル軍がレバノンに侵攻するのは2006年の第二次レバノン紛争以来である。

### イランによる二度目のイスラエルミサイル攻撃
10月1日夜、イランが180発超の弾道ミサイルをイスラエルに向けて発射し、大多数はイスラエルが迎撃したものの一部はイスラエル中部や南部に着弾した。

### 2025年の情勢

#### 停戦合意
1月1日、パレスチナ国はアルジャジーラを「誤解を招く報道パレスチナ・イスラエル戦争を扇動し、内政干渉を行っている」として、ヨルダン川西岸地区での放送を禁止した。
1月2日、アル＝マワシで空爆が実施され、ガザ警察トップら11人が死亡した。同日夜、イスラエル首相府はガザ地区での人質の解放及び一時停戦のために仲介国のカタールに代表団を派遣すると発表した。ハマースも4日、これに応え停戦協議を行うためにカタールへ向かった。5日、停戦交渉を巡り交渉を巡りイスラエル側の提出した交換対象の人質34人のリストをハマースが承認した。前日にも人質に取っているイスラエル兵の女性の動画を通信アプリで公開するなど、人質情報を積極的に公開し、イスラエルにゆさぶりをかけている。
同3日、バイデン政権は、イスラエルに対してAMRAAM中距離空対空ミサイルやヘルファイア空対地ミサイルなど80億ドル相当の武器を売却することを議会へ非公式ではあるが通知した。
パレスチナ自治区ヨルダン川西岸のユダヤ人入植地ケドミム付近で6日に銃撃があり、3人が死亡、数人が負傷した。イスラエル軍は少なくとも2人のパレスチナ人がバスや車へ向けて銃を発砲したとみている。
同10日、イスラエルのカッツ国防相は20日までに人質解放に応じなければ「完全に打倒する計画を提示するよう、イスラエル軍に命じた」と発言した。
イスラエル首相府は同11日、モサドのバルネア長官らの交渉団をカタールに派遣すると発表。派遣の決定に先立ちネタニヤフ首相は第2次トランプ政権の中東担当特使スティーブ・ウィットコフと会談した。同日ガザ地区では空爆によって北部ジャバリヤの学校に避難していた女性・子供を含む8人が死亡したことが発表された。
カタール外務省の報道官は14日の会見で「ここ数か月で合意に最も近づいている」と述べ、アメリカのブリンケン国務長官も首都ワシントンで開かれたイベントで「かつてないほど合意に近づいている。われわれはハマスからの最終的な回答を待っているところだ。その回答を得るまでは、瀬戸際の状態が続く。回答はいつ来てもおかしくない」と述べた。
15日、停戦及び人質の一部解放が合意され、19日発効となった。内容は以下の通り。
- 42日間の停戦
- イスラエル軍が人口密集地から撤退
- ハマースは人質を33人解放
- イスラエルは刑務所に収監しているパレスチナ人を釈放
- ガザ南部に避難している住民を北部の家に帰還させ、食料や燃料などの支援物資の搬入を促進させる

アントニオ・グテーレス国連事務総長は合意について歓迎の意を示し、「苦しみ続けるパレスチナ人への人道支援を拡大する用意がある」とコメントした。英スターマー首相は「イスラエルとパレスチナの人々が切実に待ち望んでいたニュースだ」とコメント、仏マクロン大統領はXに「ガザの人々には計り知れない安堵が、人質と家族には希望が訪れた」と投稿、独ショルツ首相は「戦争の恒久的な終結と、ガザの劣悪な人道状況の改善への扉を開くものだ」とコメントした。
米国のバイデン大統領は「この合意への道のりは容易ではなかった。何十年も外交政策に携わってきたが、今まで経験した中で最も厳しい交渉の一つだった」とコメント。就任直前のトランプ次期大統領は「この壮大な停戦合意は、昨年11月の歴史的勝利の結果としてのみ実現することができた」とSNSに投稿した。トランプ氏は再選後、自身の就任日までにハマースが人質解放に応じなければ「あらゆる地獄の報い」を受けさせると警告するとともに、ネタニヤフ政権にも圧力をかけていた。
日本の林芳正官房長官は「ガザ情勢を巡り、人質の解放と停戦に関する合意が当事者間で成立したことを、我が国として歓迎をいたします。これは、我が国が求め続けてきました、人道状況の改善と事態の沈静化に向けた重要な一歩であります」「我が国として引き続きガザの人道状況の改善や復興に積極的に関与し、長期的な地域の平和と安定の確立に向けた外交努力を重ねていく」とコメントした。
しかしイスラエル軍は停戦期間に入る間近になっても攻撃を行い、約50施設を空爆。子ども21人、女性25人を含む77人が死亡した。これに対しアブドルマリク・フーシはイスラエルが停戦合意を履行しない場合、ハマースへの軍事的な支援を継続する方針を表明した。18日夜、テルアビブには多くの市民が集まり、人質解放に祈りを捧げていた。
イスラエル軍のハガリ報道官は19日、停戦を合意していた午後3時半（UTC+9）になっても「ハマスが解放する人質リストを送る義務を果たしていない」と述べ、攻撃を続ける姿勢を示した。イスラエルのネタニヤフ首相も「イスラエルが第2段階に向けた協議が実を結ばないと結論づけた場合、戦闘を再開する権利はアメリカのトランプ次期大統領とバイデン大統領から全面的な支持を受けている。戦闘を再開する必要がある場合は強力に行う」と述べ、強硬な姿勢を示した。
同日、ハマースはガザで拘束していた人質の女性3人を解放した。一方イスラエルは20日、引き換えに投獄していたパレスチナ人90人を釈放した。双方による身柄の交換は2023年11-12月以来となる。赤十字国際委員会の映像には、人質解放の際に覆面姿のまま同行するハマース戦闘員の姿が映っていた。
イスラエルのメディアによると、解放された3人は20-30代で、家族と泣きながら抱き合う映像が公開された。1人は拉致される際に手の指2本を失って包帯を巻いていたが、3人とも健康状態は安定しているという。ネタニヤフ首相も帰還を歓迎した。
一方、ロイター通信によると、イスラエルが釈放したのは女性69人のほか10代の男性らで、ラマッラーでは数千人の住民が出迎えて祝福していた。
21日、カタールのムハンマド首相兼外相は「パレスチナ自治政府がガザ地区に戻ることを望んでいる。ガザ地区の問題に真摯に取り組む政府の誕生を望んでいる。復興への道のりは長い」とコメントした。
25日、ハマースは女性兵士4名を解放することを決定した。合意では兵士より先に民間人を解放することが条件とされているので、イスラエルは批判したが、人質解放については前向きな姿勢を見せた。そして同日、解放が実現。また、イスラエルも殺人などで終身刑を受けているパレスチナ人を含む200人を釈放した。
トランプ大統領がガザ地区のパレスチナ人をエジプトやヨルダンに移住させる意向を示したことに対して26日、エジプト外務省は反対の姿勢を取ったほか、ヨルダン外相やハマースも反発した。
30日、ハマースはイスラエル人3人のほかタイ人5人の人質計8人を解放した。タイ外務省のニコーンデジ報道官はこれに対して謝意を示した。しかし同日、イスラエルは国連パレスチナ難民救済事業機関（UNRWA）の活動を禁止する法律を施行。エルサレムにあるUNRWA事務所は閉鎖され、看板はスプレーで落書きされていた。清田明宏局長は31日、「われわれのほうからサービスをとめることは絶対にしない。さまざまな支援機関と協力し、ガザの人々に必要な人道支援物資を届けたい」と日本放送協会のインタビューに答えた。
2月4日、トランプ米大統領は、パレスチナ人がガザ地区から移住することを望んでいると述べた。この発言は以前にも行っているものの、同地域の他のアラブ諸国から明確に拒否されている。移住についてはヨルダンやエジプトに引き受けてほしいと述べ、「ガザの件はうまくいってない。一度もうまくいったことがない。ガザに対する私の考えは、多くの人とはまったく違う」「彼らは、美しく新たな良い土地を手に入れるべきだ。そして私たちはお金を出して、そうした場所を建設し、快適にし、住みやすく、楽しい場所にする人たちを募る」と発言。パレスチナ人が帰還する権利があるかどうかを記者団から問われると、トランプは「彼らが戻りたいと思わないような、本当に素晴らしいことができればと思っている。戻りたいと思うだろうか。あの場所は地獄だ」と語った。
19日、トランプ政権はパレスチナ自治政府の治安部隊に対する資金提供を停止した。米国は自治政府の機能強化のために治安部隊の育成を支援してきたが、資金の停止で自治政府の基盤が一層不安定になる懸念が出ている。
2月22日に行われたハマース側の人質6人の解放によって、残るはあと1人となった。イスラエル側は引き換えに、パレスチナ人収監者ら602人を釈放する見通しである。しかしイスラエルは、22日の6名解放の際、ハマースは人質を解放する際に「屈辱的な儀式」を行ったとの見解を示した。それまでも、ハマースは解放の際、人質を壇上に挙げハマースへの感謝を述べさせていた。これが「屈辱的な儀式」に当たると考えられる。
そしてイスラエルはハマスが人質をプロパガンダに利用しているとした上で、屈辱的な儀式を行わないことが保証されるまでパレスチナ人を釈放しないとしているが、パレスチナ側は停戦合意違反として反発している。

#### 戦闘再開
停戦中の3月18日未明、イスラエルは攻撃を再開。結果的に404人が死亡、562人が負傷した。この一件により停戦協定は完全に崩壊。
イスラエル首相府は「ハマースが人質解放を繰り返し拒否し、米国などからの提案を全て拒否した」ことへの報復だと表明。「今後、軍事力を強め、ハマスに対し行動する」と発表した。 
一方のハマースは、イスラエルが停戦合意を破棄したとし、停戦延長のための調停努力を危険にさらしていると非難した。ハマースの広報担当者は18日、ロイターの取材に対し、戦争の恒久的な終結を保証するため合意の履行完了を望んでおり、仲介者と連絡を取っていると述べた。
イスラエルは激しい砲撃を行った後、1月の停戦後に住民が戻ってきたばかりのガザ複数地域に対し避難命令を出した。住民は持ち物をまとめ、再び故郷から避難せざるを得なくなった。 多くは北部ハーンユーニスに向かったが、そこでも広範囲が爆撃を受け、避難用テントが全焼した。
3月20日未明にも攻撃を行い、少なくとも80人のパレスチナ人が死亡した。21日には、ガザ地区唯一のガン専門病院であるトルコ・パレスチナ友好病院に空爆を行われ、11人が死亡した。ハマースは「イスラエルが行っているガザの民間人に対する虐殺」の報復としてアシュケロンにロケット弾を発射した。

##### イスラエルによるイランへの攻撃
6月13日未明、ネタニヤフ首相は「イランの核濃縮プログラムの核心を攻撃した。イランの核兵器開発プログラムの核心を攻撃した。ナタンズにあるイランの主要なウラン濃縮施設を標的とした。主要な核科学者を標的とした。イランの弾道ミサイルプログラムの核心を攻撃した」と発言した。
またカッツ国防相は声明で「イランに対する先制攻撃に伴って、イスラエルに対するミサイルや無人機の攻撃が予想される」とし、イランの報復攻撃に備えて全土に非常事態を宣言したことを明らかにした。

## 人道上の問題

### ハマースによる人道上の問題

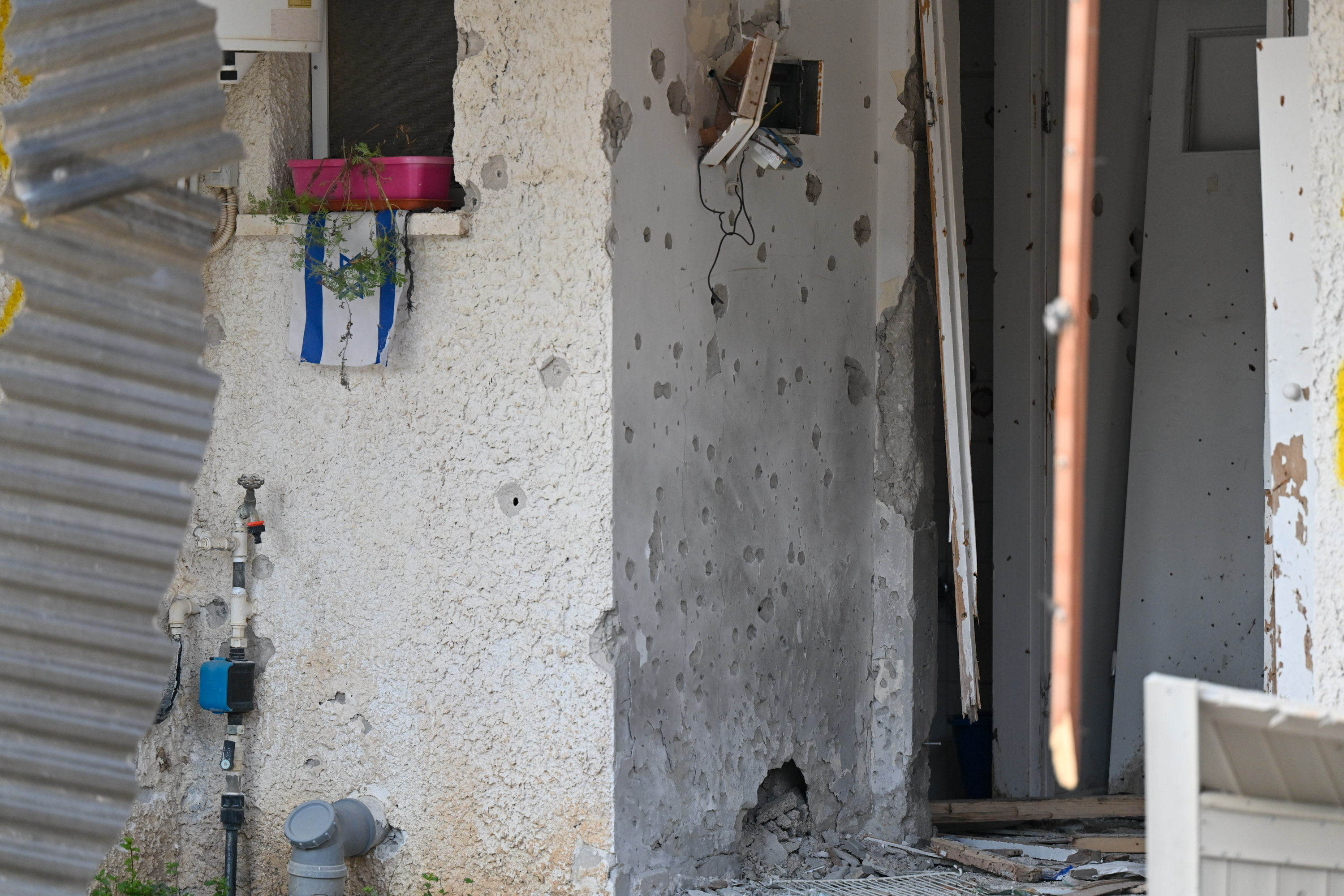
クファルアザでの虐殺現場。家の壁には弾丸の痕がある。

ハマース戦闘員によるイスラエル人や外国人の誘拐が行われている。
また、ハマース戦闘員がイスラエル国内で民間人の虐殺を行ったことが指摘されており、イスラエル南部地区レイムで行われていた音楽祭の会場から250人以上の遺体が発見され、数多くの拉致や残虐行為の目撃が報告されたレイム音楽祭虐殺事件のように、民間のイベント会場や集落をハマース戦闘員が無差別に襲撃している。イスラエル軍報道官の発表によると、一連のハマース戦闘員の行動によってイスラエル史上最大の民間人虐殺が行われたとされており、現時点でもクファルアザで虐殺が確認されている。スデロットでは民家への放火も確認されている。ハマースによる拉致被害は多く確認されており、イスラエル人だけでなくドイツ人1人やタイ人11人なども拉致された。
ジュネーヴを拠点とする組織「人質・行方不明家族フォーラム」のハガイ・レヴィン教授を団長とする医療チームが赤十字国際委員会に送った報告書によると、人質にはパーキンソン病、多発性硬化症、心血管疾患、糖尿病、がんのほか、認知症、自閉スペクトラム症、精神疾患を持つ者もおり、「治療と救命処置が緊急に必要」であり、「必要不可欠な薬や治療を受けていないため、即座に死亡する傾向がある」という。報告書はまた、攻撃時に誘発された未治療の負傷（銃創、切断、レイプによる外傷）や、粉ミルクを必要とする乳児についても懸念を表明した。
ハマースのロケット弾は主に無誘導爆弾であり、イスラエル国防軍によると戦闘開始から7日間で6000発以上のロケット弾がハマースからイスラエル側の広い範囲に打ち込まれた(無差別攻撃)。また以前からハマースがガザ地区の学校や病院を軍事拠点化しているという指摘も専門家からなされており、イスラエル軍も同様の主張を行っている（人間の盾）。
イスラエルの医療の専門家1500人からなるグループが『ランセット』に発表した公開状は、「イスラエル建国以来最大の民間人命の損失」とし、ハマースによる人道上の問題を「イスラエル南部の村全体を襲った、無差別的な野蛮なハマースの大暴れ」として衝撃を表明し、これを「人道に対する罪」とした。公開状は国際医療界に対し、「野蛮な虐殺を非難し、人質となっているすべての人々の安全と健康の保証を直ちに求め、無残にも人質となった私たちの家族や友人の即時かつ無条件の帰還を明確に求める」よう求めた。
イスラエル軍は11月1日にハマスが地区内の病院に燃料の提供を迫っていることを示す内容の電話の会話を傍受したとして音声を公開し、「ハマスが人々よりもテロリストのニーズを優先させていることを示すものだ」と述べた。
2025年1月15日、ハマースは33人の人質を解放することを決定した。19日、20-30代の女性3人を解放。1人は拉致される際に手の指2本を失って包帯を巻いていたが、3人とも健康状態は安定しているという。ネタニヤフ首相も帰還を歓迎した。
25日、ハマースは女性兵士4名を解放することを決定した。合意では兵士より先に民間人を解放することが条件とされているので、イスラエルは批判したが、人質解放については前向きな姿勢を見せた。そして同日、解放が実現した。
30日、ハマースはイスラエル人3人のほかタイ人5人の人質計8人を解放した。タイ外務省のニコーンデジ報道官はこれに対して謝意を示した。

### イスラエルによる人道上の問題

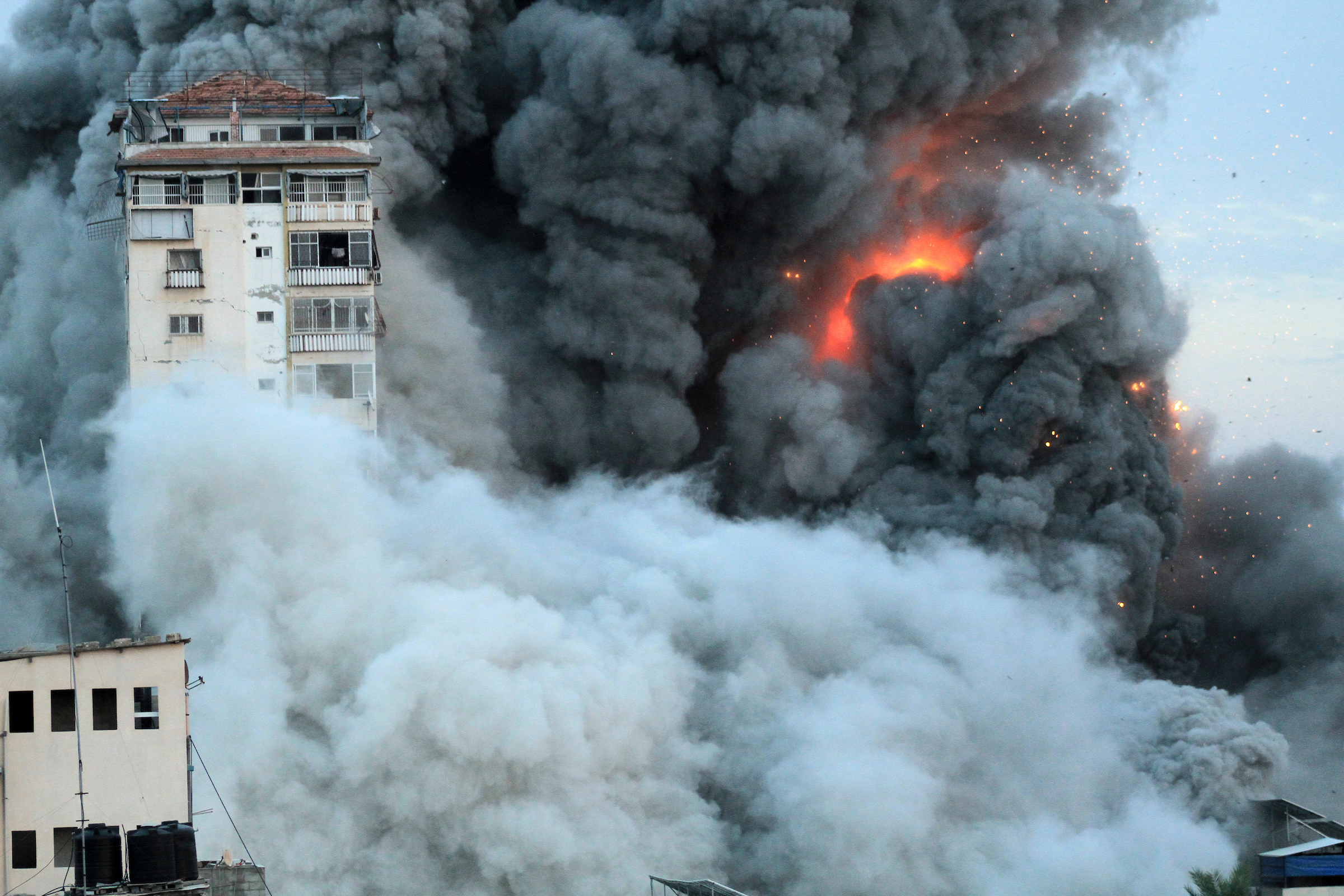
イスラエル軍によるガザ地区に対する攻撃

イスラエルによるガザの空爆は集団的懲罰にあたり戦争犯罪であると批判されている。
イスラエルからの空爆は、1日で6000発の爆弾の投下が行われ、10月16日までに、空爆によって700人以上の子どもを含む2750人が死亡し、10000人近くが負傷した。同日には、空爆によって、消防や捜索救助などの緊急対応サービスを担当するパレスチナ民間防衛（PCD）の本部が破壊された。
一方でイスラエル側によるガザ地区に住む民間人への被害も確認されており、8日時点でガザの高層住宅4棟を破壊するなどの被害が確認されている。イスラエル国防相のヨアヴ・ガラントはガザ封鎖を宣言した9日、「われわれは「人間の顔をした獣」と戦っており、それにふさわしい行動をする」と述べ、特定集団を非人間化する名称で呼ぶことは「ジェノサイド（集団殺害）の兆候」であると専門家より批判された。また、ガラントがガザへの包囲を宣言し、電気、食料、水、ガスの供給ができなくなる危険性が生じた。ガザ地区内ではすでに40万人以上が水に関するインフラで被害、インターネット通信も危機的状況、唯一の発電所であるガザ発電所も燃料の枯渇が懸念され、結果的に停止した。10日、欧州連合 (EU) のボレル外交安全保障上級代表は「イスラエルは国際人道法（戦時国際法）に従って自衛権を行使しなければならない」と語り、ガザのパレスチナ住民に対する水や食料などの遮断は「国際法違反」との認識を示した。フィリップ・ラザリーニは、「ガザは水が不足しており、ガザは生命が不足している」と述べた。

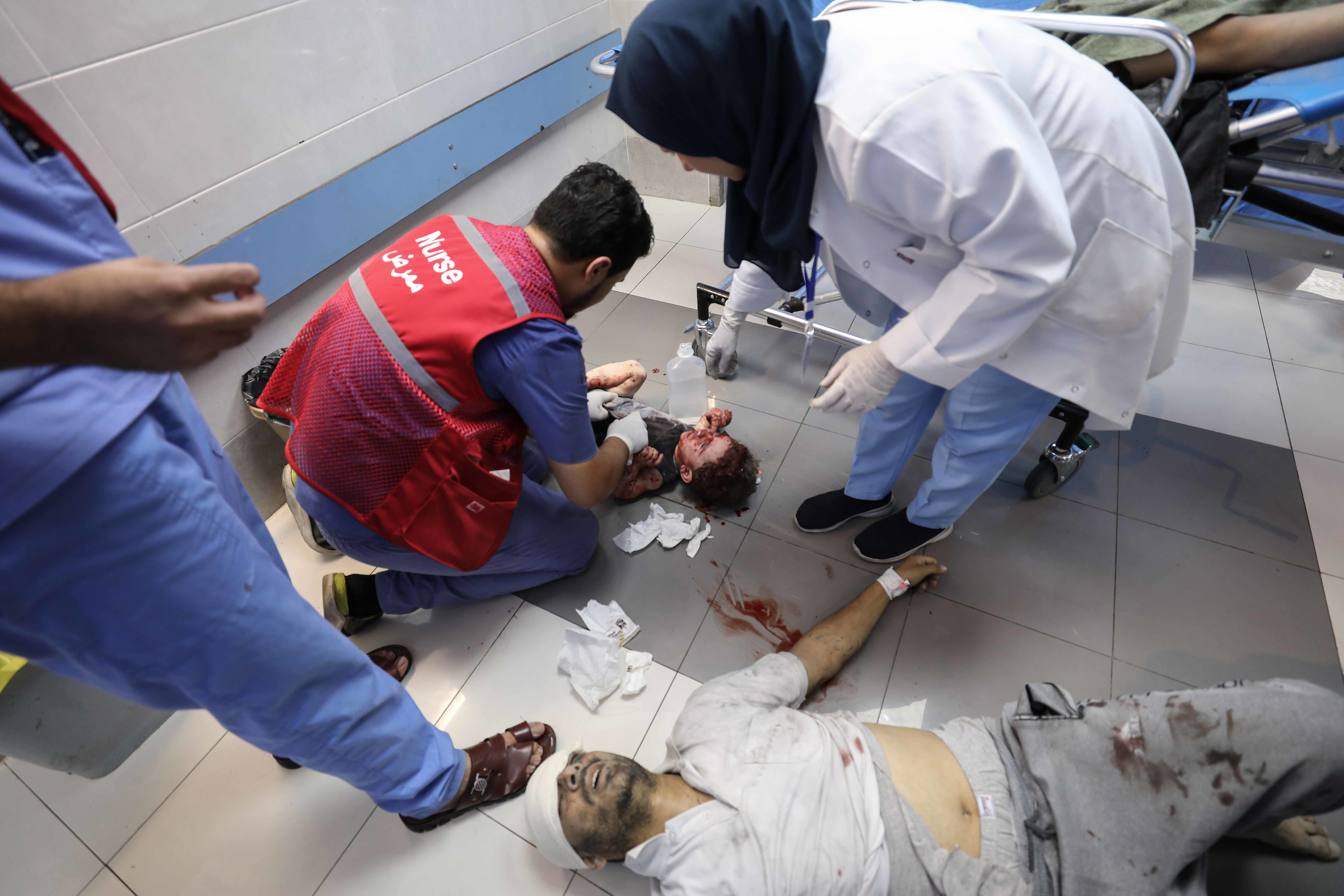
イスラエルによる空爆の後、シファ病院で治療を受ける子供と治療を待つ男性

これらに対して国際連合世界食糧計画はガザ地区への食糧供給を8倍に、国連パレスチナ難民救済事業機関によるとガザ地区の住民はこれらに恐怖を抱いていると公表した。ユニセフのキャサリン・ラッセル事務局長は「ガザ地区への電力の遮断や、食料、燃料、水の供給を止める措置は、子どもたちの命を危険にさらすことにつながりかねない。人道状況が急速に悪化する中、子どもたちやその家族がどこにいようと、人道支援に携わる人々が安全に、命を守るための活動や、物資を届けることをできるようにしなければならない。」と懸念を表明しながら支援を行うことを誓った。またガザではそもそも病院まで運ぶ道のりが空爆により危険で、そして墓地もスペースが埋まっていることなどから、アイスクリームを冷凍するためのトラックに遺体を入れる例などもあったとガザ保健当局が発表した。10月15日、イスラエルは給水再開に同意したが、対象はガザ南部のみであった。しかし、ガザの給水ポンプは電力に依存しているため、このイスラエル側の同意は、再度の給水アクセスを保証するものではなかった。イスラエルのエネルギー・水省のスポークスマンは、ガザ南部の1カ所でしか水は流れていないと述べた。しかし、ボランティアやガザ政府のスポークスマンは、水はそもそも利用できないと語っている。10月16日、エネルギー相のイスラエル・カッツは、ハーンユーニス南部近郊のブネイ・サヒラで水が利用できるようになったと主張したが、ガザ内務省の報道官エヤド・アル＝ボゾムは、ガザのどこであっても水はまだ利用できないと述べた。同日までに、ガザ住民は海水や農業用井戸の汽水を飲むようになり、水系感染症の恐れが高まった。医師や病院スタッフは水の枯渇から、点滴液を飲んだ。
また白リン弾の使用も確認されており、白リン弾の激しい燃焼力で深刻なやけど被害をもたらす危険性から人権団体より批判が集まっている。
11日には国際刑事裁判所が、パレスチナ国で行われた戦争犯罪の疑いを調査する2014年時点のマンデートが、現在の紛争にも及ぶと発表した。
ガザの数百万人に救命支援を届けるための「人道的一時停止」を求める安保理決議案がブラジルにより提出され、理事国15カ国中12カ国から「賛成」票を獲得し、ロシアと英国は棄権したが、米国は決議案の採択を阻止するために拒否権を発動した。
18日にはヨルダン川西岸のラマラ近郊でイスラエル側に抗議する意図でタイヤに火をつけようとした15歳と17歳の少年がイスラエル軍により射殺された。
30日にはトルコ・パレスチナ友好病院が空爆の被害にあい、11月1日、トルコ・パレスチナ友好病院の院長は、ガザで唯一のがん専門病院が発電機の燃料切れで「完全に機能停止」していると述べた。また、ガザ保健省は、アル・ヘロウ国際病院の産科病棟がイスラエル軍の爆撃を受けたと発表した。11月2日、インドネシア病院は主発電機が稼働しなくなったと発表した。ガザ厚労省前述のトルコ・パレスチナ友好病院の爆撃の影響で11月3日時点で12人のガン患者が死亡したと発表した。同省は、800人の重傷患者が治療を受けるためにガザを離れる必要があると述べ、医療システムの崩壊により、過去数日間に多くの重傷患者が死亡したと指摘した。アル・シファ病院前の医療車列がイスラエル軍の無人機ミサイルによって破壊された。アル・クッズ病院とインドネシア病院も攻撃を受けた。11月4日、カマル・アドワン病院の発電機が停止した。またアル・ナセル小児病院の入り口がイスラエルの空爆を受けた。2024年でも同様の被害は続き、12月27日にはガザ北部唯一の病院カマル・アドワン病院が空爆により炎上する事態となった。
12月5日、ニューヨーク大学のロバート・ジャクソン・ジュニア教授とコロンビア大学のジョシュア・ミッツ教授は、10月7日の奇襲攻撃に先立ち株式に大幅な空売りが出ていたと報告している。報告書で、米金融取引業規制機構（FINRA）のデータに基づき、MSCIイスラエル上場投信（ETF）の空売りが10月2日に「突然、大幅に」急増したことを挙げ、「奇襲攻撃の数日前から、一部のトレーダーは来るべき出来事を予期していた可能性がある」と指摘。奇襲攻撃の直前にテルアビブ証券取引所 (TASE) でイスラエル証券の空売りが急増したことにも言及した。教授らは「私たちの調査結果は、今後の攻撃について情報を得たトレーダーがこれらの悲劇的な出来事から利益を得たことを示唆しており、これまでの文献と一致して、この種の取引は米国および国際的な情報提供取引に対する法的禁止の執行の隙間で行われていることを示しています。」と声明を出した。
国連人道問題調整事務所はガザ北部の包囲地域を対象に支援行動を何度も画策しているが、イスラエルの拒否や妨害によって支援は届かぬままとなっている。またそれによる物資の減少により2025年1月時点で戦闘開始以降、ガザの消費者物価指数は490％も上昇した。
高密度不活性金属爆薬（DIME）の使用も人道上の問題として浮上している。DIMEを搭載した爆薬により攻撃に当たった人々は治療が困難な重金属の粉末が体内に残ることとなり、手足の切断が余儀なくされる。2024年1月7日のセーブ・ザ・チルドレンによる声明時点ではガザ地区ではDIMEにより毎日平均10人以上の子供が麻酔なしで手足の切断を余儀なくされている。
2025年1月15日、イスラエルは収監されているパレスチナ人を解放することを決定した。19日、イスラエルは女性69人と10代の男性ら含む90名を釈放した。ラマッラーでは数千人の住民が出迎えて祝福していた。25日にもイスラエルも殺人などで終身刑を受けているパレスチナ人を含む200人を釈放した。
一方で30日、イスラエルは国連パレスチナ難民救済事業機関（UNRWA）の活動を禁止する法律を施行。エルサレムにあるUNRWA事務所は閉鎖され、看板はスプレーで落書きされていた。清田明宏局長は31日、「われわれのほうからサービスをとめることは絶対にしない。さまざまな支援機関と協力し、ガザの人々に必要な人道支援物資を届けたい」と日本放送協会のインタビューに答えた。
最終的に停戦計画は、42日間でハマース側が人質33人を解放し、イスラエルは収容中のパレスチナ人約2000人を釈放する結果に終わった。一方で第2段階とされていたフェーズは、イスラエル軍の完全撤退や、残る人質全員の解放が予定されていたが、その進め方を巡って意見の隔たりが埋まらず、対立が深まった。
第1段階を4月20日ごろまで延長する米国の停戦案をイスラエルは受け入れたものの、ハマースは難色を示した。トランプ米大統領は、人質が解放されなければ「地獄の代償」を払うことになると圧力をかけていた。
国連等による救済活動が制限・禁止され、それまで数百か所で行われていた食糧配給などの救済活動は困難となった。そこでガザ人道財団なる米国・イスラエルが支援する民間組織が突如現れ、ここが食糧配給を担うことになったが、この団体は、米国デラウエア州にペーパー上の登記を置くもののそこには誰もいない状態で組織実態も不分明なまま、パレスチナを米国の管理下に置くべきだとの主張に賛同してきたキリスト教福音派指導者の米国人牧師が代表につくことになった。それまでガザ地区200万人を対象に数百ともいわれる箇所で行われていた配給をわずか4か所（内3か所は南部に集中）で行うことになり、無理があり過ぎる、住民を南部に強制移住させるためのものといった非難が集中、果たして、混乱による騒動を理由に銃撃、射殺事件がほぼ毎日のように続発、また、水も燃料もろくに確保できず調理できる見込みのないパスタや生米をわざわざ配っていることから死の罠だとの批判も生じている。イスラエル政府側は事実上の配給制限となる、この限定的な処置について、ハマース側が食料を奪うためと正当化していたが、実際にはこれら略取はハマースの対立組織が行っていたことが野党側から暴露され、結局ネタニヤフ側はこれを敵の敵に対する支援だとして合理化するに至っている。6月27日、イスラエル紙ハーレツは、配給所警備にあたっていたイスラエル軍兵らが脅威も感じなかったが上官等の命令によって逃げるだけの者も含め撃ったとの証言を報じている。

## 戦争犯罪
ハマースとイスラエルは両方とも、戦争中の行為に基づいて、ジェノサイド（集団殺害）またはジェノサイド行為、およびその他のいくつかの戦争犯罪で告発されている。
国際刑事裁判所 (ICC) は10月10日に声明を発表し、2014年6月以来パレスチナ国で犯された戦争犯罪容疑を捜査するという同裁判所の任務が現在の紛争にも及ぶことを確認した。10月12日、ICC主任検察官カリム・カーンは、REUTERSのインタビューで、「イスラエルはICCに加盟していないが(パレスチナは2015年からICCに加盟しているため)、ICCはパレスチナで行われた行為とパレスチナ人のイスラエルでの行為について管轄権を持つ」と話した
。また、カーン検察官は10月29日にラファ検問所を訪問し、「ICCはイスラエルでの出来事やパレスチナ国民も犯罪を犯したという疑惑」を含め、「パレスチナの状況を独自に調査している」と述べた。10月10日に、国際連合人権理事会が設置している東エルサレムを含む被占領パレスチナ領域とイスラエルに関する独立国際調査委員会は、「イスラエルとガザにおける最近の暴力の急増について、戦争犯罪が行われた可能性がある明確な証拠があり、国際法に違反し民間人を標的にしたすべての者は、その責任を負わなければいけない」と述べた。
2024年5月20日、ICCのカリム・カーン主任検察官は、戦争犯罪や人道に対する犯罪の容疑で、イスラエル首相のベンヤミン・ネタニヤフ、同国国防大臣のヨアヴ・ガラント、ハマスの政治局長のイスマーイール・ハニーヤ、ハマスの軍事部門トップのムハンマド・アル＝マスリー(通称ムハンマド・デイフ)、ハマスのガザ地区指導者のヤヒヤ・シンワルについて、ICCに逮捕状の発行を請求した。
逮捕状請求の対象となったネタニヤフはハマースの指導者と同列に扱われたことに対し激怒し「民主的なイスラエルとハマスという大量殺戮者を（ICCの本部がある）ハーグの検察官が比較することを、嫌悪感をもって拒否する」と強く反発した。またイスラエルを支持するアメリカ・イギリス・ドイツもこの決定を批判し、アメリカのジョー・バイデン大統領は「今起きていることはジェノサイド（集団殺害）ではない。イスラエルとハマスは決して同じではない」とICCを批判。また、同国のアントニー・ブリンケン国務長官は、ICCに対して制裁を検討する姿勢を見せた。一方でフランス・スペインは司法機関としてのICCの「独立性」を支持する声明を出している。
ハマースも「被害者と死刑執行人を同等に扱おうとすることを強く非難する」と声明を発表し反発した。
一方カーン主任検察官は声明で「国際法はすべての人に適用される。歩兵も司令官も政治家も罰を免れることはできない」と、法の適用は平等であるという法の原則を述べた。

### 2023年ハマスによるイスラエル攻撃
ジェノサイドの告発
国際法とジェノサイド研究の何人かの専門家は、ハマスの襲撃をジェノサイドと特徴づけた。法律およびジェノサイドの専門家は、イスラエル民間人695人を含む1,139人が死亡したこの攻撃を非難した。彼らは、ハマースによるこれらの行動は重大な国際法違反であり、イスラエル国家集団を破壊する目的で行われたと主張している。 一部の評論家は、イスラエルの破壊を求めるハマースの設立憲章を強調している。このため、その意図はジェノサイドであり、10月7日の攻撃はこの目的を達成するための試みであったという示唆につながっている。
イスラエルでのハマスの攻撃を非難する10月12日の予備的な法的評価の中で、国際人道法学者でコーネル大学ロースクールの学部長であるジェンス・デイビッド・オーリンは、ハマースの「殺害と誘拐」が国際刑事裁判所に関するローマ規程第6条から第8条およびローマ規定第6条から第8条に違反する可能性を示唆する証拠があると述べた。ジェノサイド条約に違反し、「人道に対する罪」でもあると主張した。100人以上の国際学者がこの立場への支持を表明した。
性的およびジェンダーに基づく暴力
10月7日のハマスによるイスラエル人コミュニティへの攻撃では、イスラエル人の女性と少女がハマースの武装勢力によって強姦、暴行、切断されたと伝えられているが、ハマースはこの主張を否定している。『ウォール・ストリート・ジャーナル』紙は、攻撃後の数カ月間に「生存者の証言、初期対応者、目撃者に基づいて性暴力の証拠が増えている」と12月21日に報じた。2023年12月下旬に発表された『ニューヨーク・タイムズ』紙の独自調査では、イスラエル人の女性と少女に対する性的暴行と切断が少なくとも7か所で行われたとしてその調査はビデオ映像、写真、携帯電話のGPSデータ、150人以上へのインタビューに基づき、同紙の調査ではハマースが攻撃中に「性暴力を武器にした」と結論づけた。
ただしこの特定の『ニューヨーク・タイムズ』の記事に対しては、当時イスラエル軍関係者がハマスによる性暴力を主張しながら報道陣に向けて写真や医療記録を証拠として提供していなかった事などから、社内及び外部から記事の情報源や編集過程の信頼性においては批判や深い懸念が寄せられており、全米でジャーナリズムの教鞭を執る50人以上の教授たちは、「直ちにジャーナリズムの専門家グループに委託して、この記事の報道、編集、出版の過程を徹底的かつ完全に独立した検証を実施し、その結果の報告書を発表する」よう同紙に要求する手紙に署名した。
解放された人質の中には、ガザ拘束中に性暴力を受けたと証言した人もいた一方、ハマスが自分に性暴力を加える事を拒否したと主張する若い女性人質もいた。同人物はただし彼等は【感情的レイプ】を行ったと発言した。
イスラム教の戒律において男性は女性に触れることを厳しく制限されており、ある人質になった母娘はこの点に言及してハマスは自分たちに直接触れようとはしなかった事、また『女性（自分たち）は彼等にとって女神である』とインタビューで証言した。
ハマスはこれまでに性的暴行を否定し、告発に対する公平な国際調査を求めた。2024年1月に国連専門家アリス・ジル・エドワーズとモリス・ティドボール・ビンズは声明の中で、性暴力行為は戦争犯罪に相当し、「人道に対する罪にも該当する可能性がある」と述べた。
イスラエルは国際女性権利団体や人権団体が暴行を軽視していると非難した。

### ガザでのイスラエルの作戦
#南アフリカによる、国際司法裁判所へのイスラエル提訴も参照

## 影響
CNNによるとX（旧Twitter）などにおいてゲームの映像やシリア内戦の映像「ファウダ －報復の連鎖－」のシーンなどを当戦争の映像としたりするなどといった偽情報が回っている。問題の投稿の多くはコミュニティノート機能により訂正を受けているが、偽情報の拡散に歯止めがかからない状況が続いている。これに対してEUはEU内の法を適応しようとしたことから、各インターネットシステムを運営する企業は対応を行った。また、イラン・イスラム共和国放送によるハマースによるイスラエル司令官の捕獲の報道の映像も、2023年ナゴルノ・カラバフ衝突の際の映像を流したことが判明した。
日本への影響としては中東リスクが再燃していることから、原油価格の高止まりによる貿易収支の悪化により戦争以前より続いていた円安の長期化は避けられないと思われている。
エジプトでもアレクサンドリアで警官がイスラエル人観光客向けのバスに発砲し、イスラエル人2人とエジプト人1人が死亡、13日には中国の首都北京でイスラエル大使館職員が刺され負傷、同日フランスにおいても北部にある高校で教師が刺殺、パリ東部の高校では男が刃物を持って校内に入ろうとする等、当戦争が関係していると思われる事件が相次いだ
。
ブルガリア、スペイン、ポーランド、タイはイスラエルに居住する各邦人らを退避させた。一方イギリスは退避させなかったため、外務・英連邦・開発省には非難が集まった。
イスラエルではタマルガス田の閉鎖が行われた。
10月9日にはニューヨーク・マーカンタイル取引所 (NYMEX) の原油先物相場が1バレル=86.06ドルにまで急伸した。また同日、エヌビディアがイスラエルのテルアビブで15・16日に開催を予定していた「AIサミット」を、「参加者の安全が最優先事項であり、これが最善の行動だと信じている」として中止したと発表した。
10月10日にイスラエルの主要産業の一つでありGDPの5分の1を占めるハイテクノロジー産業は、それまでの混乱による停滞が徐々に回復してくると思われてきたが本戦争により回復が頓挫した。アワークラウドのジョン・メドベド最高経営責任者（CEO）は「海外からの投資は今後数週間から数カ月間、特に衝突が続く限り、鈍化するだろう」と分析している。
イスラエル国内や国際法上のパレスチナ領であるユダヤ人入植地には、パレスチナ人出稼ぎ労働者がヨルダン川西岸地区から約16万人、ガザ地区から約1万8千人入域を認められていた。出稼ぎの収入は、パレスチナ国内の10倍にもなった。ネタニヤフ首相は以前、非公式にパレスチナのアッバース政権の弱体化を図るためにハマースを利用すると発言しており、ガザ地区からの就労枠拡大もその一環と指摘されていた。開戦後、ガザ地区からの就労許可は全て取り消され、数千人がガザ地区に強制送還された。またパレスチナ政府高官によると、約5000人がイスラエル当局に拘束され、約4950人が西岸地区に逃れたという。ILOによると、ヨルダン川西岸地区からイスラエルや入植地への検問所も閉鎖された。このため、ヨルダン川西岸地区の16万人の出稼ぎ労働者も、すでに失業したか、その瀬戸際に立たされているという。イスラエル企業は、パレスチナ人に代わってインドやスリランカなどの出稼ぎ労働者の受入拡大を政府に要望している。イスラエル建設業協会（ACB）のシェイ・パウズナー副理事長によると、パレスチナ人労働者の穴埋めとして、6万人の外国人出稼ぎ労働者の受入を政府に要望したという。
事件以前からヨルダン川西岸地区では、パレスチナ人住民の土地を奪うことを狙って、国際法に反して入植するユダヤ人の武装グループやイスラエル軍による襲撃・テロが頻発していたが、この事件による開戦後、これがいっそう加速・増加し、横行している。
英国放送協会（BBC）は戦争発生以来、ハマース側のみをテロリストと呼称することは避けるため「武装組織」と表現しており、この報道姿勢に政府や英政界の与野党双方から批判の声が上がっている。これに対しBBCの国際報道の責任者を務めるジョン・シンプソンは「誰かをテロリストと呼ぶのは、片方の側に立つことであり、状況を公平・中立に報じないことになる」とXで反論。「わめき散らさず、視聴者に事実を提示すること」がBBCの仕事だと述べている。
アメリカ合衆国議会上院商業科学運輸委員会の共和党議員らは20日にX、Meta、TikTok、GoogleのIT4社に対して本戦争に関するSNS上の情報を保全するよう求めた。残虐な内容の投稿の削除には理解を示した上で、戦争犯罪の捜査や報道、情報機関による分析などの目的に限ってアクセスを維持する方策が必要だと指摘し、加えて「歴史の記録」として、情報を保存する必要性も訴えた。
戦争中、主要なソーシャルメディア・プラットフォームであるFacebook、Instagram、YouTube、TikTokが、戦争中に親パレスチナの投稿を検閲したり、リーチを制限したりしていると非難されているときもあった。ユーザーは、「FreePalestine」や「IStandWithPalestine」のような特定のキーワードやハッシュタグを使用すると、コンテンツが非表示になったり、そのリーチが減少したりするシャドウバンニングなどの慣行を主張している。

### 紅海危機
本戦争の影響で、イランやハマース側に付くフーシ派が、イエメンのフーシ派支配地域から、紅海付近で多くの船舶に対する攻撃を行い、多くの影響が出ている。
またイスラエル船舶だけでなく民間船への攻撃も相次いでいることから、スエズ運河を通る海運ルートに大幅な支障をもたらしており、スエズ運河では、フーシ派の行動により85％の活動低下が見られ、多くの船舶が多くの費用が掛かる喜望峰ルートを取らざるを得なくなった。
これらに対抗しアメリカやEUを中心とする多くの国家が艦船を派遣し、軍事的な攻撃なども行っている（繁栄の守護者作戦、アスピデス作戦）。

### 2023年イスラエルとヒズボラの紛争
2023年10月8日、ハマースを支援する目的でヒズボラがロケット弾などによる攻撃を行った。翌日にはイスラエル国防軍による報復攻撃が行われた。それ以降、ヒズボラとイスラエル間の戦闘は激化し、死者も多数出る紛争となっている。特にヒズボラでは数百人以上の死者が出ている。

### レバノン侵攻 (2024年)
2024年9月17日–18日にかけてレバノンでヒズボラが使用していたポケベルが各地で爆発。42人がこの爆発で死亡しヒズボラは大きな損害を受けた。その後イスラエル軍はレバノン各地の空爆を開始し、9月27日にはヒズボラ指導者ハサン・ナスララが殺害された。10月1日にはイスラエル軍がレバノンへの地上侵攻を開始。現在も戦闘は継続している。

## 交渉
ロイター通信は10月9日、カタールがイスラエルとハマース間で、イスラエルが36人のパレスチナ人女性と子どもを解放する代わりに、ハマースにイスラエル人女性の人質を解放するという交渉を仲介していると報じた。
AP通信によるエジプト政府関係者への取材によると、イスラエルはハマースに拘束されている人質の安全を確保するためにエジプトに援助を求め、エジプト諜報部長は情報を求めるためにハマースとイスラーム聖戦に接触したという。エジプト当局が、ハマースに捕らえられたイスラエル人女性と引き換えに、イスラエルの刑務所に収容されているパレスチナ人女性の釈放を仲介していることが同じくAP通信により報道された。
またスナクは10月19日にサウジアラビアに仲介役を求めた。
BBCは20日、ハマースが、拘束している人質を解放する代わりに即時停戦を求める交渉を提出したことを発表した。一方イスラエル側はこれに合意していない。これに対しBBCは「人質がイスラエル軍の指揮官にとって　地上侵攻の計画を複雑にする要因となっている」とし、「人質の解放が交渉で実現できれば、一人ひとりが生きて帰れる可能性が高くなることは明らかだ」と述べている。
2024年4月27日には、ハマスがパレスチナ自治区ガザでの戦闘休止に関してイスラエル側の条件を受けたと声明を出し、米メディアはイスラエルがハマスに対してラファ攻撃前の最後のチャンスだと伝えたとしている。
2025年1月15日、ハマースは33人の人質を解放し、イスラエルは収監されているパレスチナ人を解放することを決定した。25日にはハマースは4人の人質を解放、イスラエルは200人を解放した。
30日、ハマースはイスラエル人3人のほかタイ人5人の人質計8人を解放した。タイ外務省のニコーンデジ報道官はこれに対して謝意を示した。

## 死傷者

### 双方の死傷者
双方の死傷者数は、第三者に拠る検証を経ていないものも含まれる。

#### 2023年
イスラエル側では11月5日時点で約1400人の死亡が確認されており、内828人の民間人、31人の子供、ホロコースト生存者や女性をも含むとした。後日数値が修正されている。
キブツ・ベエリやレイム、ガザ地区近隣のイスラエル南部各地にいた民間人が虐殺・拷問・凌辱・拉致・部位の切断および首切りなどをされ、焼死体も見つかっており、2023年10月7日は「イスラエル史上最悪な日」「ユダヤ人にとってのホロコースト以来の惨状」と言われている。上記のテロ行為は生配信され、映像として残っている。
242人が拉致され、その内民間人が大半を占め、約30人の子供（生後10ヶ月から18歳まで）や女性、高齢者なども含む。
2023年11月2日時点で双方の負傷者は5,400人以上と推定されていたが、この時点では国連の確認は取れていなかった。
パレスチナ側では、ガザ地区10,022人の死者が、ヨルダン川西岸地区でも144人の死亡が確認されている。ガザ地区内の8,005人の内2,704人が子供であることが判明している。
ガザ地区内の負傷者は12,500人以上と推定されており、ガザ地区の全住宅のうち少なくとも30％が、イスラエルの爆撃によって破壊されたか（12,845戸）、住めなくなったか（9,055戸）、軽微な損傷を受けた（121,000戸）。
11月10日、イスラエル政府は死者の数を「約1,200人」と下方修正した。同政府は下方修正の理由については当初言及しなかったが、後に焼死体の身元特定において誤りがあったと国連の検証の末に説明した。
23日時点で国連人口基金（UNFPA）は、ガザ地区では現在、約5万人の女性が妊娠中と推定され、1日あたり約160人が出産を予定しているものの、安全に出産するための環境が整っていないと指摘、また国連人道問題調整事務所（OCHA）の22日の発表によると、シファ病院は治療の対応が可能とされる基準の7倍以上となる、およそ5,000人の治療の対応を強いられているほか、4万5000人の住民が安全な場所を確保するため、病院とその周辺に身を寄せているということである。
23日時点でロイターの報道によるとガザ北部の病院だけでも新生児集中治療室に55人の新生児がいるということも判明した。
12月4日、ザ・タイムズ・オブ・イスラエル紙が、イスラエル政府が把握している死者合計は1,151人と報じ、但し未だ身元が特定されていない遺体の一部分が多数あるため、今後増える可能性を示した。この際同政府は「民間人」という言葉は使わず、「軍人」と「非軍人」のカテゴリーで集計し、軍人には非番のイスラエル軍兵を含むとしたが、予備役も含まれているのかの言及はなかった。
12月15日、フランス通信社は、イスラエル政府の社会保障局がウェブサイトに掲載している身元確認済みの被害者一人一人の名前、所属、死亡原因を含む訃報情報を集計し、死者は1,139人と報道した。同通信社は、「治安要員」と「民間人」のカテゴリーで集計し、「治安要員」にはイスラエル国防軍兵士、イスラエル総保安庁〈シンベト〉要員、警察職員とした。非番の治安要員をどちらに含めているかの言及はなかった。
2023年12月29日の時点で、ガザ保健省当局は「パレスチナ国の死亡者が2万1507人に達した」と発表している。

#### 2024年

##### 2月
2024年2月1日、フランス通信社は、社会保障局、イスラエル国防軍、イスラエル総保安庁、イスラエル警察、イスラエル首相府など複数当局の情報を相互参照し再集計を行い、前年10月7日のパレスチナ武装組織攻撃に起因する死亡者数が1,163人と集計したというニュースを配信した。この数字には、10月7日に人質として連れ去られ、その後死亡が確認された被害者の数を含んでいるとし、内訳は民間人767人、治安組織要員376人、人質20人とした。人質死亡者が、民間人なのか治安組織要員なのかの内訳は報道に含まれていなかった。治安組織要員は、イスラエル軍兵士、イスラエル総保安庁〈シンベト〉要員、及びイスラエル警察職員とした。予備役や非番の治安要員や民間武装治安要員をどちらに含めているかの言及はなかった。
2024年2月27日の時点で、ガザ保健省は「パレスチナ国の死亡者が2万9878人に達した」と発表している。
2024年2月29日、ガザ保健省はガザでの死者が3万人を超えたと発表した。

##### 3月
2024年3月20日までに、ガザ地区の保健当局は死者数が3万1819人にのぼると発表している。

##### 4月
2024年4月1日までに、ガザ地区の保健当局は死者数が3万2705人にのぼると発表している。
2024年4月7日までに、ガザ地区の保健当局は死者数が3万3137人にのぼると発表している。
2024年4月17日までに、ガザ地区の保健当局は死者数が3万3843人にのぼると発表している。

##### 5月
2024年5月5日までに、ガザ地区の保健当局は死者数が3万4654人にのぼると発表している。
2024年5月8日、国連は、ガザ地区の全体の死者数に変化はないが、その内訳を修正した。情報に不完全な部分があったため修正が必要だったと説明し、これにより死者数のうち女性と子供が占める割合は69％から52％と下方修正された。
2024年5月11日、ガザの民生防衛当局は、装備品不足で遺体収拾作業がままならないこと、破壊された瓦礫の下に埋もれたままの遺体が推定で10,000体あることをCNNの取材に示した。
2024年5月12日、ガザ保健省は、死者数は35,034人で、負傷者数は78,755人にのぼると発表した。
2024年5月14日、先日国連が死者数の内訳を修正した事に対し、世界保健機関 (WHO) のクリスチャン・リンドマイヤー報道官は「紛争において死者数が変化するのは普通のこと」と述べ、国連の統計の元となるガザ保健省の「データには何の問題もない」とした。国連は戦争研究の専門家であるエリカ・チャーターズ教授は、戦時中に犠牲者数を正確に記録することの困難さを指摘し、イスラエルが2023年10月7日の奇襲攻撃による総死者数を、約一か月後の11月10日に約1400人から約1200人へ下方修正発表をしたことを例をとしてあげた。一方、イスラエルの外務大臣であるイスラエル・カッツは、国連は「テロ組織の偽データ」に頼っていると対外的には非難したが、イスラエル国防軍は、ガザ保健省の死者数統計を監視し、概ね信頼できると判断し、同軍内の諜報ブリーフィングにはガザ保健省の死者数が使用されており、イスラエルによるジョー・バイデン大統領への状況説明にも、同保健省の数字を元に行われている他、NATOの諜報ブリーフィングもガザ保健省の死者数を使用している。
2024年5月31日、ガザ保健省は36,284人が死亡し、82,057人が負傷したと発表した。

##### 6月
2024年6月4日、国連人権高等弁務官事務所 (OHCHR) は、10月7日以来ヨルダン川西岸地区で、イスラエル治安部隊とユダヤ人入植者によって500人以上（506件、うち子供148件）のパレスチナ人が殺害されたと発表した 。2023年は10月7日以前でも、記録的な数でパレスチナ人が殺害されており、それが10月7日以降拍車がかかり、殺害者数が著しく増加した。10月7日以降において、西岸地区においてパレスチナ人によって殺害されたイスラエル人は24人で、パレスチナ側が戦闘行為を起こしていない場合も攻撃を行っているとし、イスラエルは「不必要で不釣り合い」な武力を行使し、さらには負傷者への医療提供も組織的に遅延しているとし、ヴォルカー・ターク人権高等弁務官は、同国の国際人権法への一貫した違反が示されたと指摘し、そのような行いは直ちに停止するよう訴えた。

##### 7月
2024年7月27日までに、ガザ地区の保健当局は死者数が3万9175人にのぼると発表している。

##### 8月
2024年8月7日までに、ガザ地区の保健当局は死者数が3万9653人にのぼると発表している。
2024年8月15日までに、ガザ地区の保健当局は死者数が4万0005人にのぼると発表している。

##### 9月
2024年9月8日までに、ガザ地区の保健当局は死者数が4万0972人にのぼると発表している。

##### 10月
2024年10月5日までに、ガザ地区の保健当局は死者数が4万1000人以上にのぼると発表している。
2024年10月18日までに、ガザ地区の保健当局は死者数が4万2175人にのぼると発表している。

##### 11月
2024年11月28日までに、ガザ地区の保健当局は死者数が4万2175人にのぼると発表している。

##### 12月
2024年12月17日までに、ガザ地区の保健当局は死者数が4万5028人にのぼると発表している。

#### 2025年

##### 1月
2025年1月21日までに、ガザ地区の保健当局は死者数が4万7035人にのぼると発表している。

##### 3月
2025年3月23日までに、ガザ地区の保健当局は死者数が5万21人にのぼると発表している。

##### 4月
2025年4月7日までに、ガザ地区の保健当局は死者数が5万752人にのぼると発表している。
2025年4月28日までに、ガザ地区の保健当局は死者数が5万2243人にのぼると発表している。

##### 5月
2025年5月9日までに、ガザ地区の保健当局は死者数が5万2760人にのぼると発表している。
2025年5月23日までに、ガザ地区の保健当局は死者数が5万3762人にのぼると発表している。

##### 6月
2025年6月2日までに、ガザ地区の保健当局は死者数が5万4418人にのぼると発表している。
2025年6月12日までに、ガザ地区の保健当局は死者数が5万5104人にのぼると発表している。

##### 7月
2025年7月10日までに、ガザ地区の保健当局は死者数が5万7680人にのぼると発表している。
2025年7月25日までに、ガザ地区の保健当局は死者数が5万9219人にのぼると発表している。

##### 8月
2025年8月4日までに、ガザ地区の保健当局は死者数が6万34人にのぼると発表している。

### ジャーナリストの死傷者
ジャーナリスト保護委員会 (CPJ) は2023年11月6日までに、36人のジャーナリストの死亡が確認されたとした。内訳は31人がパレスチナ人、4人がイスラエル人、1人がレバノン人であった。
また負傷者では、8人のジャーナリストが負傷し、9人が行方不明、または拘束されたことが判明している。
10日には、ハッジタワーというガザ内にあったタワーが空爆により破壊され、3名のジャーナリストが死亡する等、ジャーナリストが殺害されるような事象がいくつも発生している。
これらのジャーナリストの複数名死亡に対してジャーナリスト保護委員会は11月1日、「この地域全体にいるジャーナリストは悲痛な紛争を取材するために大きな犠牲を払っていて、特にガザにいるジャーナリストは前例のない犠牲を払い続けている。ジャーナリストは危機的な状況の中で重要な仕事をしている民間人であり、紛争当事者に狙われてはならない」と懸念を示した。
2024年5月8日時点では、ジャーナリスト保護委員会は、97人のジャーナリスト及びメディア従事者が死亡したとし、内訳はパレスチナ人92名、イスラエル人2名、レバノン人3名としている。同委員会は、プライベートで訪れ、今回のパレスチナ・イスラエル戦争報道に全く携わっていなかったイスラエル人ジャーナリスト死亡者2人を、同戦争報道に関連して死亡したジャーナリスト数集計からはずした。また、負傷者は16人で、4人のジャーナリストが行方不明となっており、25人のジャーナリストが拘束されているほか、脅迫、サイバー攻撃、検閲に遭い、そして家族も殺害されていることを報告している。これは同委員会が死者の情報を収集し始めた1992年から起算して、ジャーナリストにとって最も「致命的な」期間となっているとした。国境なき記者団も、 情報を収集する180カ国中、ジャーナリストにとってパレスチナは一番致命的に危険な地域とした。

### 外国籍保持者死傷者数
ワシントン・ポストは2023年10月11日時点で24か国の外国籍保持者たちの死傷者が確認されているとした。
| 国               | 死者 | 誘拐 | 行方不明 | Ref.                            |
| ---------------- | ---- | ---- | -------- | ------------------------------- |
| タイ             | 41   | 28   | 0        | [ 516 ] [ 517 ]                 |
| フランス         | 40   | 不明 | 8        | [ 519 ]                         |
| アメリカ         | 35   | 不明 | 13       | [ 520 ] [ 521 ] [ 522 ] [ 523 ] |
| ウクライナ       | 24   | 不明 | 8        | [ 524 ] [ 525 ] [ 526 ]         |
| ロシア           | 23   | 2    | 4        | [ 528 ]                         |
| ポルトガル       | 12   | 3    | 0        | [ 529 ] [ 530 ] [ 531 ]         |
| ネパール         | 10   | 1    | 0        | [ 532 ] [ 533 ]                 |
| イギリス         | 10   | 不明 | 10       | [ 534 ] [ 535 ] [ 536 ]         |
| アルゼンチン     | 9    | 不明 | 20       | [ 537 ]                         |
| カナダ           | 9    | 不明 | 1        | [ 519 ] [ 538 ] [ 539 ]         |
| エチオピア       | 7    | 0    | 0        | [ 540 ]                         |
| フィリピン       | 5    | 不明 | 2        | [ 541 ] [ 542 ]                 |
| チリ             | 5    | 0    | 0        | [ 543 ] [ 544 ] [ 545 ]         |
| ルーマニア       | 5    | 1    | 2        | [ 546 ] [ 547 ]                 |
| オーストリア     | 4    | 不明 | 1        | [ 548 ] [ 549 ]                 |
| 中国             | 4    | 0    | 2        | [ 519 ]                         |
| オーストラリア   | 3    | 不明 | 不明     | [ 550 ] [ 551 ]                 |
| ベラルーシ       | 3    | 不明 | 1        | [ 552 ]                         |
| ブラジル         | 3    | 不明 | 0        | [ 553 ]                         |
| トルコ           | 3    | 不明 | 不明     | [ 554 ]                         |
| コロンビア       | 2    | 不明 | 不明     | [ 555 ]                         |
| インド           | 2    | 0    | 0        | [ 556 ] [ 557 ]                 |
| パラグアイ       | 2    | 不明 | 2        | [ 558 ]                         |
| ペルー           | 2    | 不明 | 5        | [ 519 ]                         |
| 南アフリカ       | 2    | 不明 | 不明     | [ 559 ]                         |
| スペイン         | 2    | 0    | 0        | [ 560 ] [ 561 ]                 |
| アゼルバイジャン | 1    | 不明 | 不明     | [ 519 ]                         |
| カンボジア       | 1    | 0    | 0        | [ 562 ]                         |
| エストニア       | 1    | 0    | 0        | [ 563 ]                         |
| ジョージア       | 1    | 0    | 0        | [ 564 ]                         |
| ドイツ           | 1    | 5    | 不明     | [ 565 ]                         |
| ホンジュラス     | 1    | 不明 | 不明     | [ 566 ]                         |
| アイルランド     | 1    | 不明 | 不明     | [ 558 ] [ 567 ]                 |
| イタリア         | 1    | 不明 | 2        | [ 568 ] [ 569 ]                 |
| カザフスタン     | 1    | 0    | 0        | [ 570 ]                         |
| ラトビア         | 1    | 0    | 0        | [ 571 ]                         |
| リトアニア       | 1    | 0    | 0        | [ 572 ]                         |
| スリランカ       | 2    | 2    | 2        | [ 573 ] [ 574 ]                 |
| スイス           | 1    | 不明 | 不明     | [ 575 ]                         |
| デンマーク       | 0    | 1    | 0        | [ 576 ] [ 577 ]                 |
| メキシコ         | 0    | 2    | 0        | [ 558 ]                         |
| セルビア         | 0    | 1    | 0        | [ 578 ]                         |
| タンザニア       | 0    | 2    | 2        | [ 579 ]                         |
| ポーランド       | 0    | 1    | 0        | [ 580 ]                         |

## 交戦勢力および支持・支援勢力の推移

2023年パレスチナ・イスラエル戦争に対する国際社会の反応。
----
イスラエルを支持またはハマースを非難した国
中立の国
ハマースを支持またはイスラエルを非難した国
不明
----
パレスチナ
イスラエル

### イスラエル側
交戦勢力は最新版時点でイスラエル・同国国防軍のみ。

#### 支持国
イスラエル側支持国・地域。●は支援を表明した国・地域。
- 欧州連合[581][582][注釈 12]
- アメリカ合衆国●[584][585]
- イギリス●[586][585][587]
- ドイツ●[585][588]
- フランス[585]
- オーストリア[589]
- イタリア[585]
- カナダ[590]
- ウクライナ[582][591]
- エストニア[592]
- ラトビア[593]
- リトアニア[594][595]
- ブルガリア[596]
- クロアチア[597]
- スイス[582]
- ジョージア[598]
- ノルウェー[599]
- アイスランド[600]
- デンマーク[601]
- コソボ[602]
- モルドバ[603]
- キプロス[604][605]
- アルゼンチン[606] [607]
- エルサルバドル[608]
- グアテマラ[609]
- インド[610]
- 台湾[611][612]
- オーストラリア[613]
- ニュージーランド[614]
- 南スーダン[615]
- ケニア [616]
- ガーナ[617]
- コンゴ民主共和国[616]
- ザンビア[618]

### パレスチナ武装勢力側
ハマース、ヒズボラ、PIJのほか、DFLP、PFLP、ライオンの巣などの武装勢力の関与も取り沙汰されている。 

#### 支持国
パレスチナ武装組織側支持国・地域。●は支援を表明した国・地域
- イラン●[84][622]
- シリア[623][624]
- アフガニスタン[625]
- 北朝鮮[626][627][628]
- イラク[629][630][631][624]
- イエメン[616]
- カタール[632][624]
- クウェート [633]
- アルジェリア[616]
- チュニジア[616]
- キューバ[634]
- ジブチ[618]
- スーダン[635]
- リビア[636]
- 南アフリカ共和国 [637]
- マレーシア[638]
- ブルネイ[639]
- モルディブ[640][641]
- ニカラグア[616]
- モーリタニア[616]

### 中立的立場
これらの国は中立的立場を宣言している。なお、双方に自制を促した国、いずれか一方のみを非難しつつ、もう一方についても肯定的でない立場の国を含む。
- サウジアラビア[582][642][624]
- アラブ首長国連邦[643][644][645][624]
- バーレーン[646]
- エジプト[582][624]
- モロッコ[647]
- ナイジェリア[648]
- ギニアビサウ[616]
- トルコ[582]
- 中国[124][649]
- ロシア[582][650]
- ブラジル[51][651]
- ベネズエラ[652]
- 日本[注釈 13]
- パレスチナ [注釈 14]
- コロンビア [51]
- メキシコ [51]
- チリ[51][655]

## 国際社会の反応

### 国際機関
- 国際連合: 10月7日、アントニオ・グテーレス事務総長は報道官を通じて声明を出し、「市民が攻撃され、誘拐されたという報道に愕然としている」としたうえで「最も強いことばで非難する」とした。また暴力で紛争は解決できないとして、「さらなる事態の悪化を避けるためあらゆる外交努力を要請する」と強調した[656]。10月24日、グテーレス事務総長は先に大規模攻撃を仕掛けたハマスを非難しつつ、ガザ地区を封鎖するとしたイスラエルに対して国際人道法違反であると指摘した。これに対してイスラエルは猛反発し、同国の国連大使も辞任を要求した[53][657]。12月6日、グテーレスは52年ぶりとなる国連憲章第99条に基づく安保理要請を行った[658]。ただし、この決議は米国の拒否権行使により否決された（15か国中13か国賛成、1か国棄権、1か国反対）[659]。

- NATO: 10月12日、ブリュッセルで国防相会合を開き、イスラエルに対するハマースによるテロ攻撃を非難し、「イスラエルには自衛する権利がある」と述べた[660]。
- 欧州連合: フォンデアライエン欧州委員長は10月13日にイスラエルを訪問、同国のネタニヤフ首相との共同記者発表で「欧州はイスラエルと共にある」と述べ、ハマースについては「パレスチナ人の正当な願望とは何の関係もない」テロ組織だと断じ、イスラエルとの連帯を示した[661]。ディミテル・ツァンチェフ駐イスラエルEU大使は、この攻撃を非難した[662]。ブリュッセルの欧州委員会本部と欧州議会の外にはイスラエル国旗が掲げられ、欧州議会のロベルタ・メツォラ議長は10月11日、同議場でイスラエル人犠牲者を追悼し、1分間の黙祷とイスラエル国歌の斉唱を行った。10月9日、EUの共通見解を定めるために招集されたEU理事会に先立ち、オリバー・ヴァルヘイ拡大委員はX（旧Twitter）で、欧州委員会はパレスチナに対する開発援助の支払いを即時停止すると発表した[663]。10月9日の閣僚会議では、ハマースによる攻撃を非難する一方で、「市民の保護と自制、人質の解放、国際人道法に則ったガザへの食糧、水、医薬品の提供」を求める決議が採択された[664]。また、上記のようなヴァルヘイ拡大委員の発表は、スペイン、アイルランド、ベルギー、ルクセンブルクなどのいくつかのEU加盟国の外相から、そのような決定ができるのは個々の国だけだと主張され、批判された。EUはヴァルヘイの発表を訂正したものの、パレスチナへの開発資金については不正利用（軍事利用等）を防ぐために支払いを見直すと述べた[665]。
- アラブ連盟: アラブ連盟は、「イスラエルが暴力的で過激な政策を継続的に実施していることは、この地域から当面する安定のための真剣な機会を奪う時限爆弾である」と述べイスラエルを非難した[666]。

### 国家

#### 北米
- アメリカ合衆国: 10月7日、アメリカのジョー・バイデン大統領はホワイトハウスで会見し、「アメリカはイスラエルとともにある。われわれはイスラエルへの支援を惜しまない」と述べた[656]。8日にはロイド・オースティン国防長官が東地中海に対して地域の緊張の抑止を目的に原子力空母ジェラルド・R・フォードを中核とする第12空母打撃群、ドワイト・D・アイゼンハワーを中核とする第2空母打撃群、バターン強襲揚陸艦を中核とする遠征打撃群を派遣することを決定した[113][114]。一方、ハマースの攻撃によりアメリカ人9人が死亡した。アントニー・ブリンケン国務長官が12日にイスラエルを訪問し、「アメリカは常にイスラエルの側にいる」と述べた。その後、パレスチナを含む中東諸国も歴訪した[667]。19日にはバイデン大統領も訪問し、改めてイスラエル支持を表明したほか、人道支援のための国境検問所開放で合意した[668]。停戦を求める安保理決議や国連総会決議においては必ず反対票を投じ、拒否権を行使している[669][670]。しかし、国際世論の圧力が高まると停戦を働きかけ、11月後半の一時停戦を仲介した[671]。戦闘が再開して再び批判が高まると、「無差別的な爆撃によってイスラエルは世界で支持を失いつつある」と苦言を呈した[672]。
- カナダ: カナダのジャスティン・トルドー首相は「カナダはイスラエルに対するこのテロ攻撃を強く非難する」と述べ、この暴力を「絶対に容認できない」とした。トルドー首相はさらにカナダはイスラエルとともに立ち、「自国を防衛する権利」を全面的に支持すると付け加えた[673]。その後、トルドー首相は声明を発表し、「ハマースがパレスチナの人々や彼らの真っ当な願いを代表しているわけではない」として、「カナダはイスラエルとパレスチナの人々とともに、平和で安全に、尊厳をもって、恐怖を感じることなく生活する権利において、断固として立ち上がる」とした[674]。一方で、イスラエルによる過度な反撃への批判が国際世論で高まると11月14日にはハマスへの批判もしながら、「世界は女性や子ども、乳児の殺害を目撃している。これを終わらせなければならない」と述べた[675]。国連総会の停戦要請決議においても、当初は棄権していたが、12月12日の決議では賛成に回った[676]。

#### カリブ海地域
- アンティグア・バーブーダ: 政府は声明を発表し、ハマースの攻撃を非難するとともに、犠牲者の家族に哀悼の意を表した[677]。
- バハマ: フレッド・ミッチェル外相は、「ハマースとイスラエル間の戦闘停止」を求めた[678]。
- キューバ: 外務省は被占領パレスチナ地域での暴力度が高まっていることに深刻な懸念を表明し、この事態のエスカレートはパレスチナ人の基本的権利が75年間にわたって侵害され続けてきた結果であり、 「イスラエル」 の攻撃的で拡大主義的な政策課題でもあると強調した[679]。

#### 中米
- ベリーズ: イーモン・コートネイ外相はエスカレーションをしないよう呼びかけ、東エルサレムを首都とするパレスチナの国家化を求めた[677]。
- コスタリカ: 外務省は今回の攻撃を「テロ」として非難し、イスラエルとの連帯を表明した[680]。
- メキシコ: メキシコのロペス・オブラドール大統領は「紛争で片方の肩だけを持たない」としながら中立の立場を明らかにした[51]。これに対してメキシコのバルセナ外相は「はっきりさせておこう。メキシコはいかなるニュアンスもなく平和と対話、民間人保護を擁護する」としながら大統領を擁護した[51]。

#### 南米
- アルゼンチン: アルゼンチンのアルベルト・フェルナンデス大統領は、イスラエルに対する攻撃を「残忍なテロ攻撃」として非難し[681]、アルゼンチンの外務省も攻撃を「イスラエル領土に対するハマースのテロ行為」として遺憾に思うと述べ、さらにイスラエル国民との連帯を表明し、被害を受けた人々に哀悼の意を表した[682]。フェルナンデス大統領はその後、ソーシャルメディア上でイスラエルのイツハク・ヘルツォグ大統領と電話会談を行い、その際にアルゼンチンの「ハマスによる非道なテロ攻撃に対する精力的な否認と非難する」という方針をヘルツォグ大統領に伝えたと述べた[683]。
- ボリビア: 政府はこの状況に「深い懸念」を表明し、「国連と安全保障理事会の不作為」を批判した[684]。イスラエルによるガザ地区への攻撃激化による住民支障を受けて、10月31日、イスラエルと国交がある各国のうちでは初めて、断交を表明した[685]。
- ブラジル: 外務省は国連安全保障理事会の議長国として、ブラジルは同理事会の緊急会合を招集し事態の沈静化を図ると述べた[686]。政府はハマースによるイスラエルへの攻撃を非難し、イスラエル国民に哀悼の意を表明した[687]。ブラジルはまた、相互に合意した国境に基づく二国家解決策を支持した[686]。2月、ブラジルのルーラ大統領は「ガザでパレスチナの人々に起きていることは歴史上、例のないことだ。ただ、ヒトラーがユダヤ人殺害を決めたときには存在した」と述べ、ガザへの攻撃は「ジェノサイド」だとも非難した。これにイスラエルは猛反発し、ネタニヤフ以首相は即座に18日、「イスラエルとナチスを比較するのはレッドライン（越えてはならない一線）を越えている。」と批判した[688]。
- チリ: チリのガブリエル・ボリッチ大統領も、ソーシャルメディアに「我々はハマスの残酷な攻撃、殺人、拉致を糾弾します」とし「また、ガザ地区でイスラエルが民間人に対して無差別的な攻撃を行ったことと、国際法に違反して数十年間パレスチナ領土を不法に占領したことも問い質したい」と話した[51]。
- コロンビア: 10月13日、コロンビアのグスタボ・ペトロ大統領は特にガザ地区に対する包囲攻撃と全面封鎖を命じたイスラエルのガラント国防長官に関する記事を掲示した後、「これはナチスがユダヤ人に対して言ったことと同じだ」と指摘[51]した。また「民主主義市民はナチズムが国際政治舞台に再び登場することを許すことはできない」とし「（ガラント長官のように）憎しみ発言が続くなら、ホロコーストだけをもたらしてしまう」と主張した[51]。イスラエルへの最大石炭供給国であるコロンビアは、2024年6月8日には「イスラエルがジェノサイドを止めるまで」同国への石炭輸出を停止するとペトロ大統領は表明した[689]。
- ウルグアイ: ウルグアイ政府は10月14日、イスラエルから90人のウルグアイ人を避難させるためウルグアイ空軍のC-130ハーキュリーズ輸送機を派遣した。空軍機は避難民を乗せてテルアビブを出発し、乗り継ぎ便のためにマドリードへ輸送した[690]。イスラエルには22,000人のウルグアイ国民が住んでおり、政府はより多くのウルグアイ人が国外への援助を要請しているため将来的に別の避難フライトが手配される可能性があると述べた[691]。ウルグアイのルイス・ラカジェ・ポー大統領もハマースの攻撃を強く非難し、「イスラエル国民に対する暴力の即時停止」を求めた[692][693]。外務省は声明を発表し、政府とウルグアイ国民が 「イスラエルとその国民に対して行われているテロ行為に最大の遺憾の意を表明する」と表明しているとし、テロの拒否とイスラエルの安全保障へのコミットメントを強調した[694][695]。

#### ヨーロッパ
- オーストリア: オーストリアのアレクサンダー・シャレンベルク外務大臣はハマースの攻撃を非難し、資金援助の打ち切りを発表した[696]。
- フランス: フランスのエマニュエル・マクロン大統領は「戦争終結のためにあらゆることをする」と発言した[148]。またイスラエルに住むフランス人がハマースの攻撃により複数人死亡していることについて「イスラエル当局や関係国とともに、彼らが安全に帰還できるよう全力を尽くす」と述べた[697]。
- ドイツ: ドイツのオラフ・ショルツ首相は7日、SNSでハマースの攻撃を非難しイスラエルを支持すると表明した[698]。同国のスヴェンヤ・シュルツェ経済協力・開発相も、ドイツがパレスチナへ行っている資金援助の停止を検討しているという声明を発表した[699][696]。この戦争に巻き込まれて死亡、若しくは行方不明となった自国民が10人以上いるとした。
- ロシア: ロシア連邦政府は自制を求める声明を発表し、ミハイル・ボグダノフ外務副大臣は双方と連絡を取っていると述べた[700]。なお、少なくとも4人のロシア国民が犠牲となったと発表した。ロシア外務省のザハロワ情報局長は軍事衝突について「（長年にわたる紛争は）武力ではなく、外交手段でのみ解決できる」と指摘した上で、「パレスチナとイスラエル双方に暴力を放棄し、必要な自制心を示すよう求めます」とし、国際社会の助けを借り双方が「長年待ち望まれた、包括的かつ持続的な平和の確立に向けた交渉プロセス」に取り組むよう促した[591]。また複数の中東首脳とプーチン大統領が電話会談を行ったほか、否決されたものの、国連安保理に双方の即時停戦を呼び掛ける決議を提出した[188]。
- ウクライナ: ウクライナのウォロディミル・ゼレンスキー大統領は通信アプリ「テレグラム」で「イスラエルに自衛権があることは議論の余地がない」とイスラエル側の反撃を支持し、「テロ行為が金輪際、人の命を奪わぬよう、世界は結束して立ち上がらなければならない」と訴えた[591]。
- イギリス: イギリスのリシ・スナク首相は7日、SNSにて「イスラエル市民への攻撃に衝撃を受けている」と投稿し、「イスラエルには自国を防衛する絶対的な権利がある」と強調した[701]。13日にはイギリス海軍の揚陸艦と航空支援艦計2隻とP8哨戒機を東地中海に配備した[148][697]。また「パレスチナ人も被害者である」としてパレスチナ側への支援も行った[188]。グラント・シャップス（英語版）国防相は11月12日、イスラエルのガザ攻撃支持を表明し、「イギリスがドレスデン爆撃したとき、3万5000人が命を落とした。戦争で人は死ぬ。その答えは、ハマスがその人たち（民間人）を人間の盾にするのをやめることだ」と述べ、イスラエルによるドレスデン空襲と同程度の殺害は許容範囲であり、またはイスラエルによる民間人の殺害はハマースが責任を負うとする見解を示した[702]。
- バチカン: イスラエル外務省と電話会談を行い、イスラエル人に対するテロを明確に批判した[183]。またサン・ピエトロ広場で教皇フランシスコ教皇はガザ市民のための人道回廊を呼びかけた[170]。
- スロベニア:スロベニアのタンジャ・ファジョン外相は、ニューヨークでのインタビューで即時停戦と現在進行中の紛争に対処するための政治的解決の必要性を強調し、「人道支援が緊急に必要とされているため」「敵対行為を停止する必要がある」と述べている[703]。

#### アフリカ
- アルジェリア: 外務省はイスラエルによるガザ爆撃を強く非難し、国際機関に紛争への介入を促し、「イスラエルの植民地的入植」と戦うパレスチナ人への同情を表明した[704]。
- ジブチ: ジブチはパレスチナへの支持を表明した[705]。
- エジプト: エジプトのサーメハ・ハサン・シュクリ外務大臣は、危険な展開であるとして全勢力の自制を求めている[706]。
- ガーナ: ガーナの外務省は声明を発表し、「ガーナは今回の攻撃を明確に非難し、ハマースの指導者に対し、攻撃を直ちに中止し、武装勢力をイスラエル南部から撤退させるよう求めます」と述べた[707]。
- ケニア: ケニアの外務・ディアスポラ問題省のコリール・シングオエイ主席秘書官は「イスラエルに対する卑劣なテロ攻撃を強く非難し、殺戮と無差別な人命の損失を遺憾に思います」と述べるとともに、ハマースを「この凶悪な攻撃の計画者、資金提供者、実行者」として非難した。また、イスラエルの「報復する権利」を認めつつも、「この不幸な事態を解決するための平和的な道筋」を促した[708]。
- リビア: 下院はガザを支持することを表明した[709]。
- モロッコ: 外務省は「ガザ地区における状況の悪化と軍事行動の勃発に対する深い懸念」を表明し、どこであろうと民間人に対する攻撃はしてはならないと非難した[710]。
- ナミビア: 政府は戦闘の激化を非難し、外交的解決策を求め、イスラエルに攻撃をやめ、パレスチナ人に対する挑発的行為を控えるよう求めた[711]。
- ナイジェリア: ナイジェリアのユスフ・トゥッガー外相は戦闘のエスカレーションに対する緩和を呼びかけ、双方に自制し市民の安全を優先し、人道的配慮の余地を与えるよう求めた[712]。
- 南アフリカ共和国: 外務省は声明を発表し、「イスラエルによるパレスチナの土地の継続的な不法占拠、入植地の継続的な拡大、アル・アクサ・モスクとキリスト教の聖地に対する冒涜、そしてパレスチナ人に対する継続的な抑圧」が戦争の原因であると非難した。加えて、南アフリカは2国家間の問題解決のサポートをすることを確認した[713]。11月6日、イスラエル軍によるガザ地区への攻撃で多数の市民が犠牲になっていることについては「ジェノサイドだ」と強く非難、イスラエルに派遣している外交団を呼び戻し、関係の見直しについて協議すると発表した[257]。12月29日、イスラエルにジェノサイド条約違反の被疑があるとして、国際司法裁判所に提訴した（後述）。
- スーダン: スーダンの外務省は政府が「独立国家を持つというパレスチナ人の正当な権利」を支持し、「国際決議の遵守と罪のない市民の保護」を求めたと述べた[714][705]。
- タンザニア: 外務省はすべての暴力を非難し、双方の対話を求めた[715]。
- チュニジア: チュニジアのカイス・サイード大統領がパレスチナ人との連帯を宣言[716]。
- ウガンダ: ウガンダのヨウェリ・ムセベニ大統領も事態に懸念を示し、双方に対話を呼びかけた[717]。
- ザンビア: スタンリー・カソンゴ・カクボ外務・国際協力大臣はハマースの攻撃を非難する声明の中でイスラエルを支持した[705]。

#### アジア
- 中国: 中国外交部は「パレスチナとイスラエルの間の現在の緊張と暴力の激化」に深い懸念を表明し、関係者に対し「民間人を保護し、状況のさらなる悪化を避けるために、冷静さを保ち、自制し、戦闘を直ちに終了するよう要請した」と述べ、両勢力の自制を求めた[718]。なお、未確認の死者・行方不明者が数人いるとした。中国の王毅共産党政治局員兼外相は12日、イスラム組織ハマースへの攻撃を受けてパレスチナ自治区ガザに反撃するイスラエルを批判した。「問題の本質はパレスチナ人民に正義が果たされ続けていないことにある」と語った[719]。
- インド: インドのナレンドラ・モディ首相は7日、SNSにて「イスラエルでのテロ攻撃のニュースに大きなショックを受けた。私たちの思いと祈りは、罪のない犠牲者とそのご家族とともにあります。この困難な時に私たちはイスラエルと連帯します。」とメッセージを投稿し、イスラエル支持の姿勢を表明した[720]。
- イラン: 外務省は7日、「今日の作戦は、占領者に対する抵抗の新たなページを作り上げた」と述べ、パレスチナ支持を表明した。ハマースのガジ・ハマド報道官は、BBCに対してイラン側は「パレスチナとエルサレムが解放されるまでパレスチナ戦闘員の側にいる」と述べており、協力を約束しているとした[84]。
- 日本: 10月7日、日本国外務省はハマースによるロケット弾発射と越境攻撃を非難し、すべての当事者に自制を求めた[721]。日本の岸田文雄首相はハマースによるイスラエル市民への攻撃を「強く非難します」と声明を出した[722]。イスラエル支持共同声明には参加しなかった[723]。これまで日本政府は「テロ」と表現していなかったが13日、日本の上川陽子外務大臣はパレスチナ外相のリヤド・アル・マリキ（英語版）との電話会談にて「ハマスなどパレスチナ武装勢力によるテロ攻撃を断固として非難します。事態の早期沈静化に向けて関係者への働きかけをお願いします」と、「テロ」という言葉を用いてハマスを非難した[724]。上川外務大臣の要請により木原稔防衛相は邦人退避に備え自衛隊にジブチなどに輸送機等の派遣命令を出した[697]。これを受け、航空支援集団の森田雄博司令官を指揮官とする「在イスラエル国邦人等輸送統合任務部隊」の編成が決定された[725]。14日、日本政府が9日に邦人退避支援のため定期商用機とは別に手配したチャーター機1機が邦人8人を乗せてテルアビブを発ち、翌15日未明にドバイに到着した。これとは別に51人が韓国空軍機(後述)に便乗した[726]。10月17日に航空自衛隊のKC-767とC-2一機ずつがヨルダンに到着した[727]。10月18日、上川外務大臣からの依頼を受け、木原防衛相は自衛隊法84条の4の邦人輸送の規定に基づき自衛隊部隊に輸送活動の実施を命令した[728]（この命令は自衛隊の活動や邦人の安全確保への影響を考慮し10月20日の輸送の実行を待って公表された）[729]。同日、岸田首相はヨルダン国王のアブドゥッラー2世と電話協議し、「協力に深く感謝します」と伝達した。アブドゥッラー王は邦人の退避に「引き続き協力する」と応じた。またアラブ首長国連邦（UAE）のムハンマド大統領や、カタールのタミム首長とも個別に電話協議した[730]。同日政府関係者が明らかにしたことによれば、現在輸送実施に向け出国希望調査を進めているが、韓国政府が自国民を輸送機で退避させる際に日本人とその家族を搭乗させた対応を踏まえ、現地の韓国人も輸送対象とする方向で調整を始めた。関係者によると、邦人への調査の結果輸送人数に余裕が出れば、韓国側に搭乗希望の有無を問い合わせるほか、韓国人以外の外国人も対象とする可能性もあるとされた。なお、邦人も含めて費用負担は求めない[731]。この結果10月19日、政府関係者によれば韓国人を20人前後搭乗させる調整が開始された。座席は現地在留邦人と韓国人を乗せても空きがある見通しで、韓国以外の外国人を搭乗させる可能性もある。予定では自衛隊機は現地時間19日（日本時間20日未明）にもテルアビブを出発し、複数の給油地を経て、21日日未明に羽田空港に到着する見通しであるとされた[732]。10月20日、防衛省と外務省は、日本時間の20日未明KC-767がヨルダンからイスラエルへ移動、出国を希望した日本人60人と外国籍の家族4人のほか、韓国人18人と外国籍の家族1人の合わせて83人(松野博一官房長官は会見で「韓国のほか、米英仏やカナダ、豪州、フィリピン、台湾、タイに対しても搭乗希望者の有無をたずね、その結果、韓国からのみ要望があった」と明かした)を乗せて、イスラエルを出発し経由地のヨルダンに到着したと発表した[728][733][734][735][736]。KC-767は帰国第一陣としてヨルダンから日本に向け移動し、10月21日未明に羽田空港に到着した。外務省によると、イスラエルとパレスチナに滞在する邦人は20日時点、約800人となった。C-2二機はさらなる情勢悪化と邦人等の輸送に備え、引き続きヨルダン及びジブチにおいて待機した[737][728]のち、ジブチの機も10月24日にヨルダンに移動[738]、10月25日には帰国したKC-767が再びヨルダンに派遣された[739]。またイスラエルとレバノンの国境周辺でも戦闘が起きたことから防衛省は10月27日、レバノンに滞在している日本人およそ70人を自衛隊機で輸送する場合に備えて情報収集にあたる調査チームをレバノンに派遣した[740]。2024年12月、北海道パレスチナ医療奉仕団の団員2人が、イスラエルの空港で入国審査を受けた際ガザ地区に入域したことがあることが原因で、入国拒否されるという事件が発生した[741]。
- パキスタン: パキスタンのジャリル・アッバス・ジラニ暫定外務大臣は、ガザ地区の包囲と爆撃を「ジェノサイドである」と非難した[170]。
- パレスチナ（パレスチナ自治政府）: ワリード・アリ・シアム駐日パレスチナ常駐総代表部代表は8日、SNSにて「私たちは、パレスチナ人とイスラエル人の両方の民間人の生命の喪失を断固として非難します。」とメッセージを投稿し、両勢力を非難した[37]。またパレスチナ自治政府のマフムード・アッバース大統領は、「ハマースはパレスチナ人の代表ではない（※後にハマースへの名指しは削除）」「ハマースは人質の即時解放をすべき」「ハマースによるイスラエル南部への攻撃を非難します」と表明している[32][33][34]。アッバース大統領は7日の時点ではパレスチナ自治政府の高官らとの緊急会議て「パレスチナ国民には入植者や占領軍の恐怖（テロ）から身を守る権利があります」と述べており[742]、なお、24日にフランスのマクロン大統領との会談で「紛争の責任はイスラエルとそれを支援する国々にある[36]」とした。24日の国連安保理ではリヤド・マリキ外相がイスラエル軍の攻撃について、「一般市民を標的にしたもので、非人道的で不法な無差別攻撃だ」と強く非難した[743]。
- フィリピン: マラカニアン宮殿は「フィリピンは、特に民間人に対する攻撃を非難します」と述べた[744]。
- サウジアラビア: 政府はハマースとイスラエルの双方に自制を要求している[745]。
- 韓国: 韓国政府は大韓航空が安全を理由にイスラエル行きの運航を停止したことを受け、イスラエルから韓国国民などを退避させるための軍の輸送機(KC330)を派遣した。韓国国民163人に加え、退避を希望した日本人51人とシンガポール人6人のあわせて220人が搭乗した[746]。日本人などの避難も同時に韓国機によって行われる理由であるが、「人道的観点から、韓国国民以外の輸送を韓国政府が日本政府に提案したからである」と大使館が明らかにしている[747]。韓国の尹錫悦大統領は、訪韓した米上院民主党トップのシューマー院内総務率いる超党派上院議員団と10月11日に会談した際、ハマースによるイスラエルへの無差別攻撃を非難している[748]。
- 台湾: 台湾政府は中東諸国への渡航忠告を行い、外務省は「ハマースが行ったイスラエルの無実の市民に対するテロ攻撃を非難します」と述べた[749]。
- タイ: タイ外務省は9日、戦闘でイスラエルにいるタイ人12人が死亡したと明らかにした。11人がハマースに拉致されているという。タイのセター・タウィーシン首相は、自国民を保護するため輸送機派遣の準備を指示した[750]。
- トルコ: トルコのレジェップ・タイイップ・エルドアン大統領は7日の演説にて、両勢力の自制を求めた[706]。またエルドアン大統領は8日、イスラエルとパレスチナの緊張緩和に向けて外交努力を加速させると表明した。その上で「二国間共存」が地域の平和を実現する唯一のの道との見解を示した。
- ヨルダン: 11月6日、ヨルダンのアブドラ国王はヨルダン空軍が緊急の医療物資をガザ地区の病院に上空から投下したことをSNSで公表し「ガザ地区の戦争で傷ついた兄弟に手を差し伸べることは、われわれの責務だ」と発言した[255]。
- モルディブ: 2024年6月2日、イスラエルによるガザ地区への軍事行動を理由にイスラエル人の同国への入国を禁止すると発表した[751]。モハメド・ムイズ大統領は即時停戦を求めたほか、「パレスチナと連帯するモルディブ国民」のスローガンのもと集会を開催したり、パレスチナを支援するための資金を募ることを明言した[751]。

#### オセアニア
- ニュージーランド: 10月16日までにニュージーランド外務・貿易省とエティハド航空が企画した「慈悲のフライト」により、55人のニュージーランド国民が避難した。避難民はアブダビに空輸され、そこで各自帰国の手配をすることになった。70人のニュージーランド人が残り、50人がイスラエルに、20人がパレスチナ自治区にいる[752]。
- オーストラリア: オーストラリアのアルバニージー首相は10月13日からカンタス航空と連携しテルアビブのベン・グリオン国際空港からロンドンへ出発する2便の臨時チャーター便を開設し、イスラエルにいるオーストラリア人を退避すると発表した。「民間機で出国の計画を立てられないオーストラリア国民のために、政府が支援する航空便を金曜日から飛ばす。機材を提供してくれたカンタス航空に感謝する」と首相は述べた[753][754]。

### イスラム勢力
- アル・シャバブはハマースを「すべての勇敢な英雄、勇敢な司令官、聖地に駐留するすべての人々」と呼び敬意を表した。また、イスラム教徒に対し、「ユダヤ人とその同盟国」に対するジハードを呼びかけた[755][756]。
- ヒズボラはハマースに祝意を表し、「イスラエルの犯罪」に対する反応としてこの攻撃を賞賛し、更にハマースには「神の後ろ盾」があると加えて述べた。またヒズボラは、レバノンの指導部が、この作戦についてハマースと接触していると述べた[82]。10月11日、ヒズボラは、アメリカの空母打撃艦隊の地中海東部への派遣について、「空母をこの地域に派遣しても、勝利が達成されるまで対決する用意のある抵抗派を怯えさせることはできない」と述べた[757]。またヒズボラとイスラエル軍間で非定期的に戦闘が発生している[189]。
- フーシ派はパレスチナ側に付き、紅海付近で民間船舶などに対する攻撃を頻繁に行っている（紅海危機）。

### 抗議行動
- 日本: 福岡市で10月22日、福岡県内外から集まった約300人がガザ地区への攻撃中止などを求めてデモ行進した。参加者らは「この問題は戦争では解決できない」と訴え、停戦を求めた。参加者らは福岡市中央区の天神中央公園を出発後、同区内を約300メートル行進。参加者らは「パレスチナに平和を！」などと書かれた横断幕やカードを掲げ、「フリー　パレスチナ（パレスチナに自由を）」「戦争やめろ！」とシュプレヒコールを上げ、戦闘の終結を求めた[758]。11月1日に千代田区のイスラエル大使館の周辺では攻撃をただちにやめるよう訴える抗議行動が行われた[248]。11月11日には広島市原爆ドーム前で「STOP（ストップ）　GENOCIDE（ジェノサイド、集団殺害）　IN（イン）　GAZA（ガザ）」とキャンドルの炎で書き、抗議活動が行われた[759]。
- アメリカ合衆国: アメリカの連邦議会議事堂の近くで10月18日、戦争に抗議するユダヤ系団体のデモがあり、少なくとも300人が拘束された。警察は、逮捕者は今後も増える可能性があるとしている。また、3人が警官への暴行で起訴されているという。抗議参加者らは大統領のジョー・バイデンと連邦議会に対し、ガザ地区での停戦を求めていた。しかし、抗議活動が禁じられているキャノン下院議員会館（英語版）に立ち入ったため、逮捕された。この抗議デモは、ユダヤ系の左派活動グループ「平和を求めるユダヤ人の声」と「イフ・ノット・ナウ（今でなくては）」が主催。両グループはイスラエル国家に反対している[760]。28日にはニューヨークで即時停戦を求める大規模なデモが行われ、1万2000人が参加し、ニューヨーク市南東部のブルックリンからマンハッタンの公園までおよそ5時間にわたって行進した。このデモ行進のため、ブルックリンとマンハッタンをつなぐブルックリン橋は、一時通行止めとなった[246]。11月4日、アラブ系団体の呼びかけでホワイトハウス近くの広場に、少なくとも数千人の市民が集まりデモを行った[254]。2024年に入るとよりデモは多くの大学に広がり、カリフォルニア大学ロサンゼルス校 (UCLA)、ウィスコンシン大学マディソン校、コロンビア大学で学生らが学校を占拠するデモを行い、15人以上の負傷者、1500人以上の逮捕者が発生する事態になった[761]。UCLAでは、同年5月1日、同校の学生新聞の記者として野営抗議行動を取材していた学生数人が、イスラエルを支援する集団に殴り倒され負傷する暴行事件が起き[762]、5月7日には野営抗議行動に反対する集団が、野営に爆竹を投げ込み、刺激性のガスを吹きかけ、野営のバリケードを破り野営抗議行動参加者を殴り倒す事態に発展した[763]。CNNは、数多くのビデオやソーシャルメディアの投稿を分析し、暴行行為を行った野営抗議行動に反対する集団人物の多くはUCLAの学生でなく、彼ら自身が投稿していたSNSには「親イスラエルの大義に捧げられた」言葉で占められていると報道した[764]。特に暴行が酷かった人物を特定し、脚本家の卵や、映画プロデューサー、また9月にイスラエル国防軍に入隊希望の18歳の高校生が含まれていたことが判明したと主張した[764]。18歳の高校生の母親は、暴行を報じた地元のテレビ局の動画に息子の姿を見つけ、動画のスクリーン・ショットを取り、わざわざ息子の姿を赤丸で囲み、息子が「親パレスチナをいじめに」UCLAへ行ったことをフェイスブックにヘブライ語で投稿した[764]。息子自身はCNNの取材にUCLAへ行っていないと関係を否定し、また母親の投稿も取材後に削除された[764]。5月23日[766]、この18歳の高校生と見られるエイダン・オンが、重罪の凶器を用いた暴行の疑いでカリフォルニア大学ロサンゼルス校警察に逮捕された[767][765][注釈 15]。エイダン・オン容疑者は、ビバリーヒルズ高校（英語版）の生徒、つまりUCLAの部外者と報じられており、動画では木の棒で暴力を振るっている様子が撮影されていた[767]。また、地元のありとあるゆる大義のデモや抗議行動に現れると知られている扇動家や、トランプ元大統領の熱烈な支持者として知られている人物なども含まれており、CNNは彼らを「地元のかく乱工作員」と呼んだ[764]。UCLAのユダヤ人学生組織ヒルテルの学生リーダーたちは、事件の翌日公開書簡を発表し、「キャンパス外のユダヤ人コミュニティの非主流派構成員」は、UCLAの推定3,000人のユダヤ人学生を代表していないと暴行者たちを非難し、彼らの行動はむしろ「ユダヤ人学生の害となっている」としたためた[764]。その他全体で2024年5月時点で野営を伴うデモが起きているのは[768]：
  - 北東部：ジョージ・ワシントン大学、ブラウン大学、イェール大学、エマーソン大学、ニューヨーク大学、ジョージタウン大学、アメリカン大学、メリーランド大学、ジョンズ・ホプキンス大学、タフツ大学、コーネル大学、ペンシルヴェニア大学、プリンストン大学、テンプル大学、ノースイースタン大学、マサチューセッツ工科大学、ニュースクール大学、ロチェスター大学、ピッツバーグ大学
  - 西海岸：カリフォルニア州立工科大学、フンボルト大学、南カリフォルニア大学、カリフォルニア大学ロサンゼルス校、カリフォルニア大学バークレー校、ワシントン大学
  - 中西部：ウィスコンシン大学、ノースウエスタン大学、セントルイス・ワシントン大学、インディアナ大学、ミシガン大学、オハイオ州立大学、ミネソタ大学、マイアミ大学、オハイオ大学、コロンビア・カレッジ・シカゴ、シカゴ大学
  - 南部：エモリー大学、ヴァンダービルト大学、ノースカロライナ大学、シャーロット大学、ノースカロライナ大学チャペル・ヒル校、ケネソー州立大学、フロリダ州立大学、ヴァージニア工科大学、ジョージア大学アセンズ校
  - 南西部：テキサス大学オースティン校、ライス大学、アリゾナ州立大学

- イギリス: パレスチナ支持派のデモが10月9日に行われた[41]。28日にロンドンで約10万人のパレスチナ派がデモを行った[246]。10月31日には同日に行われた難民キャンプへの攻撃を受け、政府に対してデモが行われた[248]。11月4日、イギリス国内のおよそ60か所で、即時停戦を求めるデモが行われ、ロンドン中心部トラファルガー広場には、主催者の発表でおよそ5万人が集まった[254]。11月11日にもロンドンで大規模なデモが発生した。警察の発表によると11月11日のデモの参加人数は30万人であった[769]。
- フランス: 10月12日にパレスチナ支持の「公共の秩序を乱す恐れがある」として全面禁止を発表したが、22日には1万5000人規模のパレスチナ派デモが行われ、これに対してはパリでは初めて許可された[770][226]。そのほかでもフランス内でパレスチナ派のデモは発生している[770]。11月4日にはパリで1万9000人規模のパレスチナ派デモが行われた[254]。
- ロシア: イスラム教徒が多数を占めるダゲスタン共和国で、イスラエルに抗議するデモが10月29日に発生した。中心都市であるマハチカラのマハチカラ・ウイタシュ国際空港では、イスラエルから客機が到着するという話を聞きつけた数百人が抗議しようと空港に殺到し、一部のデモ隊は、滑走路に侵入して到着した機体を取り囲む事態に発展した。抗議中において「お前たちは殺人者だ」などと叫んでいたということで、ロシアの航空当局によると、この騒動によって空港が閉鎖された。これに対しダゲスタンの首長であるセルゲイ・メリコフ（ロシア語版）はSNSで反ユダヤ主義を掲げる過激な動きに同調しないように呼びかけた[109]。
- オーストリア: ウィーンでは、反ユダヤ主義とテロリズムに反対し、ハマスに拉致された人質の解放を求めて数千人がデモを行った。11月1日の夜、ウィーン中央墓地のユダヤ人のエリアに放火があったとされる。墓地の壁にはハーケンクロイツとナチスのスローガンがスプレーで描かれていたとされる。10月にはオーストリアのいくつかの都市で公共の建物からイスラエルの国旗が取り外された[771]。
- ブラジル: リオデジャネイロでは3日、地元の市民団体が子どもの遺体を模した120体の造形物をコパカバーナ海岸に並べて抗議した。主催した市民団体のアントニオ・コスタ代表は「イスラエルには自衛の権利があるが、子どもたちの死につながる無差別かつ不当な武力行使には反対だ」と話した[253]。
- ドイツ: 11月4日、ベルリンでパレスチナ派によるデモが行われた[254]。
- カナダ: 11月4日、国内のおよそ30の都市でガザ地区での即時停戦を求めるデモが呼びかけられた。このうち最大都市のトロントでは、中心部にあるアメリカ総領事館の前に大勢の人たちが集まり通りを埋め尽くした[254]。

## 司法の動き

### 国際司法裁判所

#### 南アフリカによる、国際司法裁判所へのイスラエル提訴
南アフリカは2023年12月29日、国際司法裁判所に対し、イスラエルをジェノサイド条約違反の疑いで提起した。南アフリカは要請訴状で、ハマースなどの国際法違反を非難すると共に、ジェノサイド条約違反は許されないと主張し、提訴の理由をイスラエルの条約違反と説明した。また、イスラエルのネタニヤフ首相やイツハク・ヘルツォグ大統領、ギオラ・エイランド国防省顧問（退役少将）など政治家・軍人などの発言を引用し、ジェノサイドの意図があると主張した。
イスラエルは南アフリカの主張を否認し、「血の中傷を、嫌悪感を持ち拒絶する」「イスラエル国家の破壊を掲げるテロ組織に加担している」と主張した。
また南アフリカは、判決まで長期間を要することを理由に、ガザでの戦闘停止を求める仮保全措置（暫定措置）を併せて申請した。
国際司法裁判所は、同裁判所規定第62条もしくは第63条に基づく第3国の訴訟手続への参加を認めており、2024年1月12日、ドイツは「（南アフリカによる）ジェノサイドの告発を断固として拒否する」と声明を出し、イスラエル側として本案審議に参加する意向であることを表明した。これより先、ドイツのノルトライン＝ヴェストファーレン州警察は、学校・教師・保護者向けのパンフレットで、イスラエルおよびイスラエル軍の行動を「ホロコースト」や「ジェノサイド」と表現することは民衆扇動罪に抵触する可能性があるとする指針を示し、親パレスチナのデモ行進に対し、「ジェノサイド」や「大量殺戮（フェルカーモルト）」の語の使用を禁じた。ただし2024年5月18日時点で、ドイツは正式に参加を宣言する書類を同法廷に提出していない。
一方、1月23日、ニカラグアは「イスラエルはジェノサイド条約の義務に違反している」として南アフリカ側として規定第62条に基づき参加を宣言する書類を国際司法裁判所に提出した。ニカラグアに続き、4月5日にコロンビア、5月10日にリビアが、それぞれ今度は規定第63条に基づいて参加を宣言する書類を国際司法裁判所に提出した。また、バングラデシュとヨルダンも、南アフリカの提起を支持すると共に、第3国参加の準備があることを表明した。2024年5月18日時点で、バングラデシュとヨルダンは正式に参加を宣言する書類を同法廷に提出していない。
2024年1月26日、国際司法裁判所は南アフリカの主張は"plausible"（もっともらしい、確からしい）とした。その上でイスラエルに、ジェノサイドを防ぐためにあらゆる措置を取るよう、仮保全措置（暫定措置）の命令を発した。また、1ヶ月以内に裁判所への報告書提出を命じた。ただし、軍事作戦自体の停止は命じなかった。また、全ての戦争当事者に国際人道法遵守の義務があるとして、ハマースおよびその関係者に対しても人質の即時解放を命じた。
2月9日、イスラエルのネタニヤフ首相がラファ侵攻を発表すると、2月13日、南アフリカは再度、戦闘停止を求めて追加の仮保全措置を申請した。
2月17日、国際司法裁判所は「追加の暫定措置は不要」として南アフリカの請求を棄却した。ただし、イスラエルにジェノサイド条約遵守義務があることも強調した。

##### ラファへの軍事作戦停止命令
5月10日、南アフリカは差し迫るラファへの地上侵攻軍事作戦と悪化する人道支援状況の改善を求めて仮保全措置の追加と修正を申請した。
5月24日、国際司法裁判所はイスラエルのラファにおけるあらゆる軍事作戦を直ちに停止する仮保全措置の命令を発した。度重なる南アフリカによる仮保全措置の請求において、ラファと地域が特定されているものの、軍事作戦を停止する命令をこの訴訟において同法廷が発したのは初めてだった。この決定により、例えイスラエルが命令を無視しても、国際社会の国際法に従う国々は武器供与を含めた制裁が発せられるか、発せざるを得ない可能性が高まった。

### 国際刑事裁判所

#### 逮捕状の請求
2024年5月20日、国際刑事裁判所 (ICC) のカリム・カーン主任検察官が記者会見を開き、戦争犯罪や人道に対する罪の疑いでイスラエル高官とハマースの指導者合計5名の逮捕状を同裁判所に請求したと発表した。逮捕状が請求されたのは、イスラエル側はベンヤミン・ネタニヤフ首相とヨアヴ・ガラント国防相で、同首席検察官は、民間人を飢餓に陥らせたことが戦争の手段として取られたことや、やはり民間人に対して意図的に攻撃を行ったことが戦争犯罪などに当たると信じるに足る合理的な理由があると主張した。一方ハマース側には、ガザ地区で指揮を取っているとみられる政治部門のガザ地区現地トップのヤヒヤ・シンワル指導者と、現地の軍事トップでアル＝カッサーム旅団のムハンマド・アル＝マスリー、通称ムハンマド・デイフ司令官、そして海外から指揮を取るハマース全体の政治部門トップのイスマイル・ハニヤ最高幹部の逮捕状が請求され、10月7日に民間人を殺害したり、少なくとも245人を人質に取ったりしたことなどが戦争犯罪の責任が問われると信じるに足る合理的な理由があると同首席検察官は主張した。
請求された逮捕状は予審裁判部の裁判官パネルによって、提出された証拠などを検討したうえで、発付の可否の判断がなされる。
これに先立ちイスラエル政府は、もし逮捕状が同国高官に対して発付されるのなら、パレスチナ自治政府に報復措置を取るとアメリカ合衆国政府に伝えていた。イスラエルはパレスチナ自治政府が逮捕状の発布を押し進めていると主張しており、報復にはイスラエルがパレスチナ政府に代わって徴収している付加価値税や関税の徴収済み金額の送金を凍結することも含まれているという。パレスチナ自治政府は、歳入の3分の2以上を代理徴収済関税に頼っており、その送金が凍結された場合は、政府の財政破綻を招くとしている。